# Lijst van vlaggen van Britse gemeenten
Dit artikel bevat een lijst van vlaggen van Britse gemeenten. Vanwege het (potentieel) grote aantal, worden ze hier niet getoond. Dit lijst toont alleen vlaggen van plaatsen met meer dan 20.000 inwoners. Onderaan de pagina worden ook vlaggen weergegeven van de parishes van Guernsey en Jersey.

## A

Aberdare
Aberdeen
Abingdon
Accrington
Airdrie
Aldershot
Altrincham
Andover
Antrim
Arbroath
Arnold
Ascot
Ash
Ash Vale
Ashford (Engeland)
Ashford (Surrey)
Ashington
Ashton-in-Makerfield
Ashton-under-Lyne
Atherton
Aylesbury
Ayr

## B

Ballymena
Bamber Bridge
Banbury
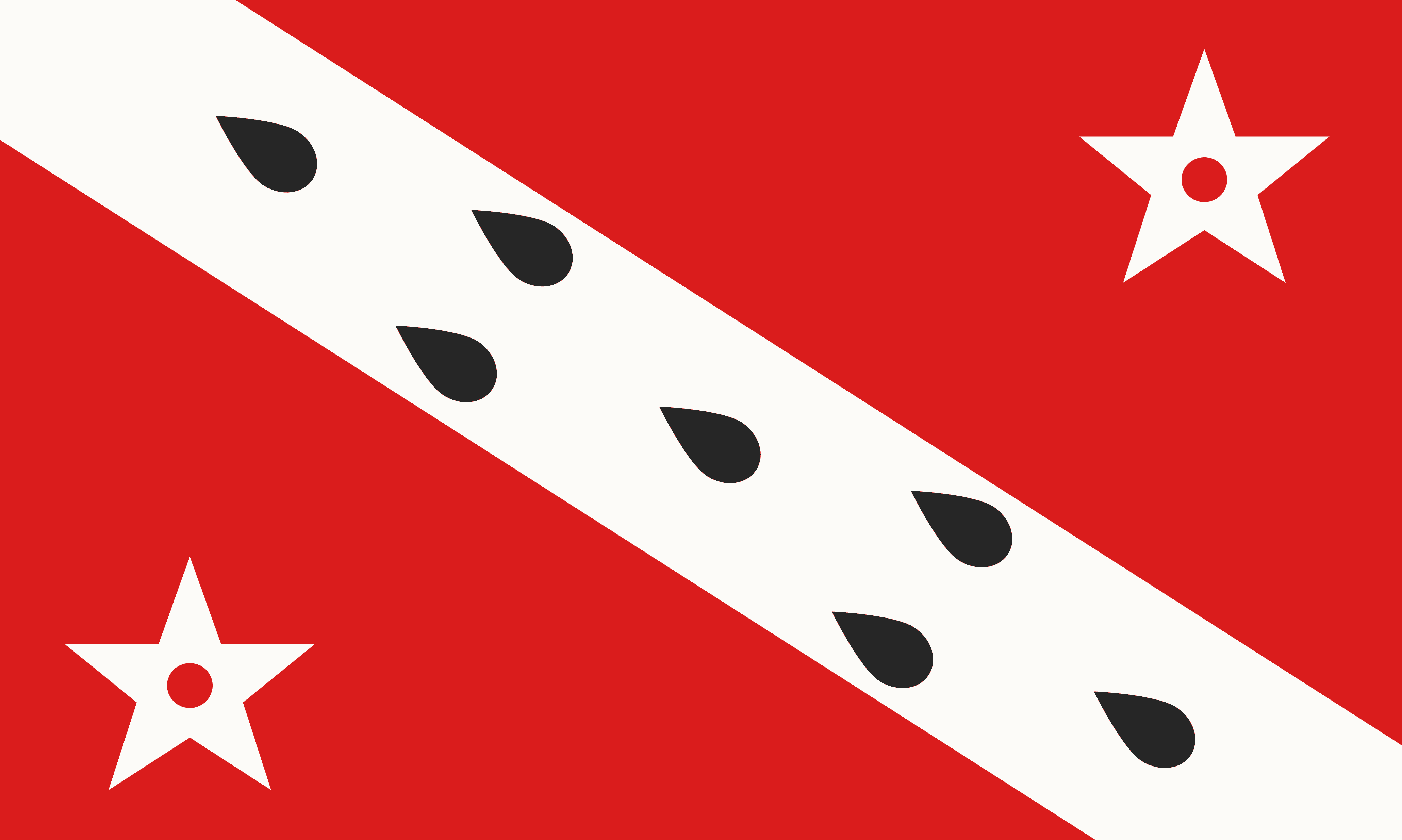
Bangor
Barking and Dagenham
Barnet
Barnsley
Barnstaple
Barrow-in-Furness
Barry
Basildon
Basingstoke
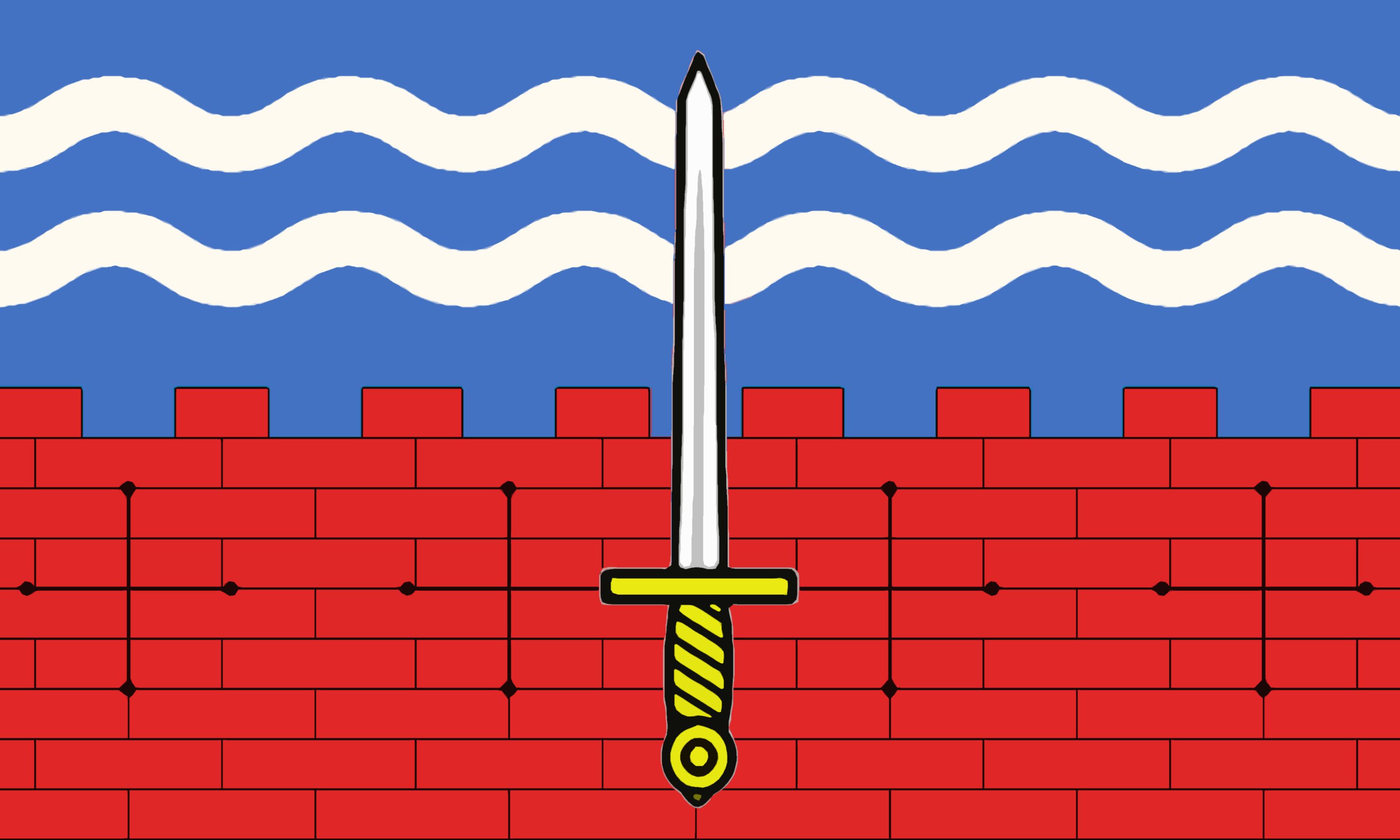
Bath
Bathgate
Batley
Bearsden
Bebington
Bedford
Bedworth
Beeston
Belfast
Berkhamsted
Beverley
Bexhill-on-Sea
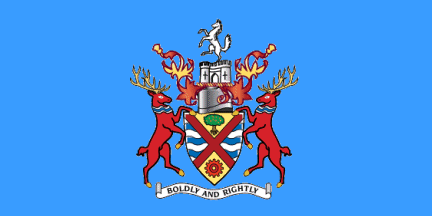
Bexley
Bicester
Biggleswade
Billericay
Billingham
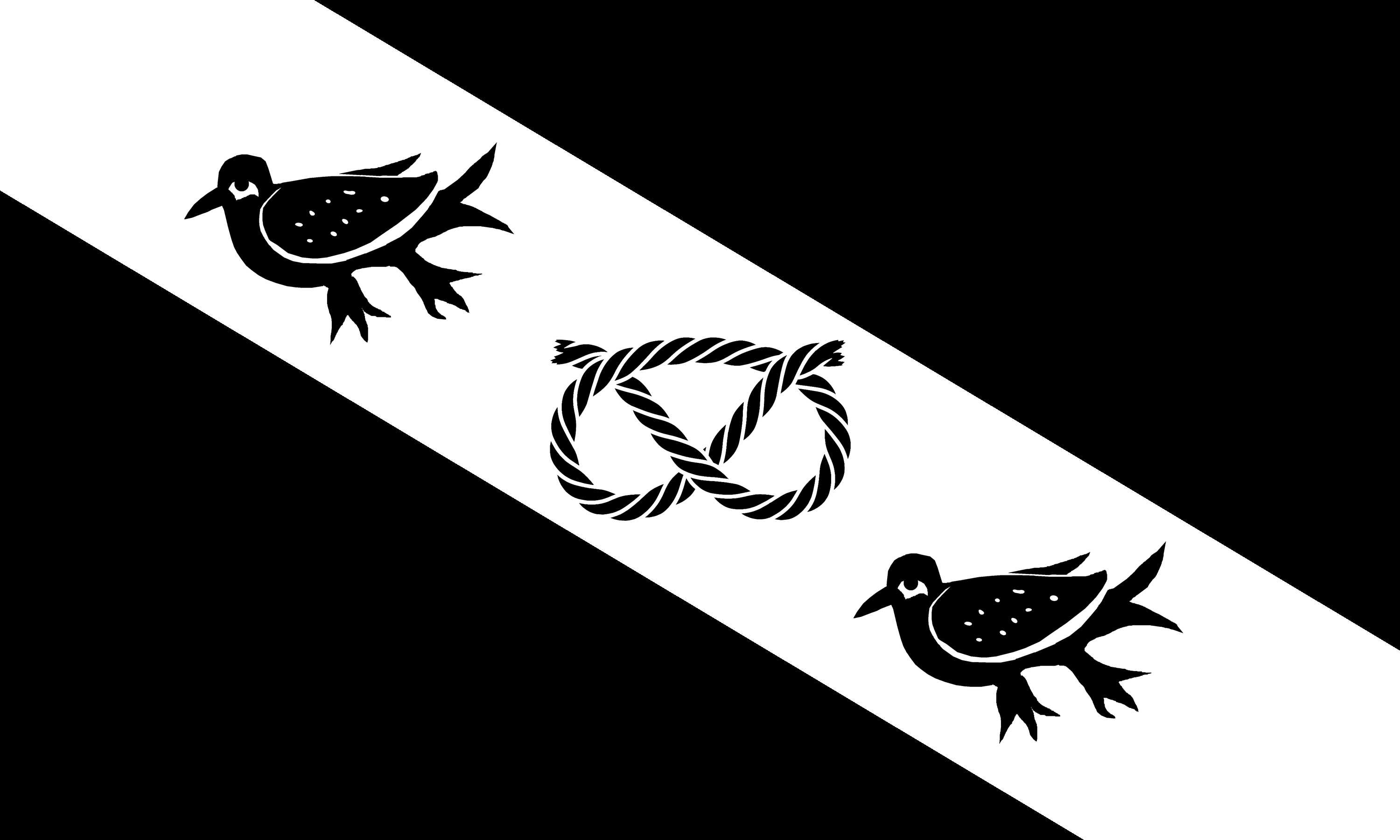
Bilston
Bingley
Birkenhead
Birmingham: Vlag
Bishop Auckland
Bishop's Stortford
Bishopbriggs
Blackburn
Blackpool
Bletchley
Bloxwich
Blyth
Bognor Regis
Bolton
Bootle
Borehamwood
Boston
Bournemouth
Bracknell
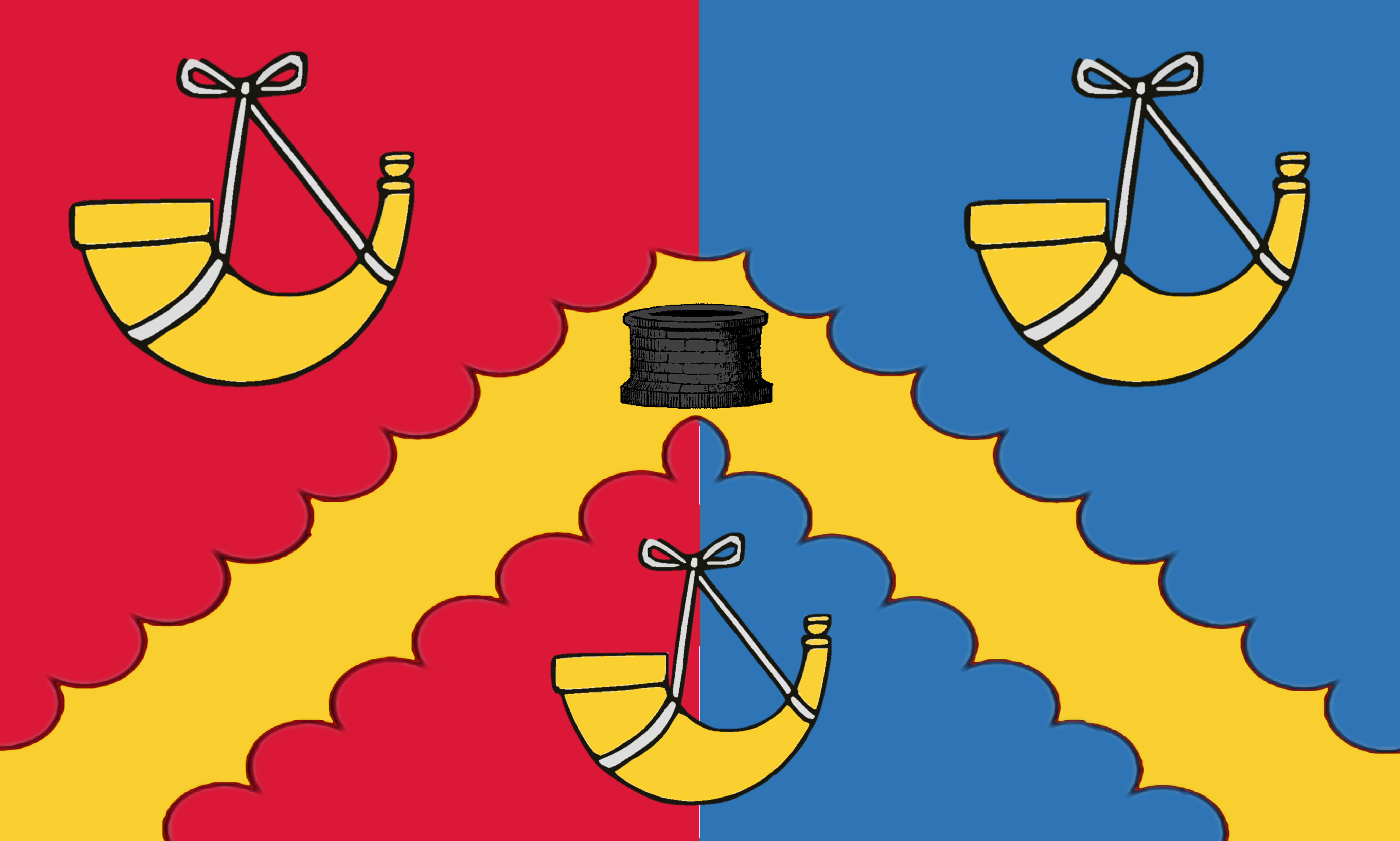
Bradford
Bradley Stoke
Braintree
Bramley
Brent
Brentwood
Bridgend
Bridgwater
Bridlington
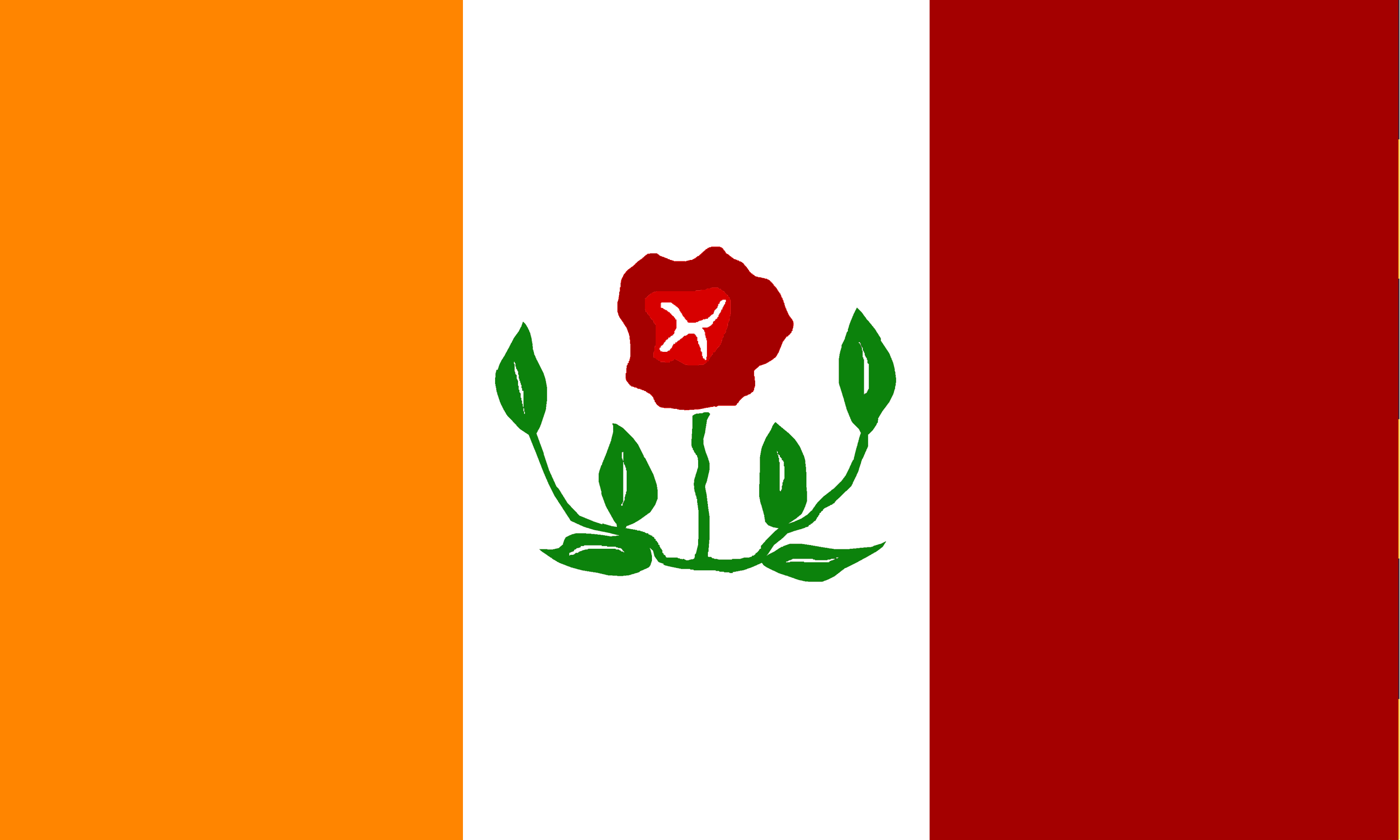
Brierley Hill
Brighouse
Brighton
Brighton and Hove
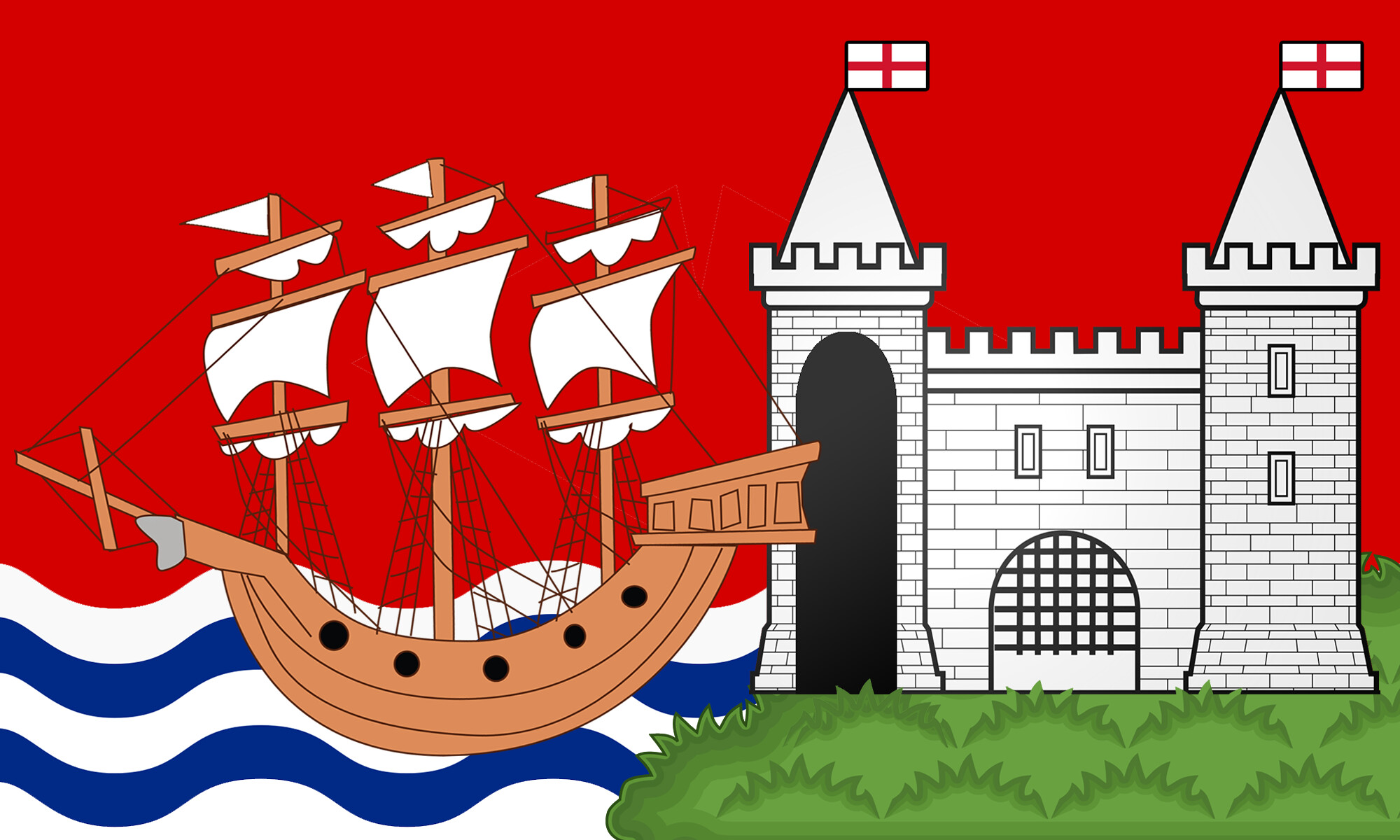
Bristol
Broadstairs
Bromley
Bromsgrove
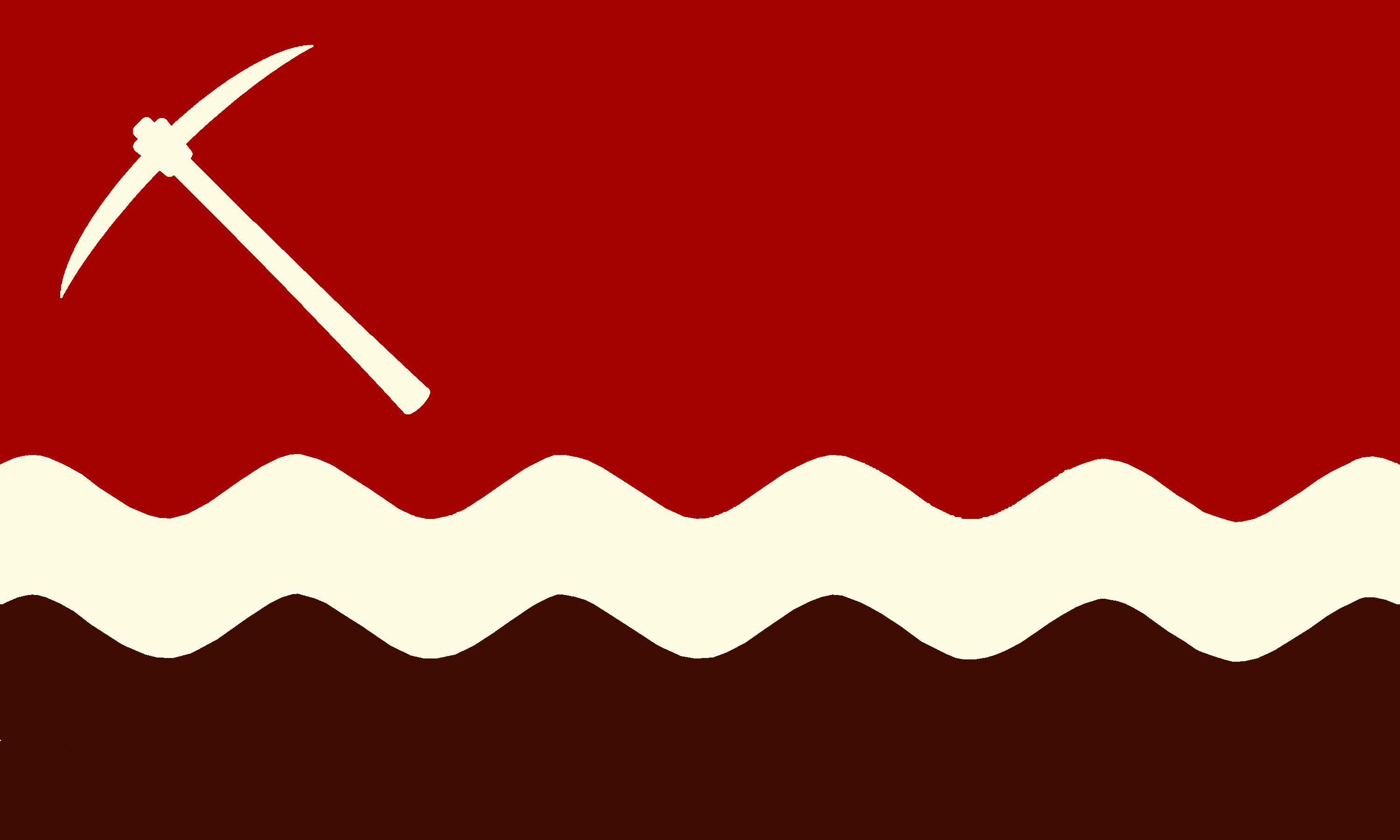
Brownhills
Burgess Hill
Burnley
Burntwood
Burton upon Trent
Bury
Bury St. Edmunds
Bushey
Buxton

## C

Caerphilly
Camberley
Camborne
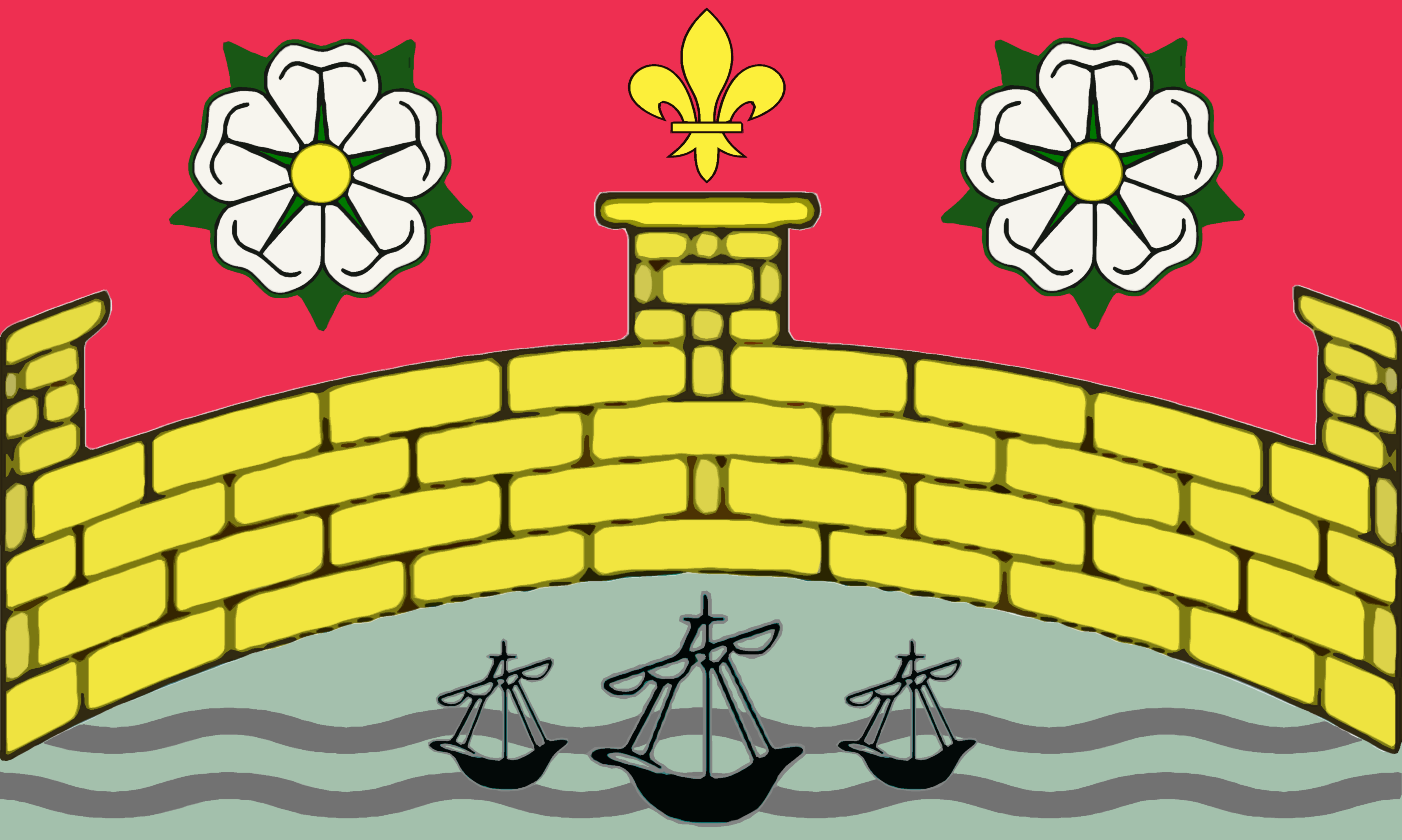
Cambridge
Cambuslang
Camden
Cannock
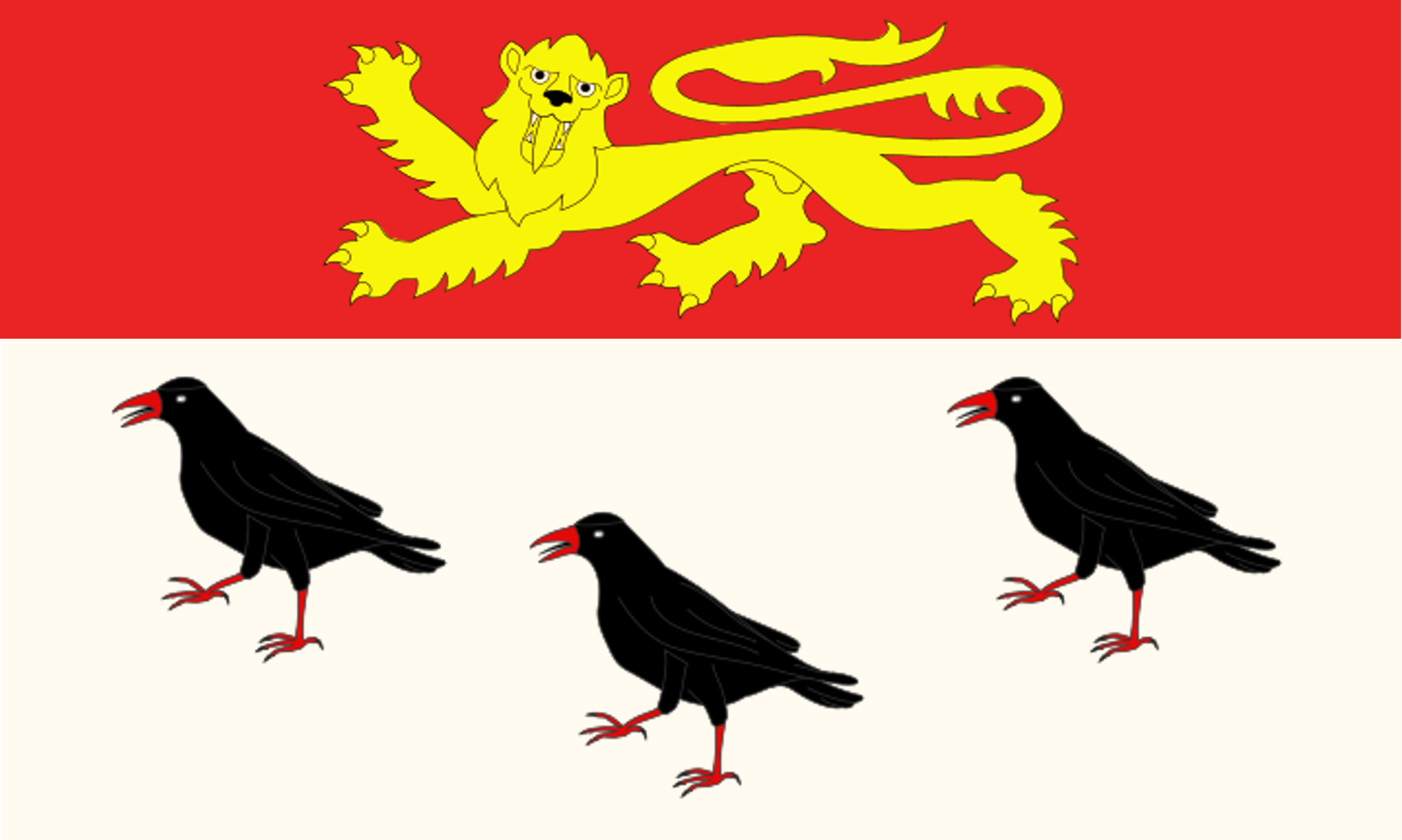
Canterbury
Canvey Island
Cardiff
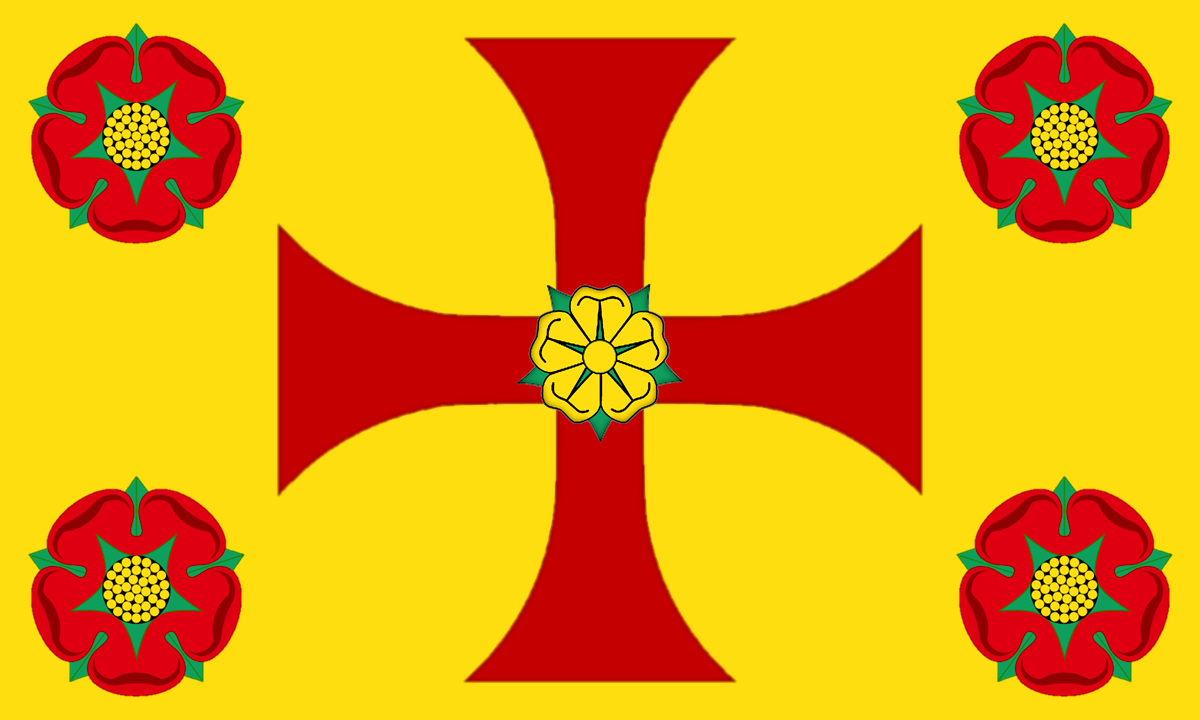
Carlisle
Carlton
Carrickfergus
Castleford
Castlereagh
Caterham
Caversham
Chadderton
Chafford Hundred
Chandler's Ford
Chapeltown
Chatham
Cheadle Hulme
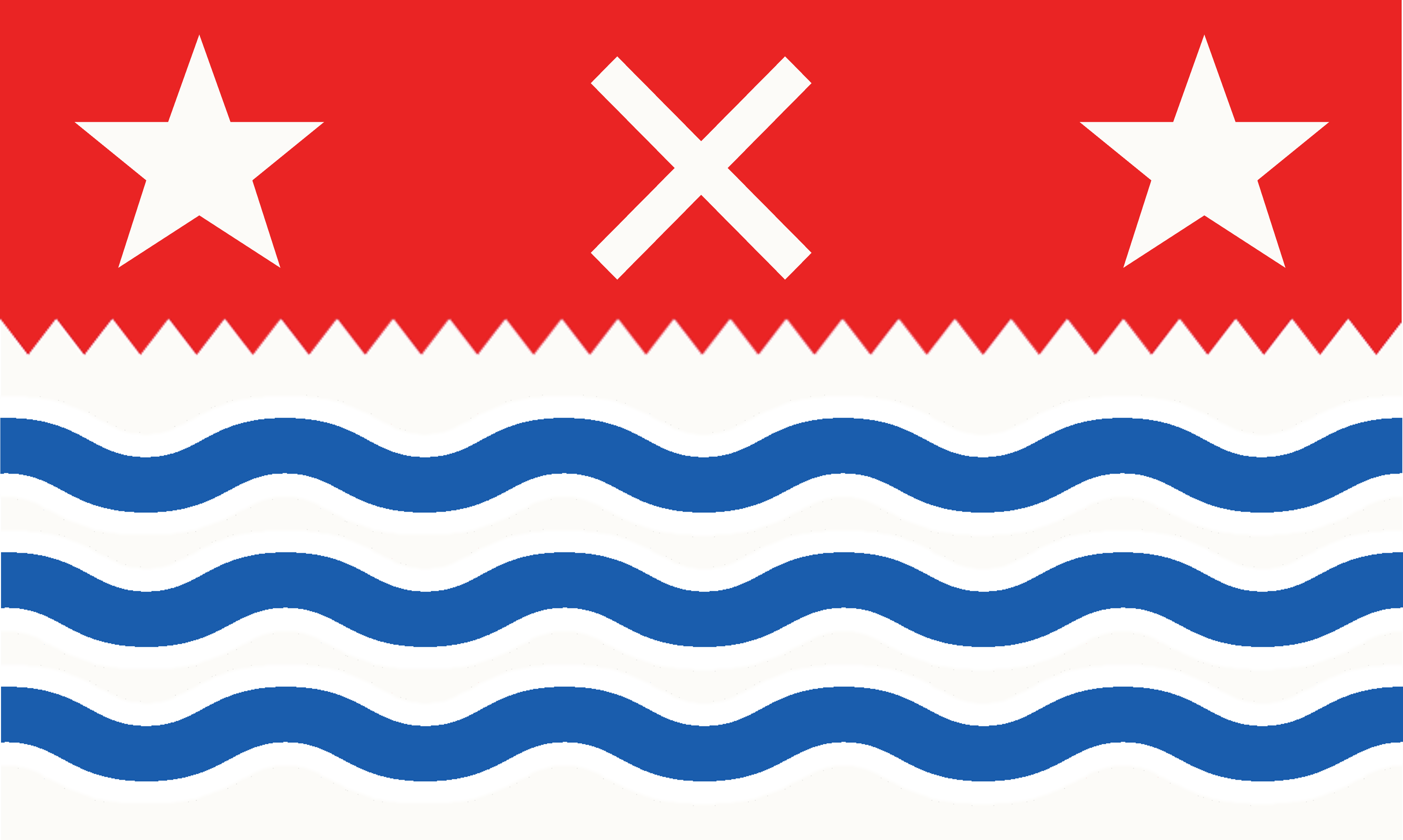
Chelmsford
Cheltenham
Chesham
Cheshunt
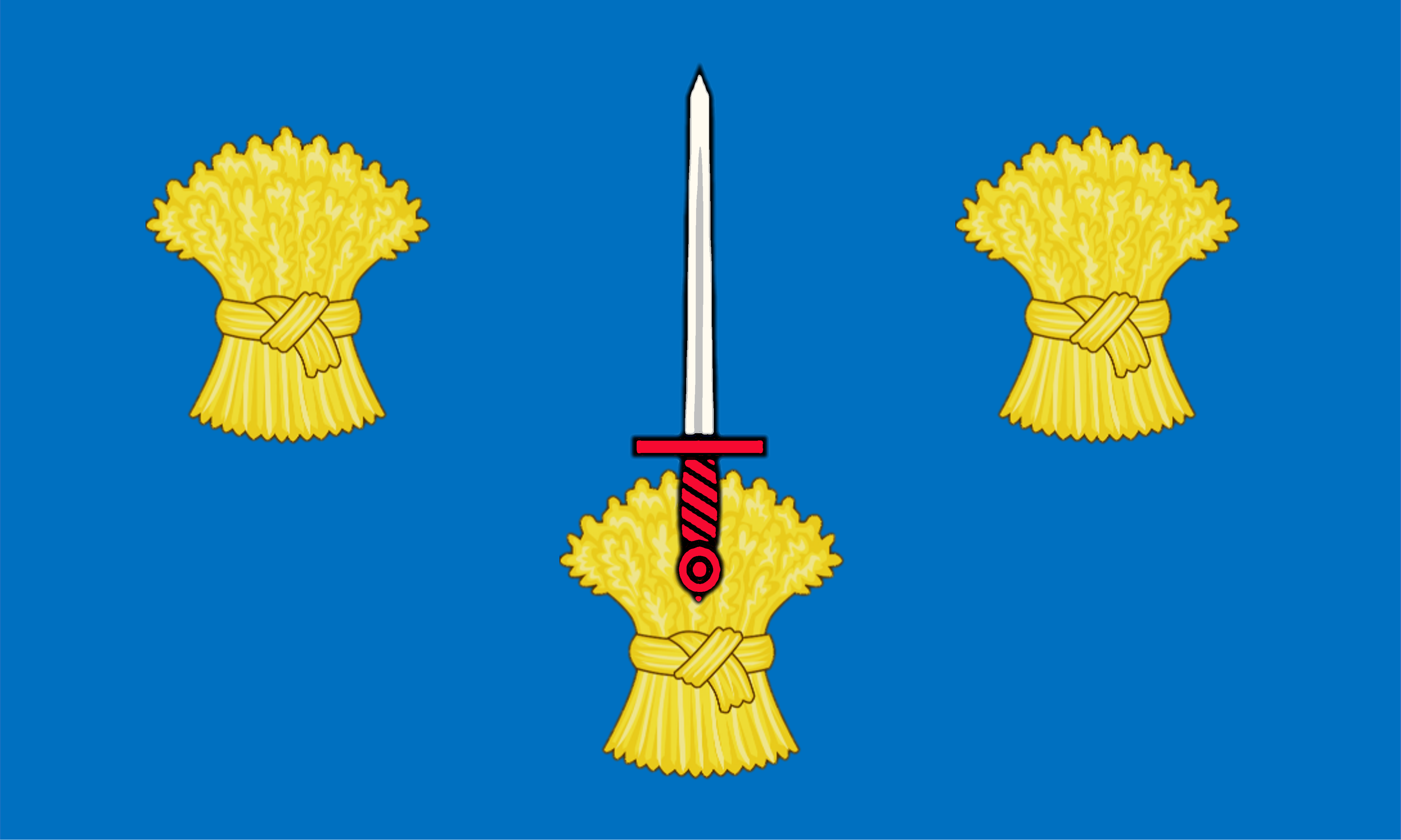
Chester
Chester-le-Street
Chesterfield
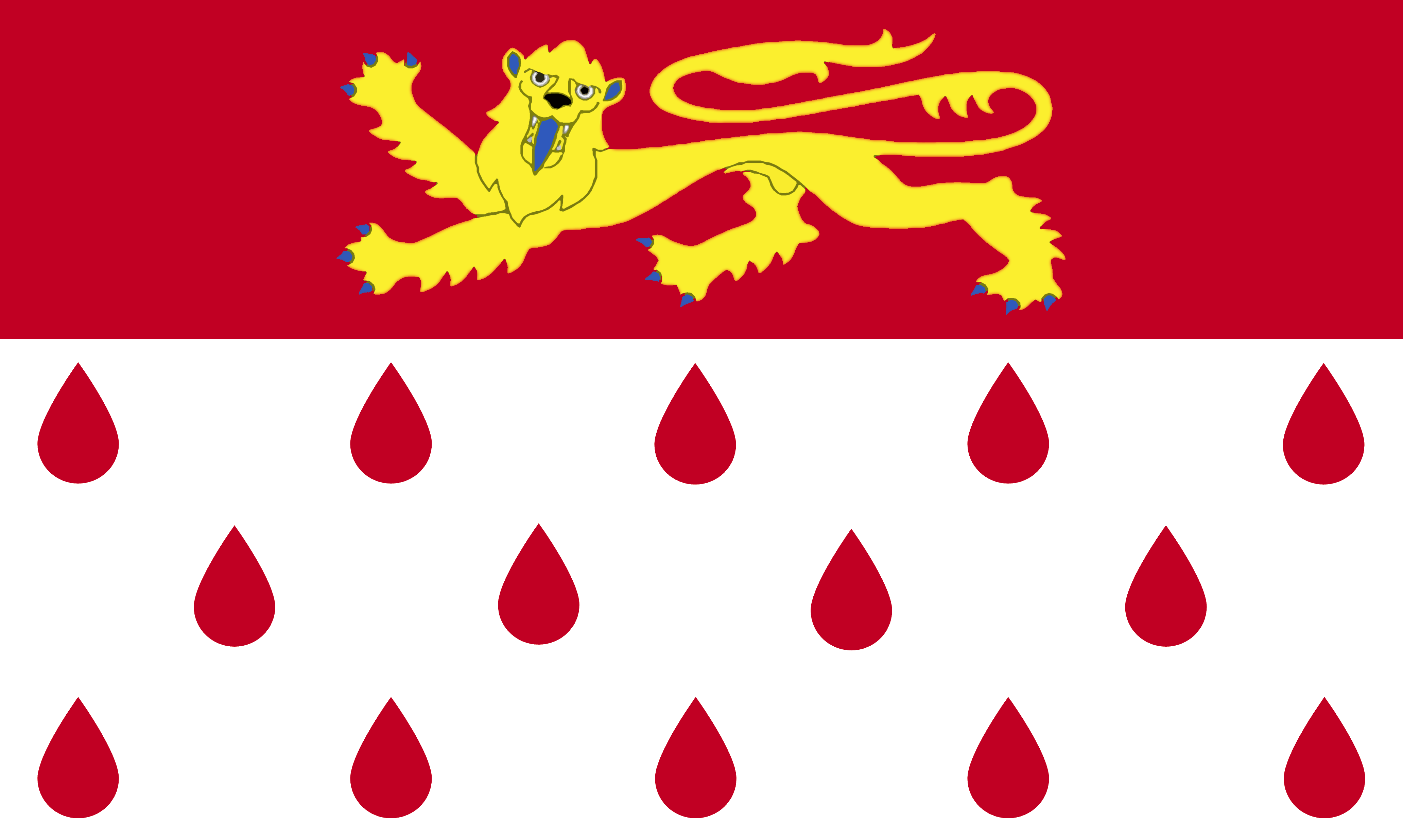
Chichester
Chippenham
Chorley
Christchurch
City of London: Vlag
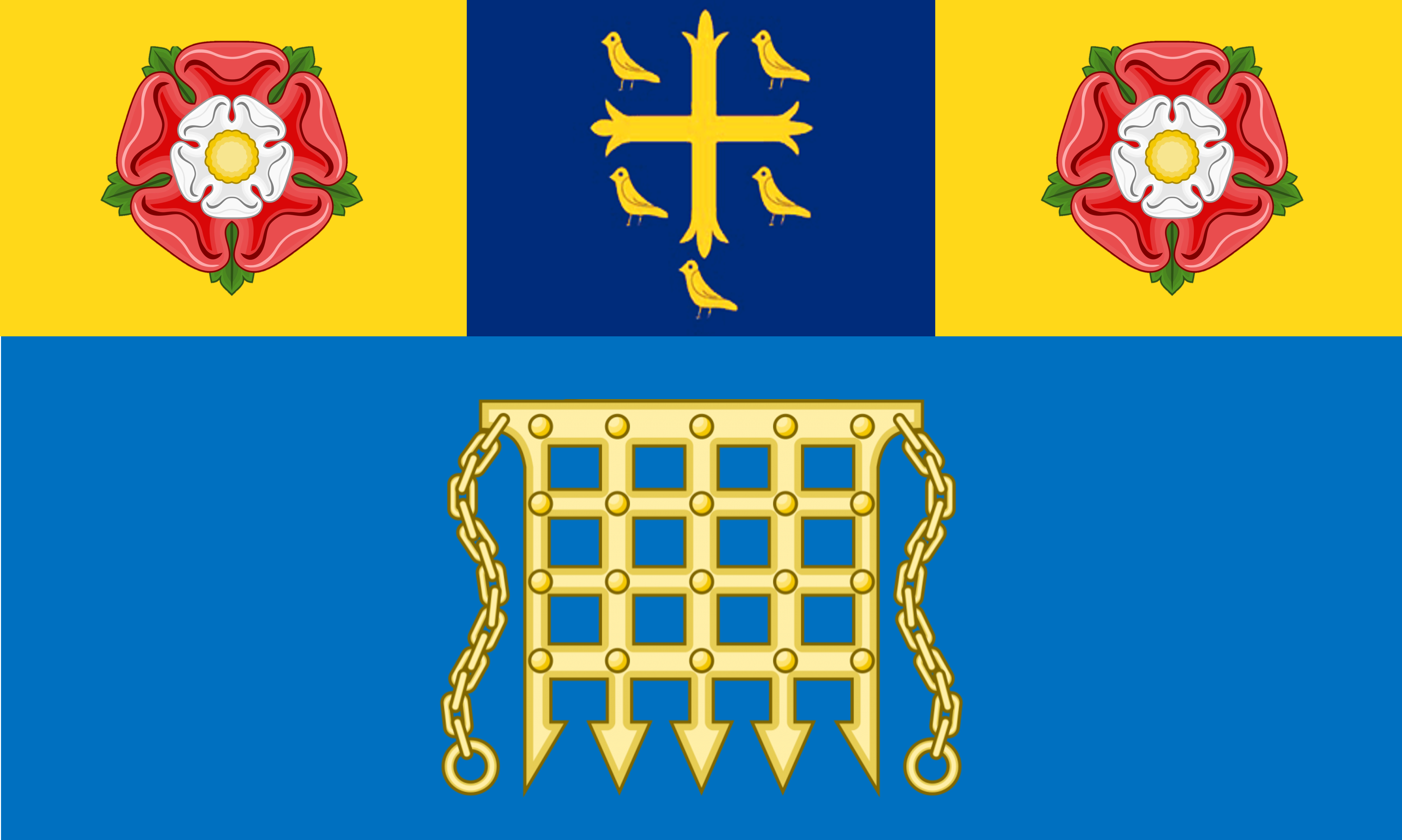
City of Westminster
Clacton-on-Sea
Cleethorpes
Clevedon
Clifton
Clydebank
Coalville
Coatbridge
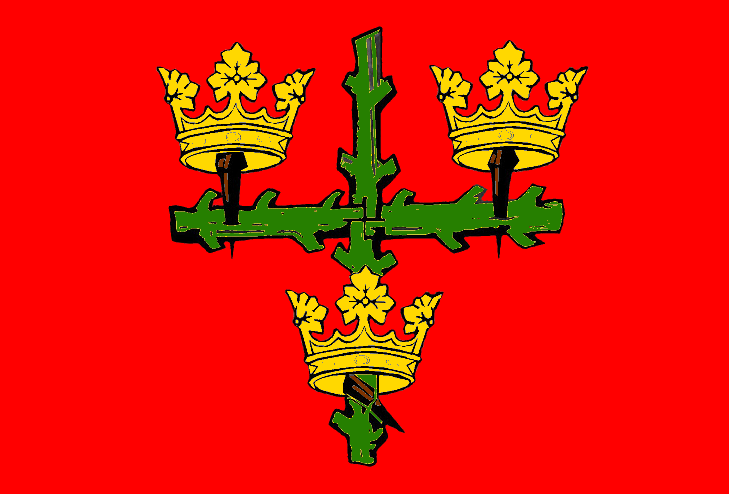
Colchester
Coleraine
Colwyn Bay
Congleton
Consett
Corby
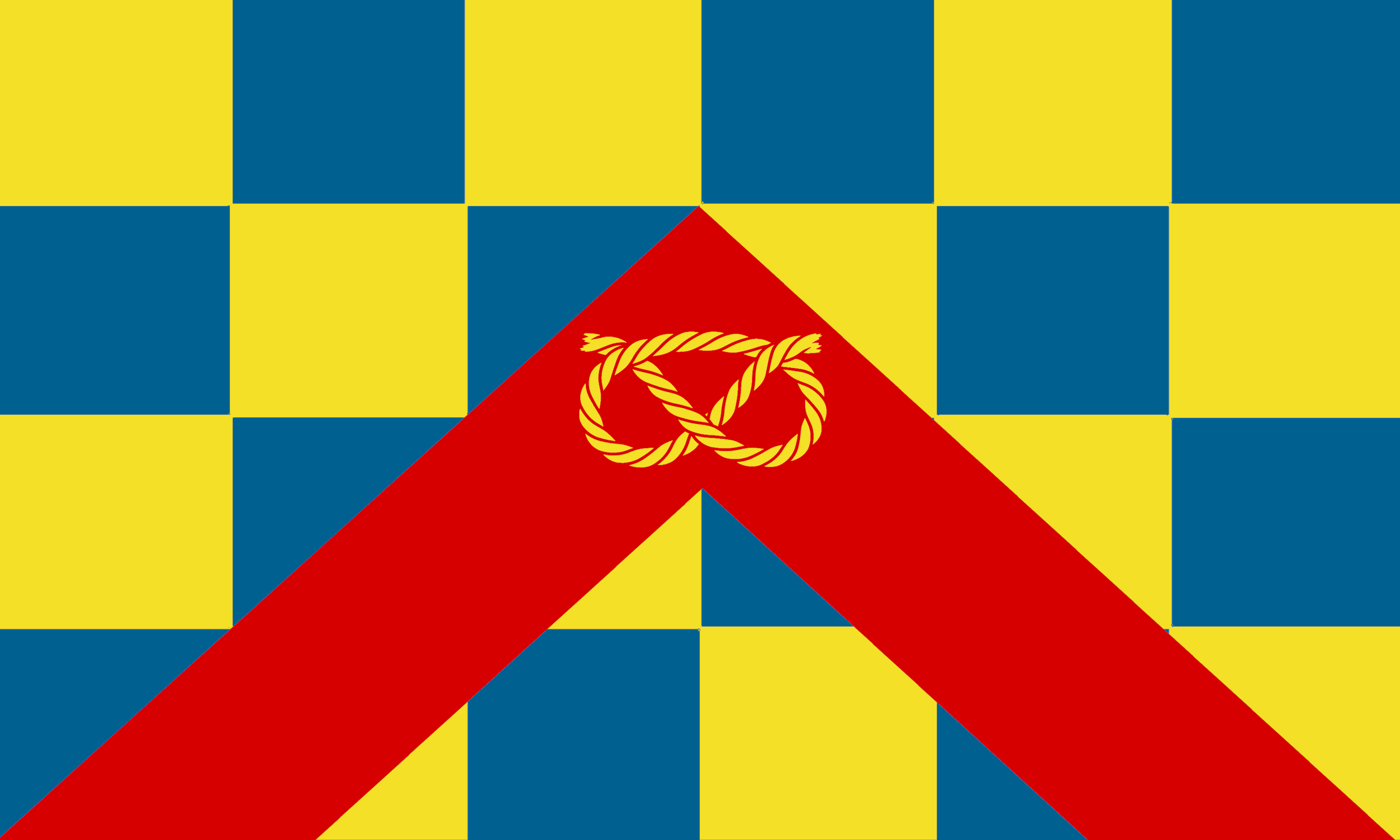
Coseley
Coventry
Craigavon
Cramlington
Crawley
Crewe
Crosby
Crowborough
Croydon
Cumbernauld
Cwmbran

## D

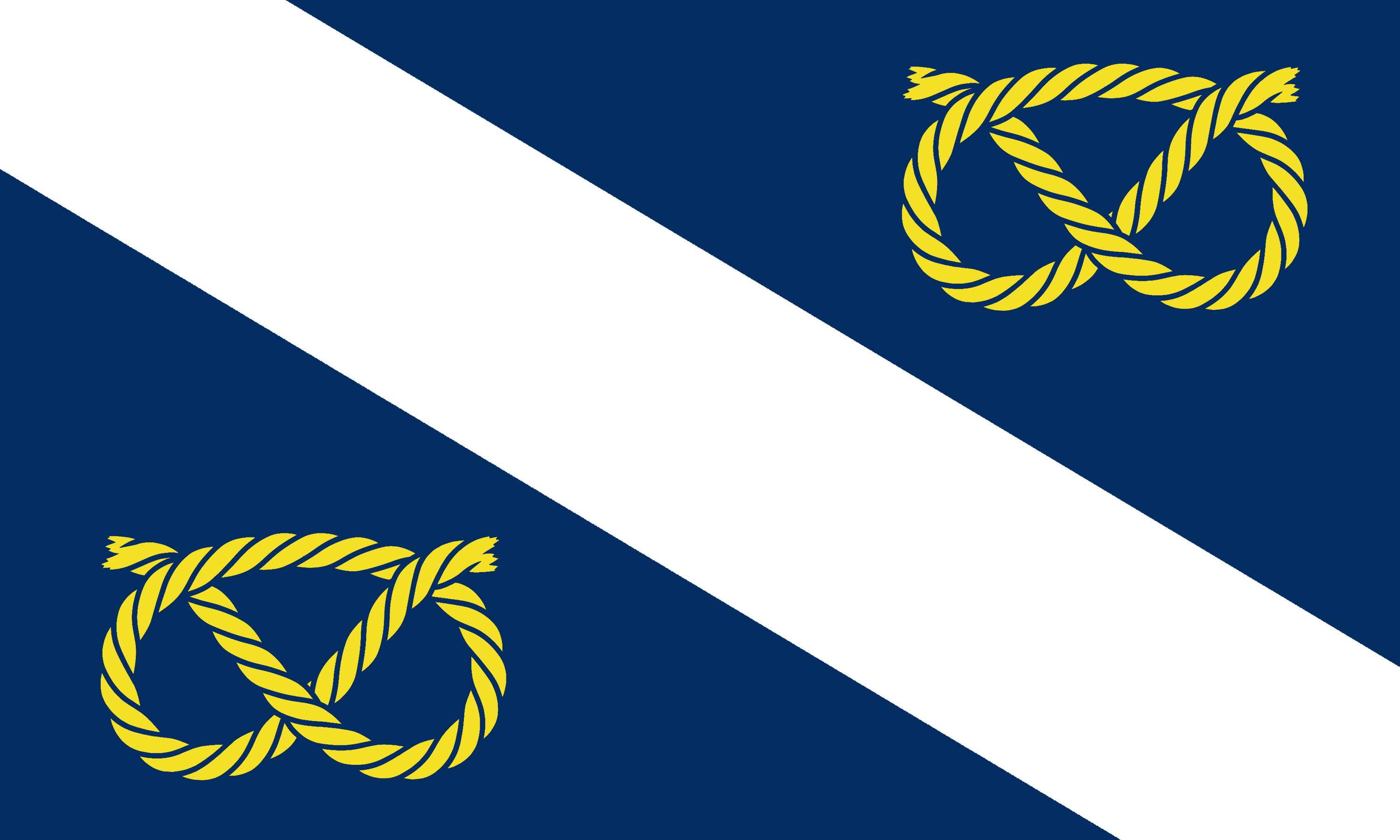
Darlaston
Darlington
Dartford
Darwen
Daventry
Deal
Denton
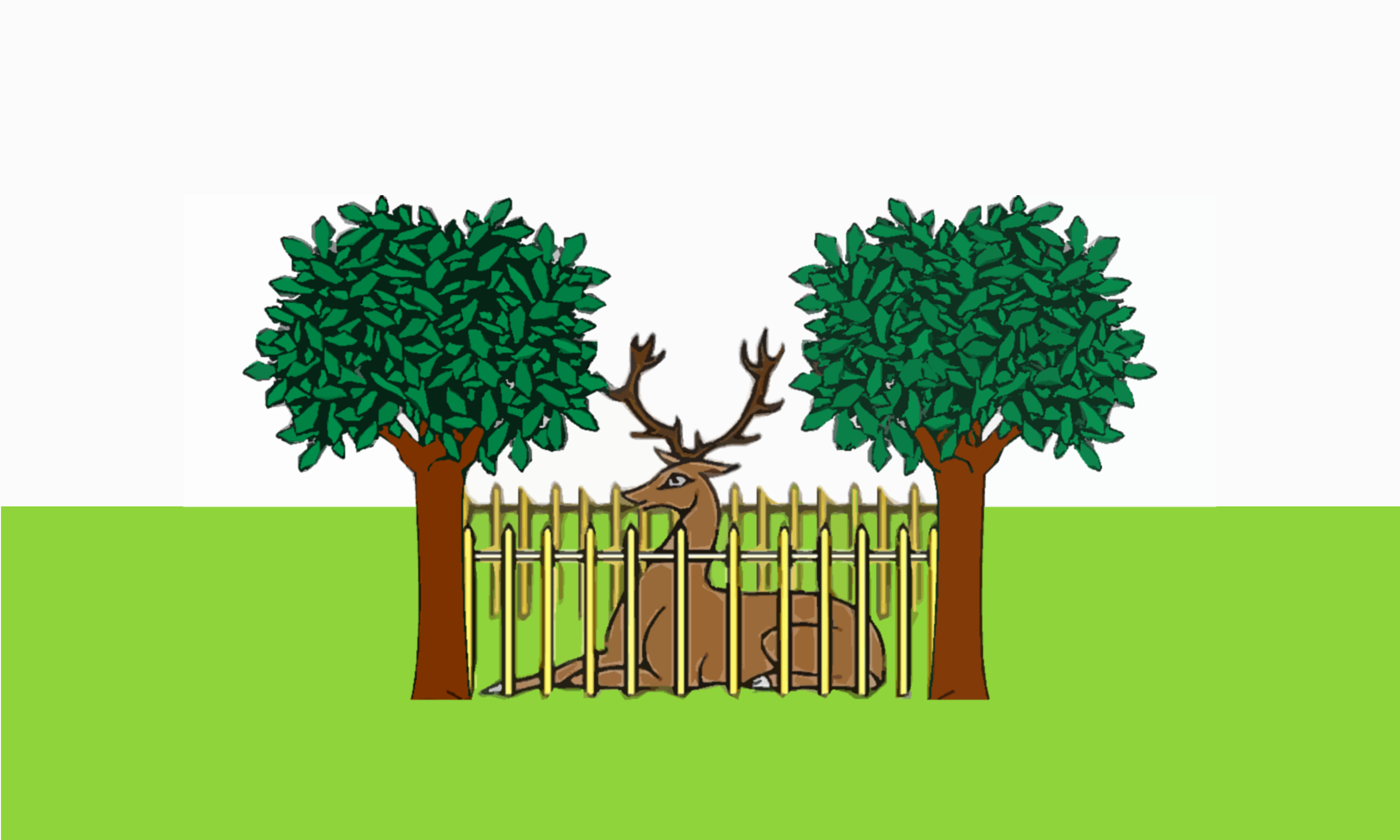
Derby
Dereham
Derry
Dewsbury
Didcot
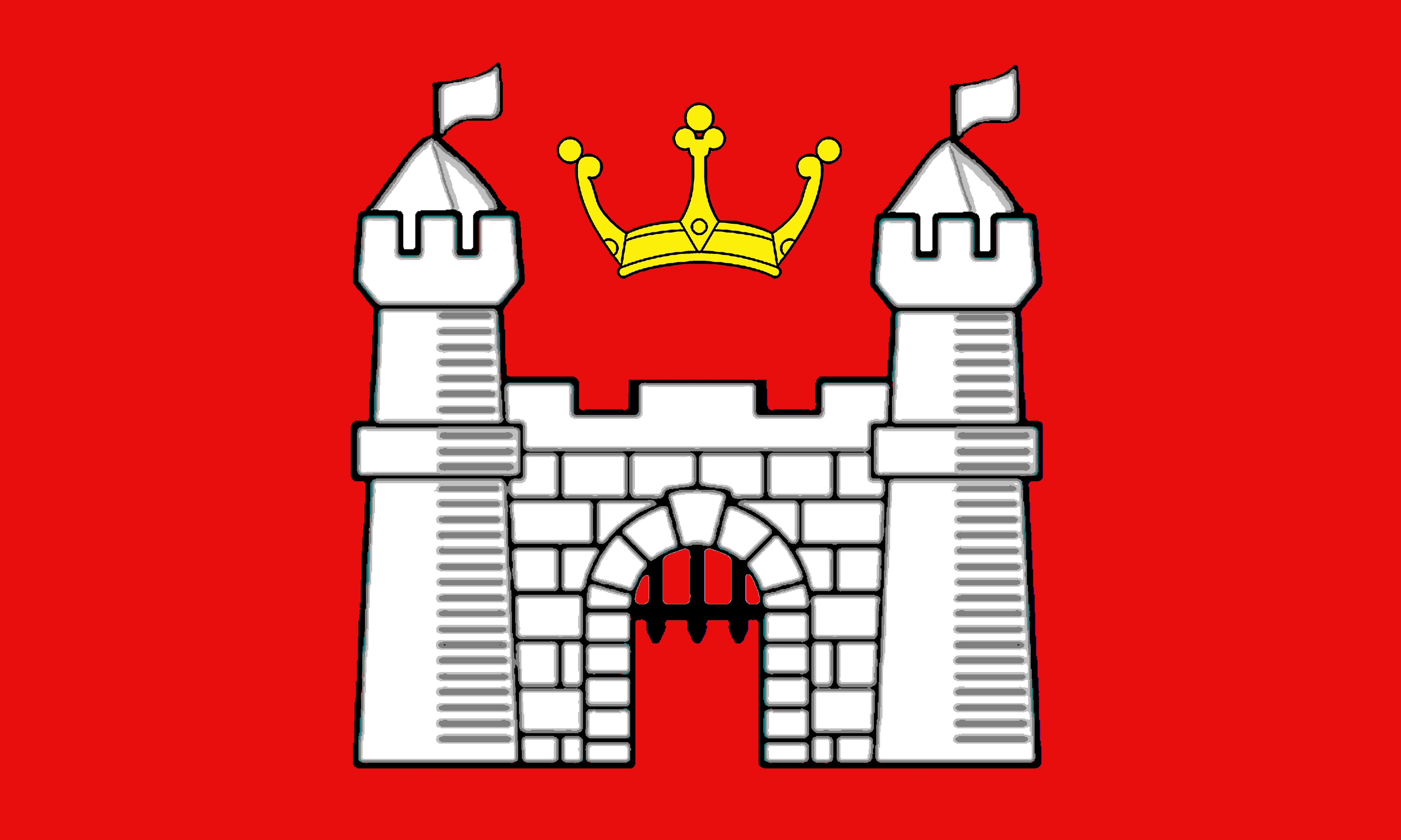
Doncaster
Dorchester
Dover
Droitwich Spa
Dronfield
Droylsden
Dudley
Dukinfield
Dumbarton
Dumfries
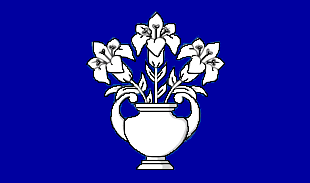
Dundee
Dunfermline
Dunstable
Durham

## E

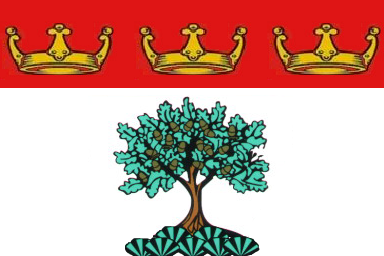
Ealing
East Grinstead
East Kilbride
Eastbourne
Eastleigh
Eccles
Edinburgh
Egham
Elgin
Ellesmere Port
Enfield
Epsom
Epsom Downs
Eston
Evesham
Ewell
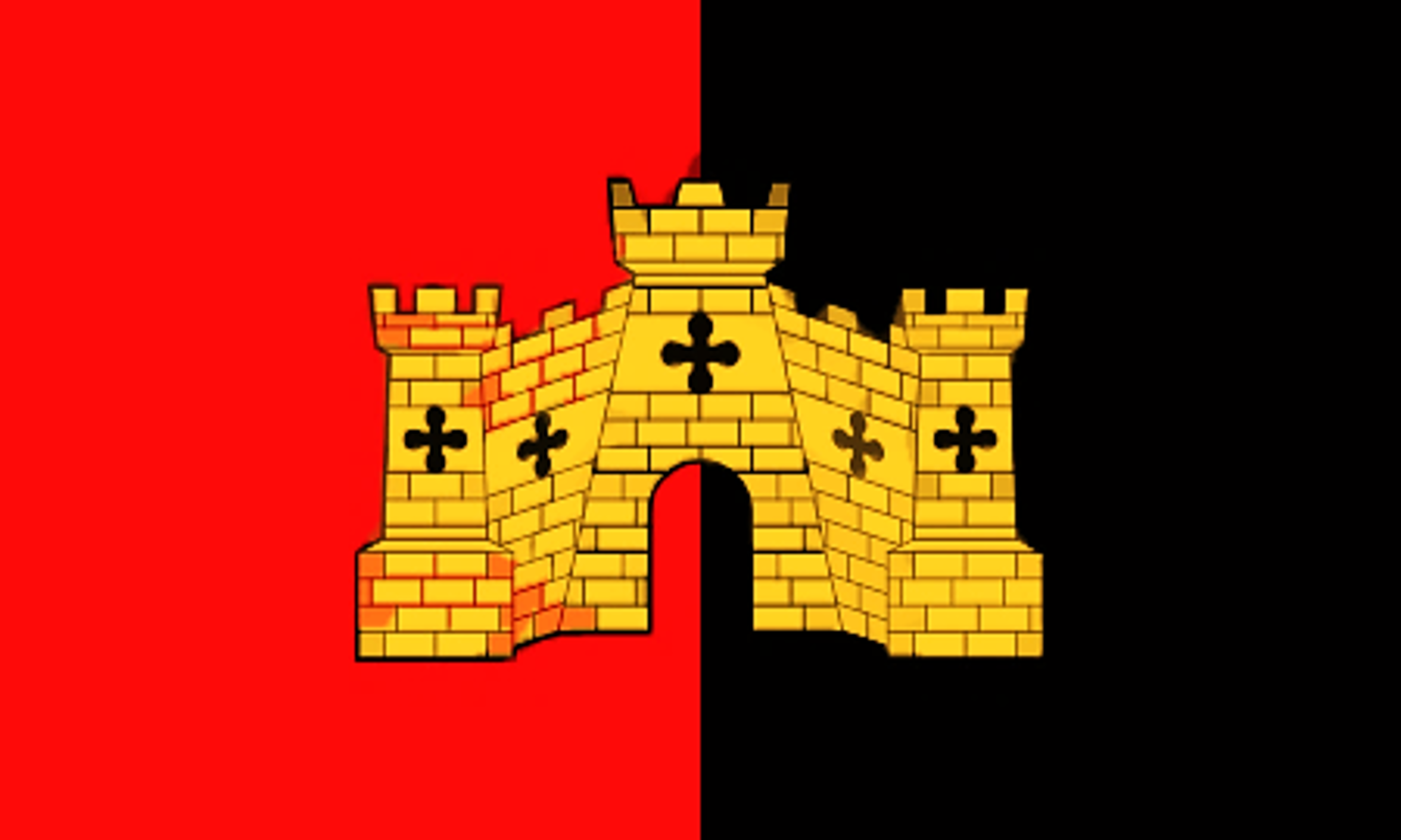
Exeter
Exmouth

## F

Falkirk
Falmouth
Fareham
Farnborough
Farnham
Farnworth
Faversham
Felixstowe
Fetcham
Fishponds
Fleet
Fleetwood
Folkestone
Formby
Frome
Fulwood

## G

Gainsborough
Gateshead
Gillingham
Glasgow
Glenrothes
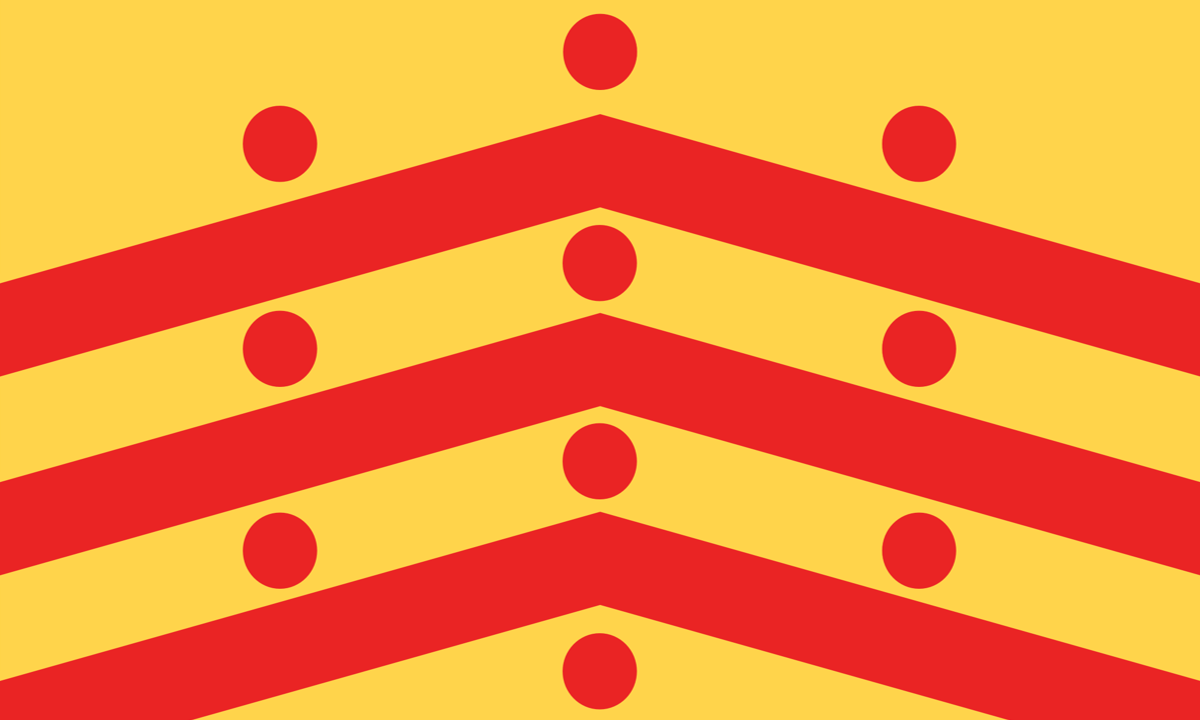
Gloucester
Golborne
Goole
Gorleston-on-Sea
Gosport
Grantham
Gravesend
Grays
Great Bookham
Great Malvern
Great Yarmouth
Greenock
Greenwich
Grimsby
Guildford

## H

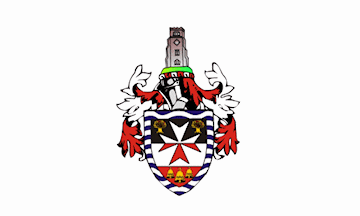
Hackney
Hailsham
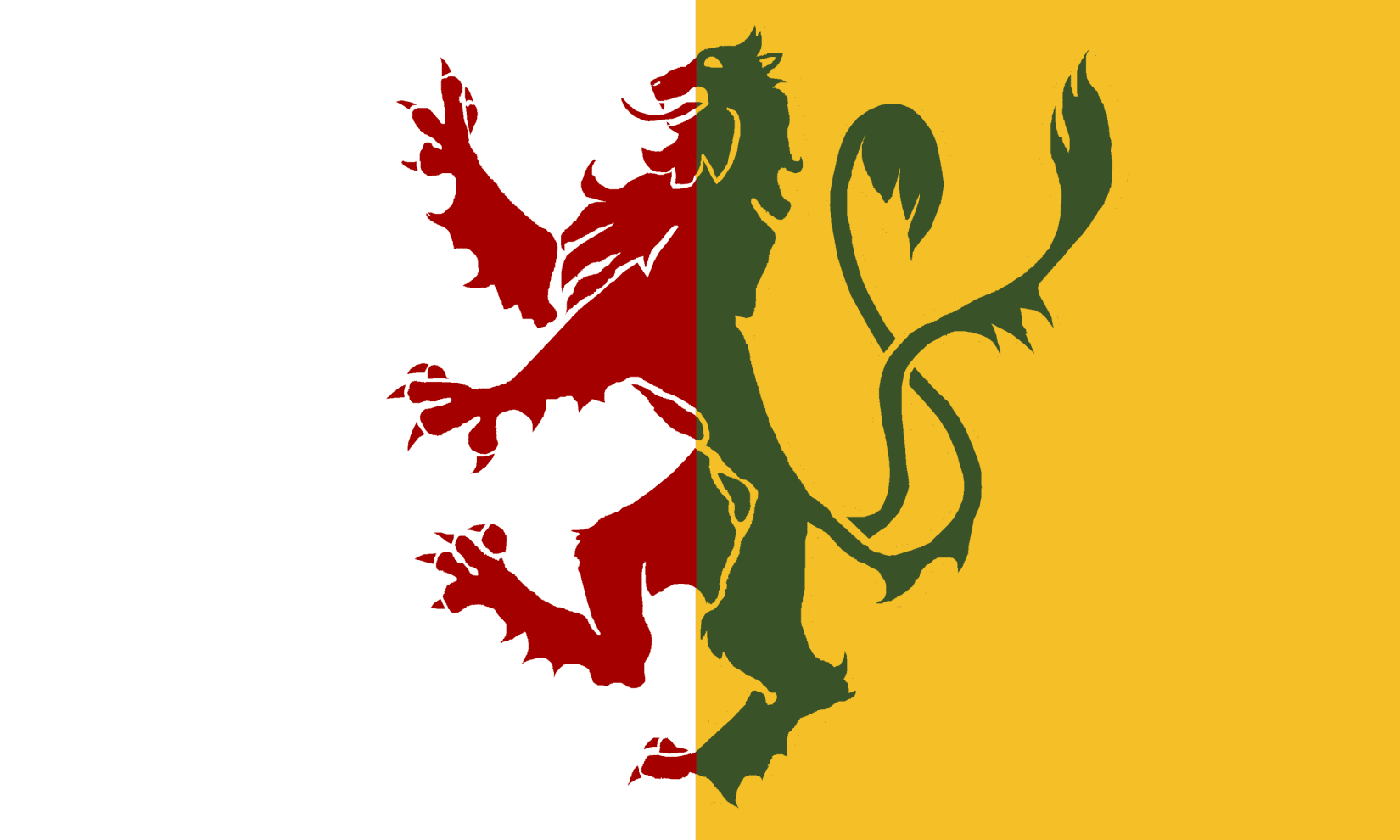
Halesowen
Halifax
Hamilton
Hammersmith and Fulham
Hardwicke
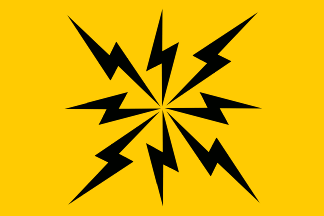
Haringey
Harlow
Harpenden
Harrogate
Harrow
Hartlepool
Harwich
Hastings
Hatfield
Havant
Haverhill
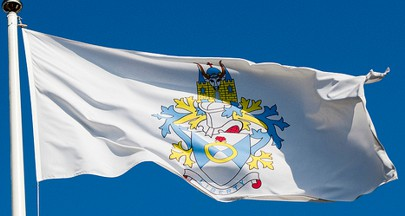
Havering
Haywards Heath
Hazel Grove
Hazlemere
Heanor
Hebburn
Hedge End
Hemel Hempstead
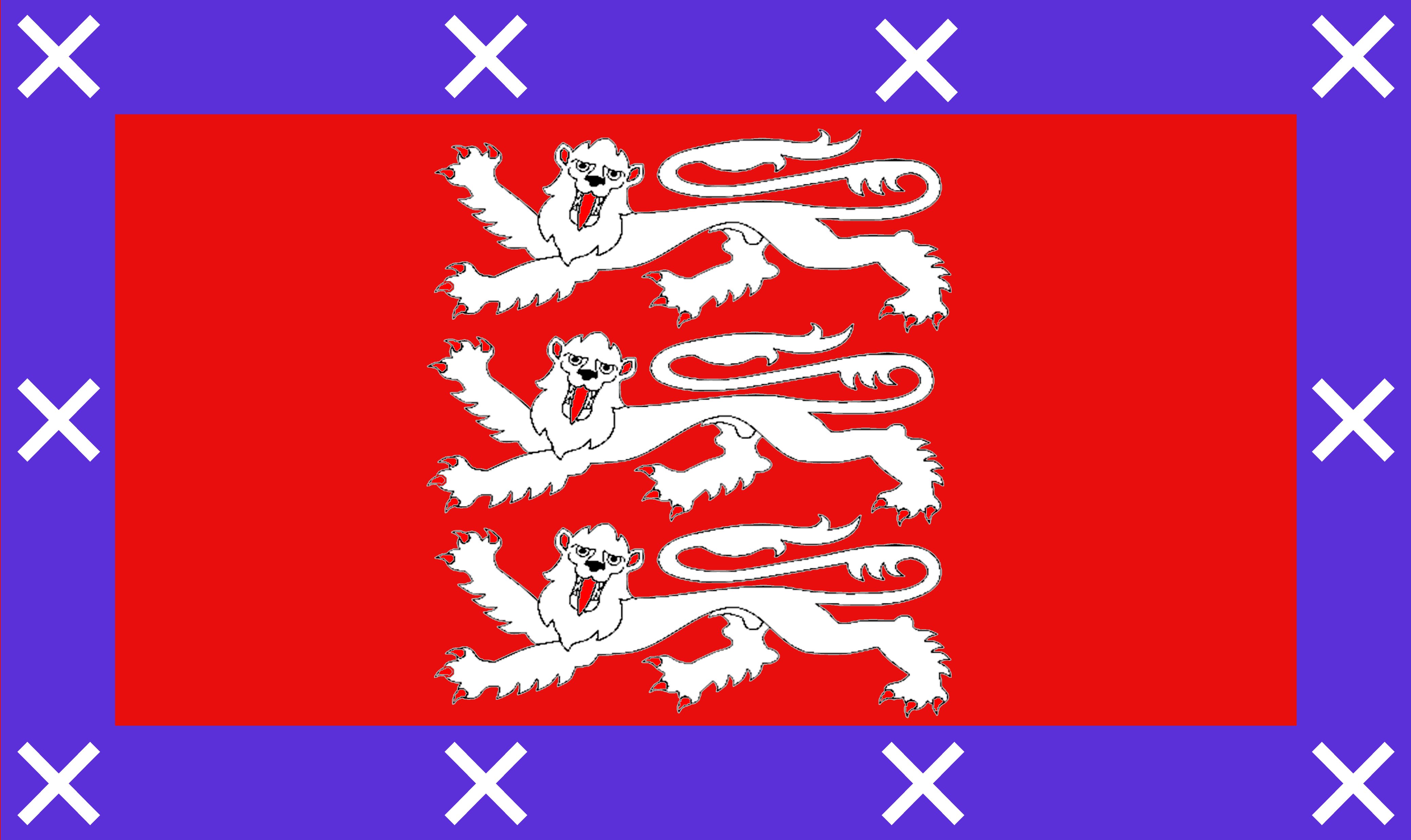
Hereford
Herne Bay
Hertford
Heswall
Heywood
High Green
High Wycombe
Hillingdon
Hinckley
Hindley
Hitchin
Hoddesdon
Horley
Horndean
Horsham
Horwich
Hounslow
Hove
Hucknall
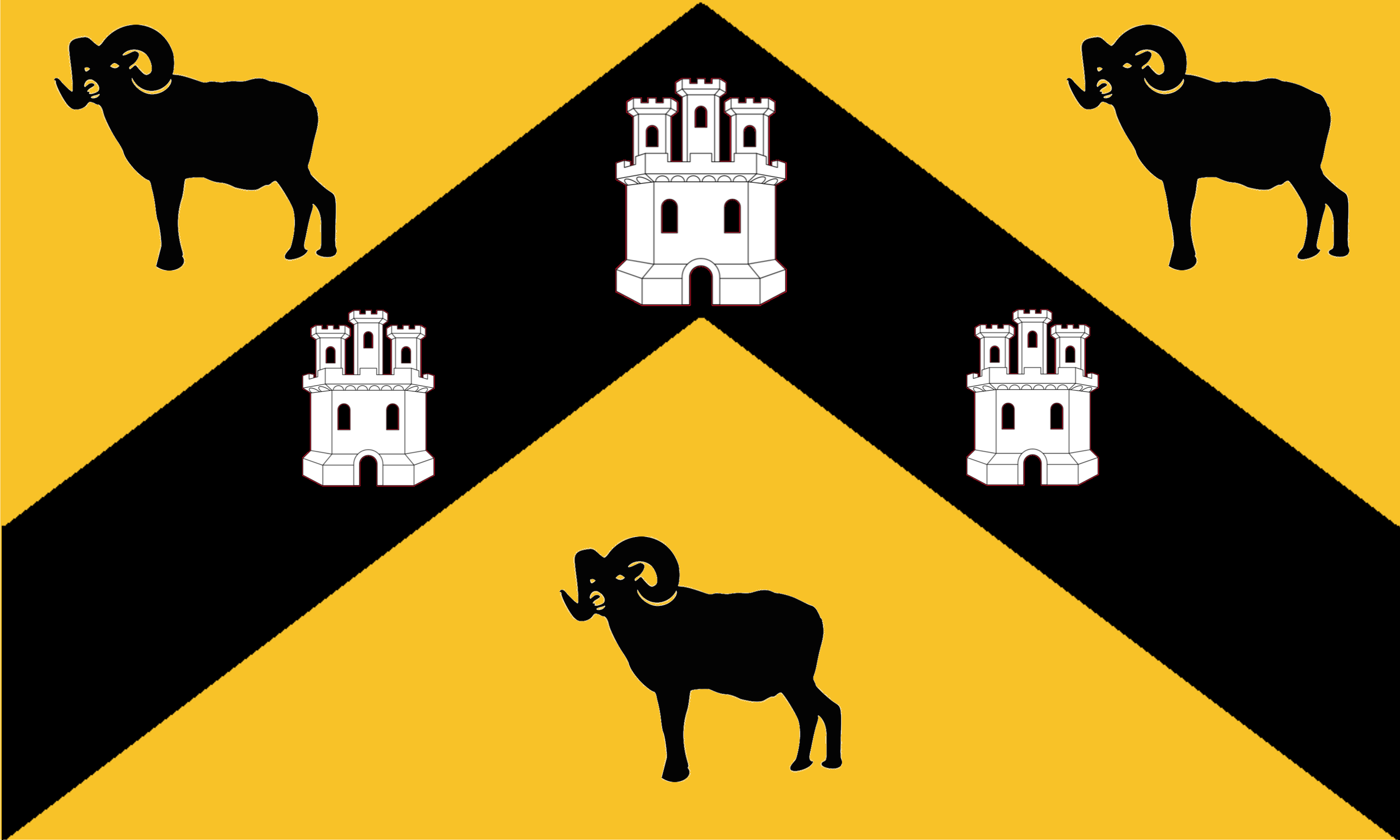
Huddersfield
Huntingdon
Huyton
Hyde

## I

Ilkeston
Ingleby Barwick
Inverness
Ipswich
Irvine
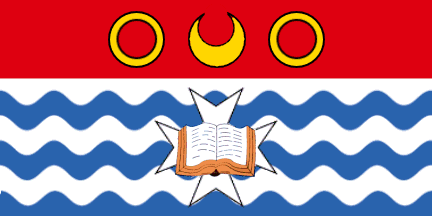
Islington

## J

Jarrow

## K

Keighley
Kempston
Kendal
Kenilworth
Kensington and Chelsea
Kettering
Kidderminster
Kilmarnock
King's Lynn
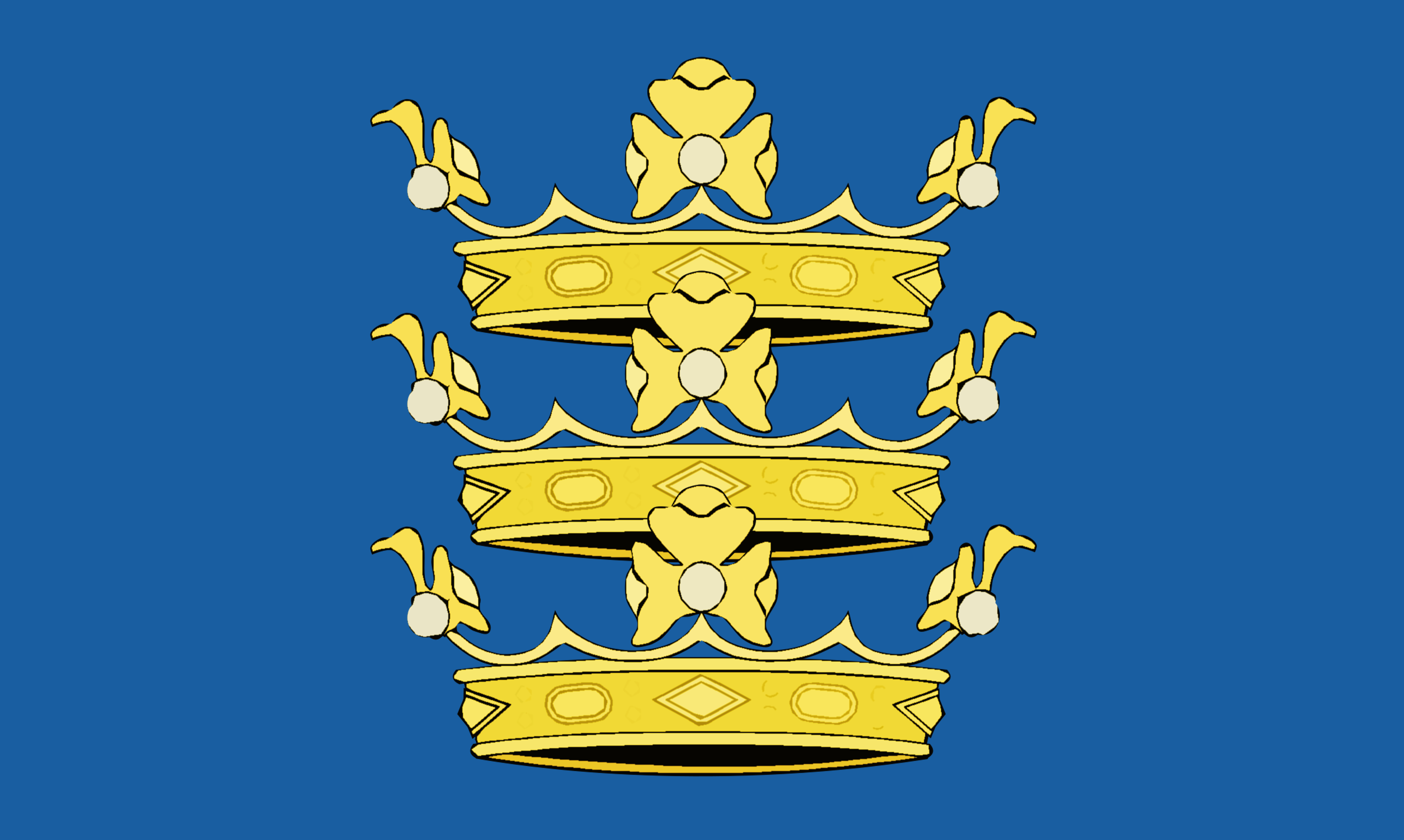
Kingston upon Hull
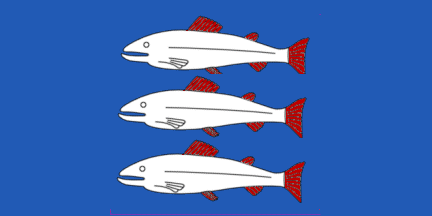
Kingston upon Thames
Kingswinford
Kingswood
Kirkby
Kirkby-in-Ashfield
Kirkcaldy
Kirkintilloch

## L

Lambeth
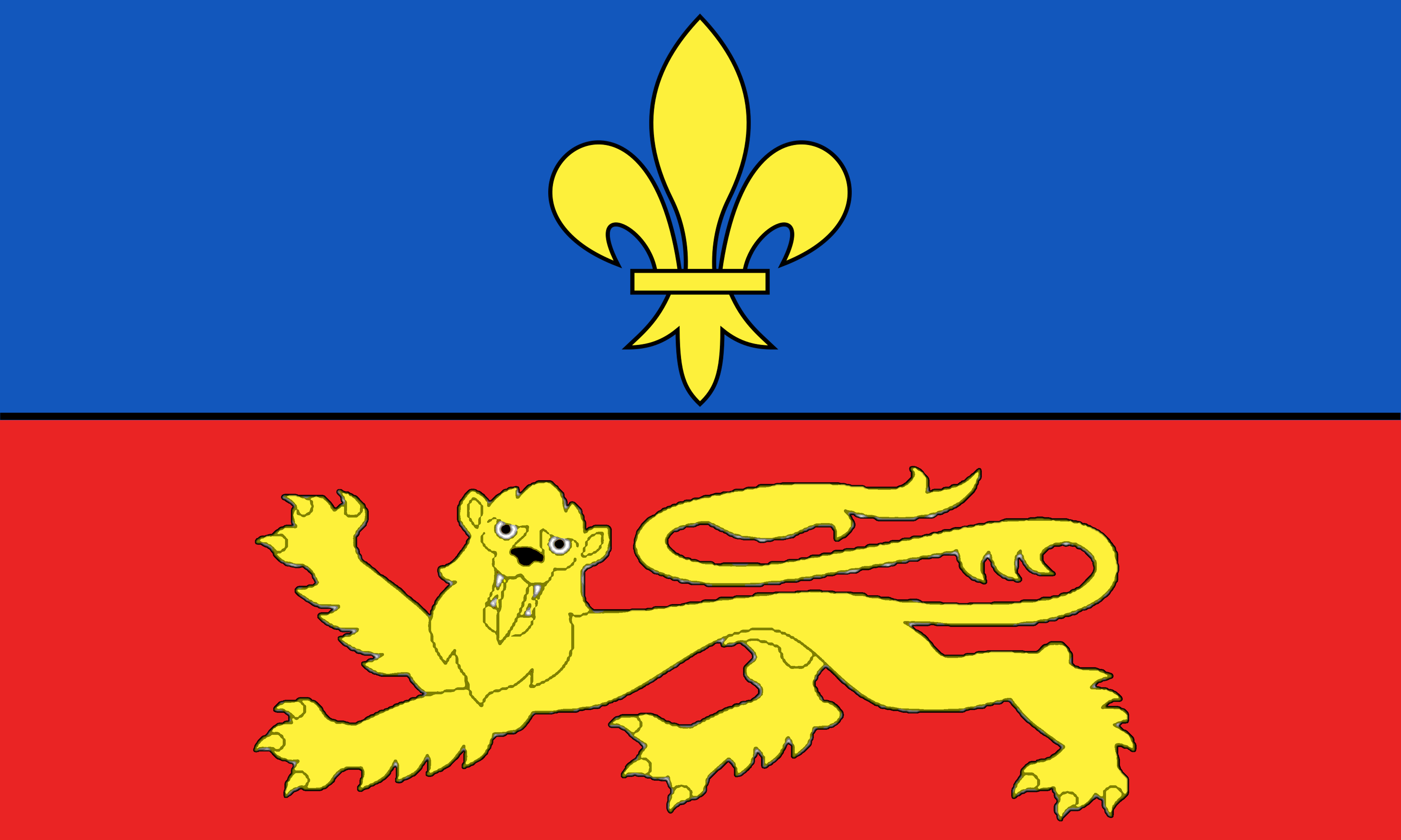
Lancaster
Lancing
Larkfield
Leamington Spa
Lee-on-the-Solent
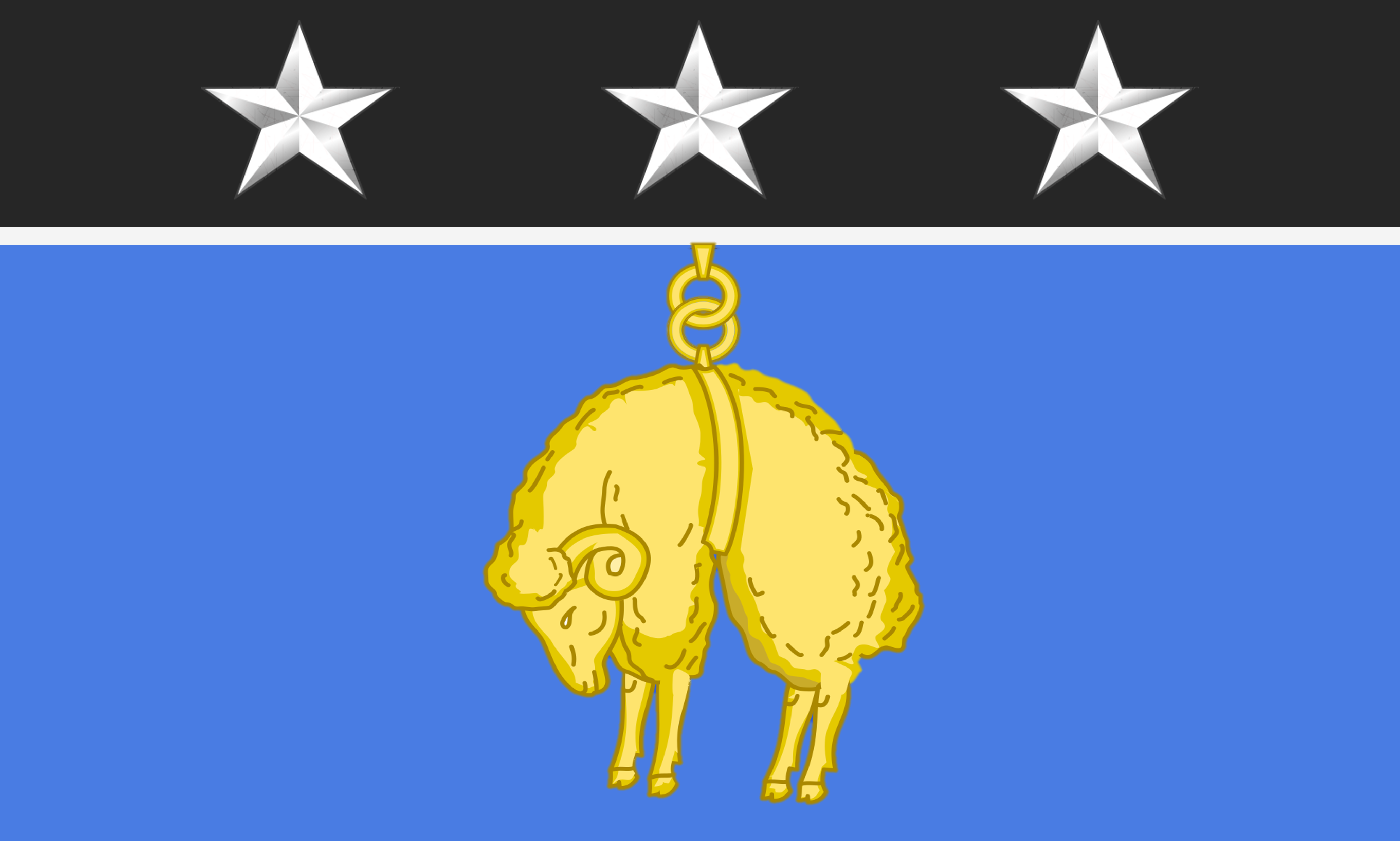
Leeds
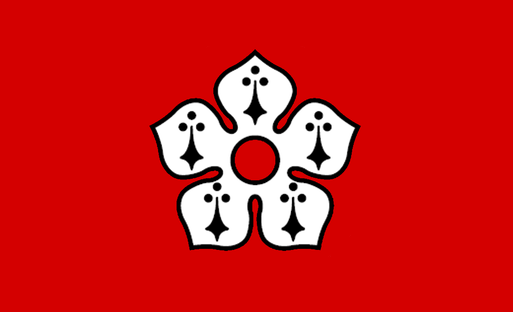
Leicester
Leigh
Leighton Buzzard
Letchworth
Lewisham
Leyland
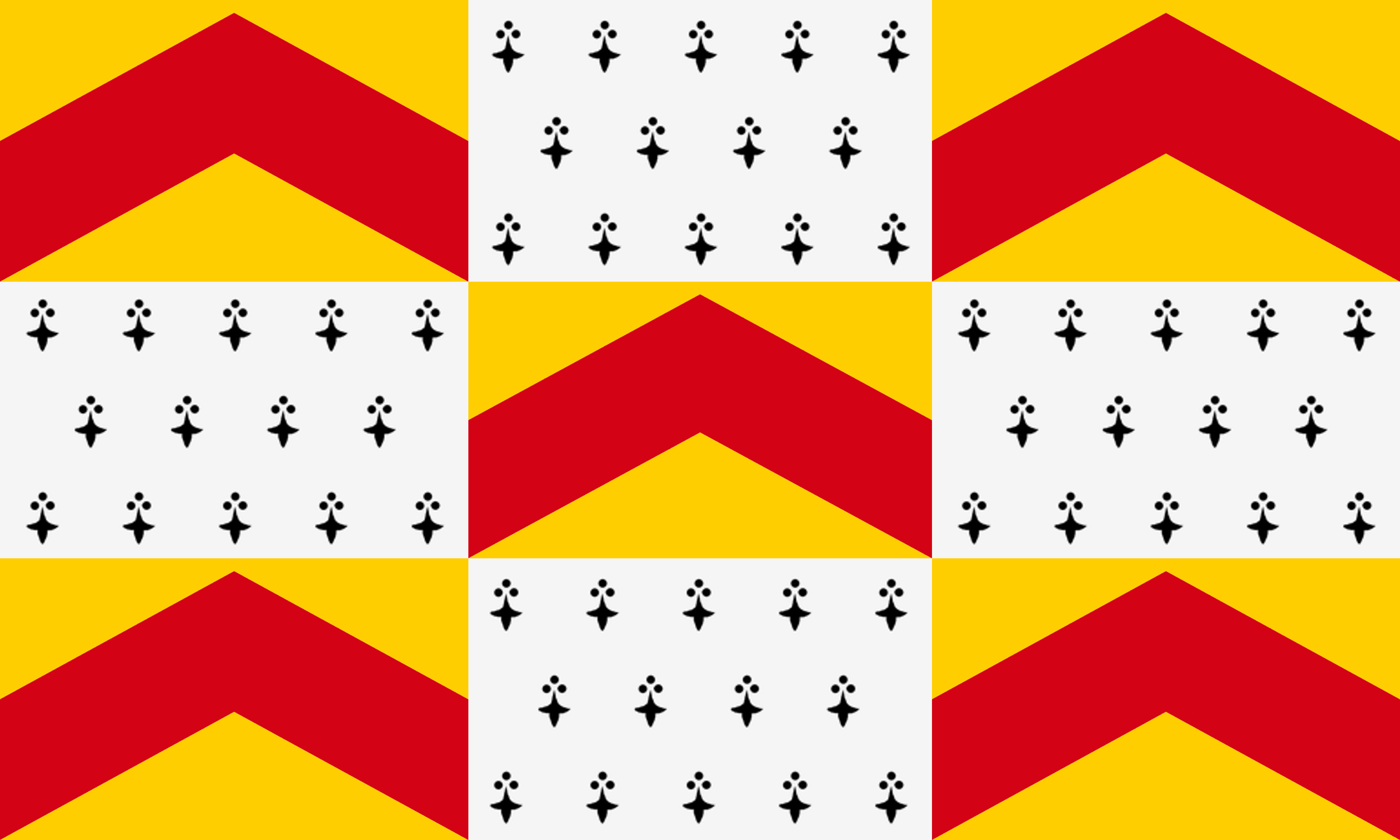
Lichfield
Lincoln
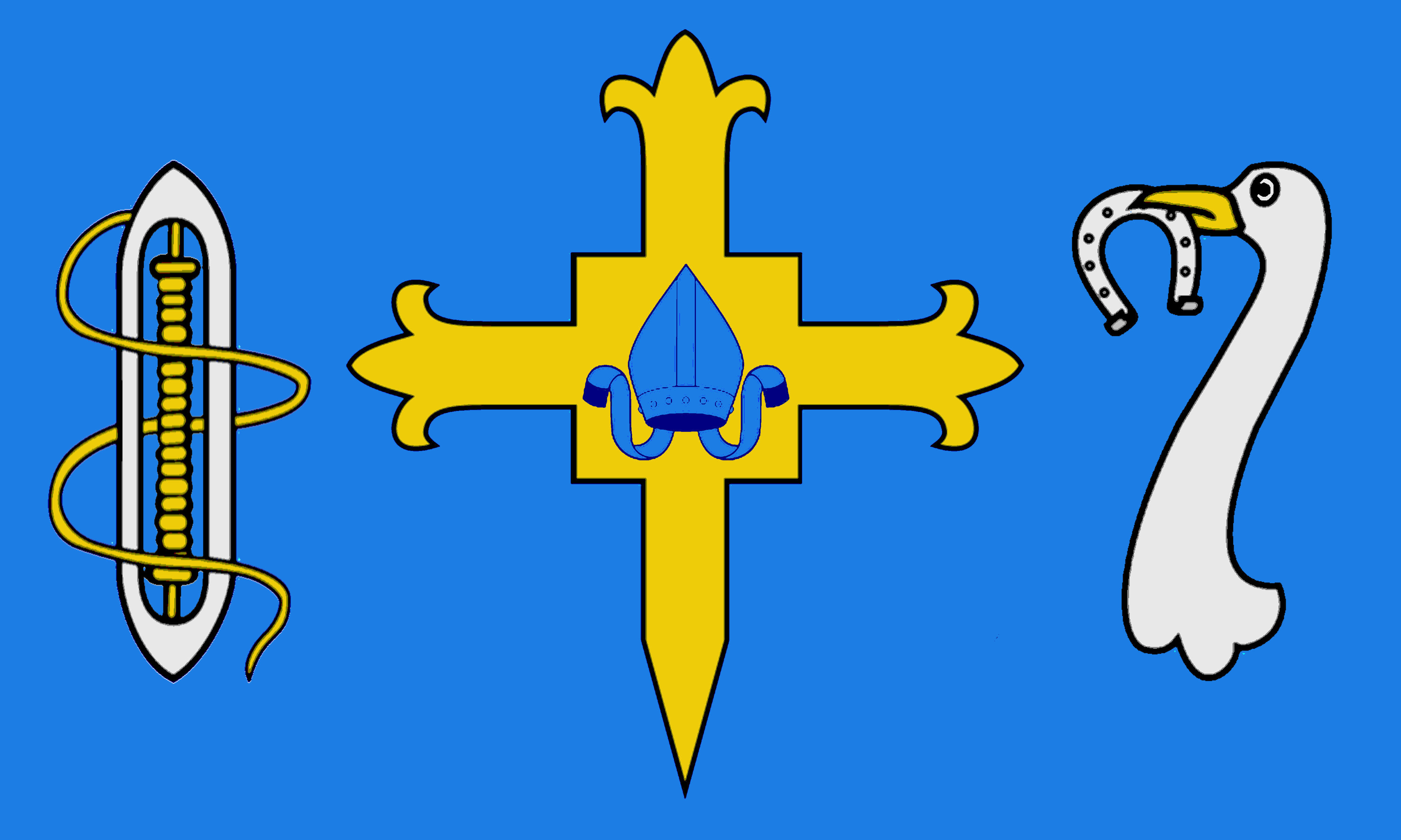
Lisburn
Little Hulton
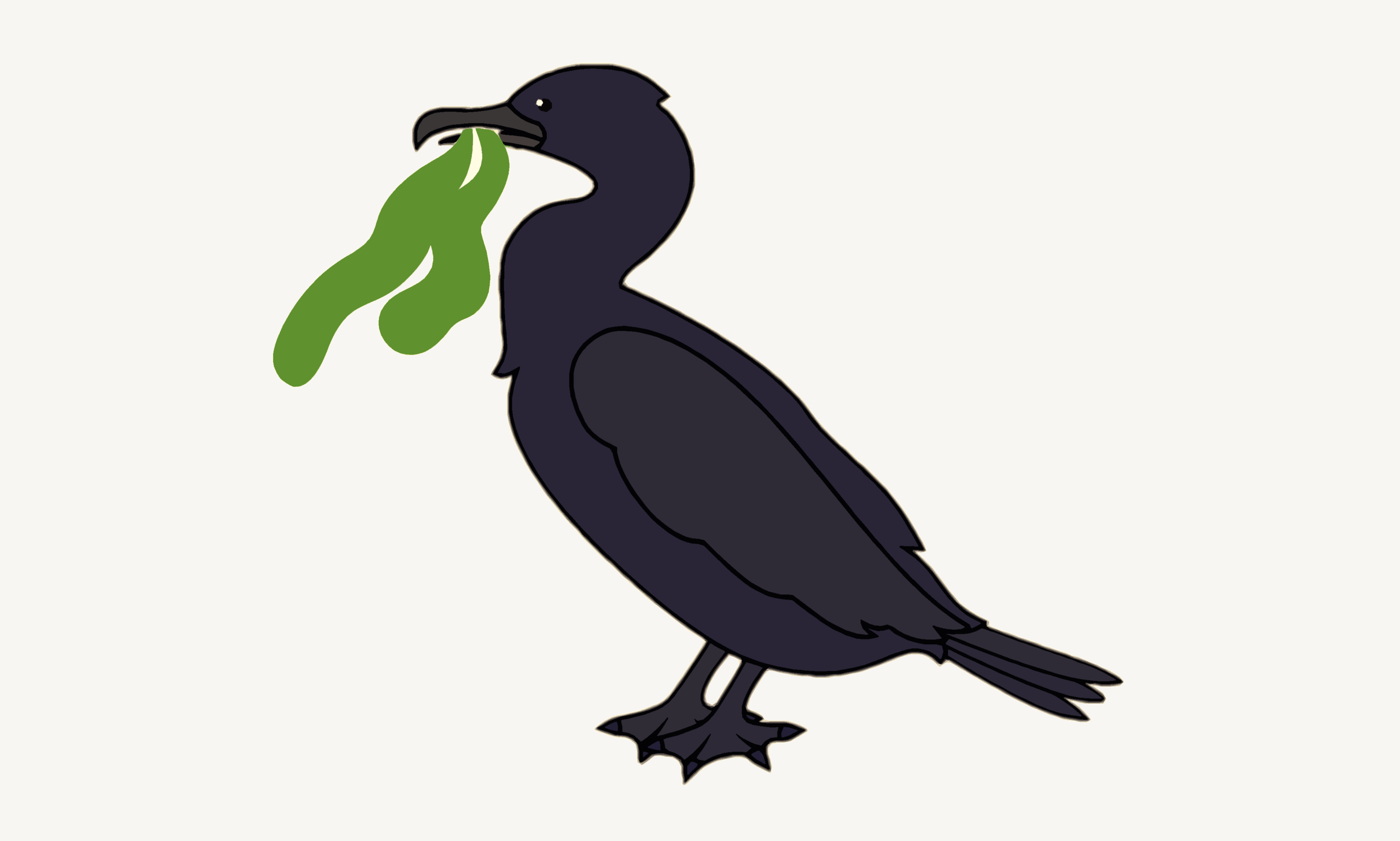
Liverpool
Livingston
Llanelli
Locks Heath
Long Eaton
Longbenton
Loughborough
Loughton
Lowestoft
Lurgan
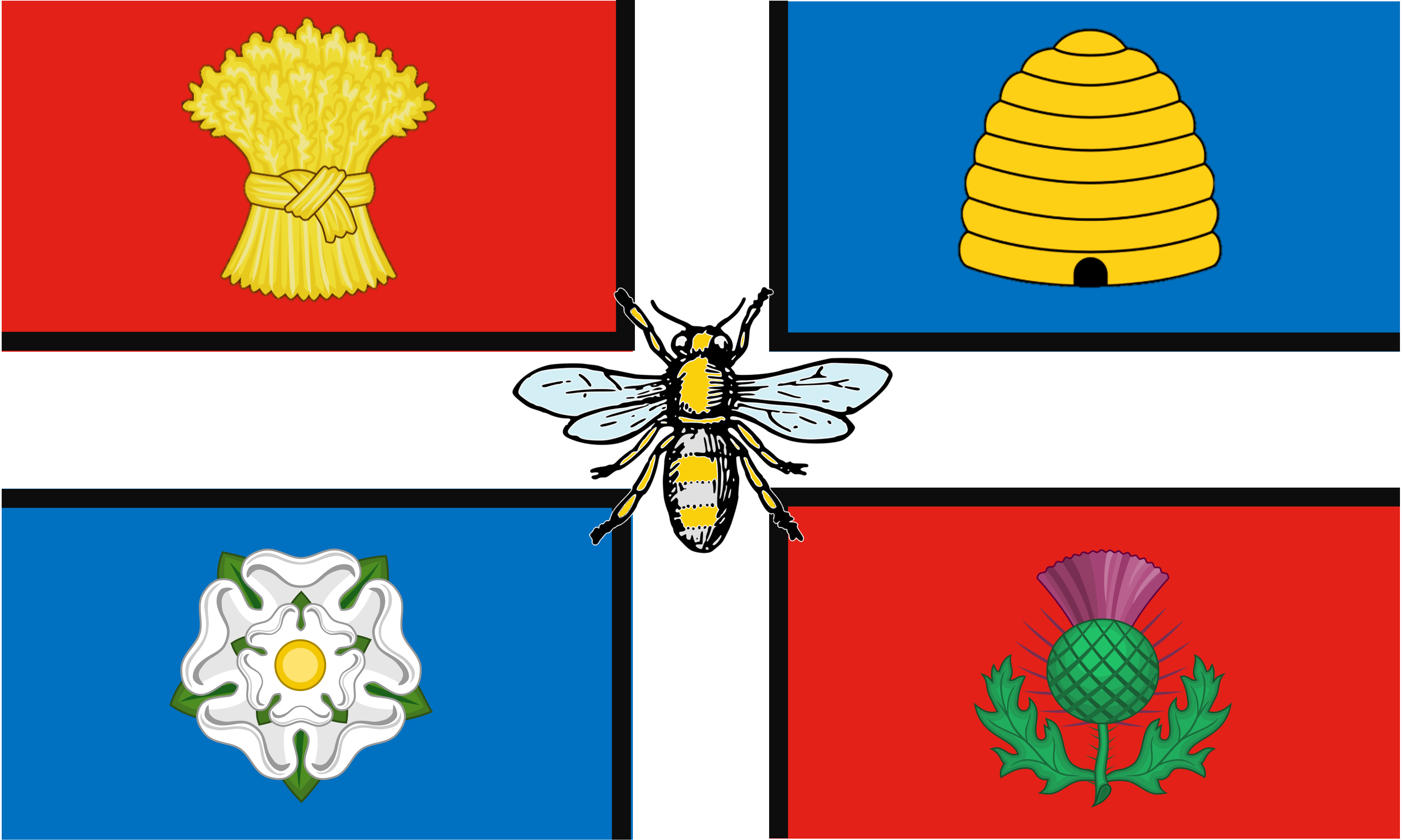
Luton
Lytham St Annes

## M

Macclesfield
Maghull
Maidenhead
Maidstone
Maldon
Manchester
Mansfield
March
Margate
Market Harborough
Melton Mowbray
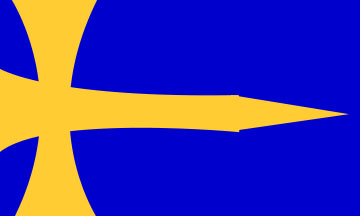
Merthyr Tydfil
Merton
Middlesbrough
Middleton
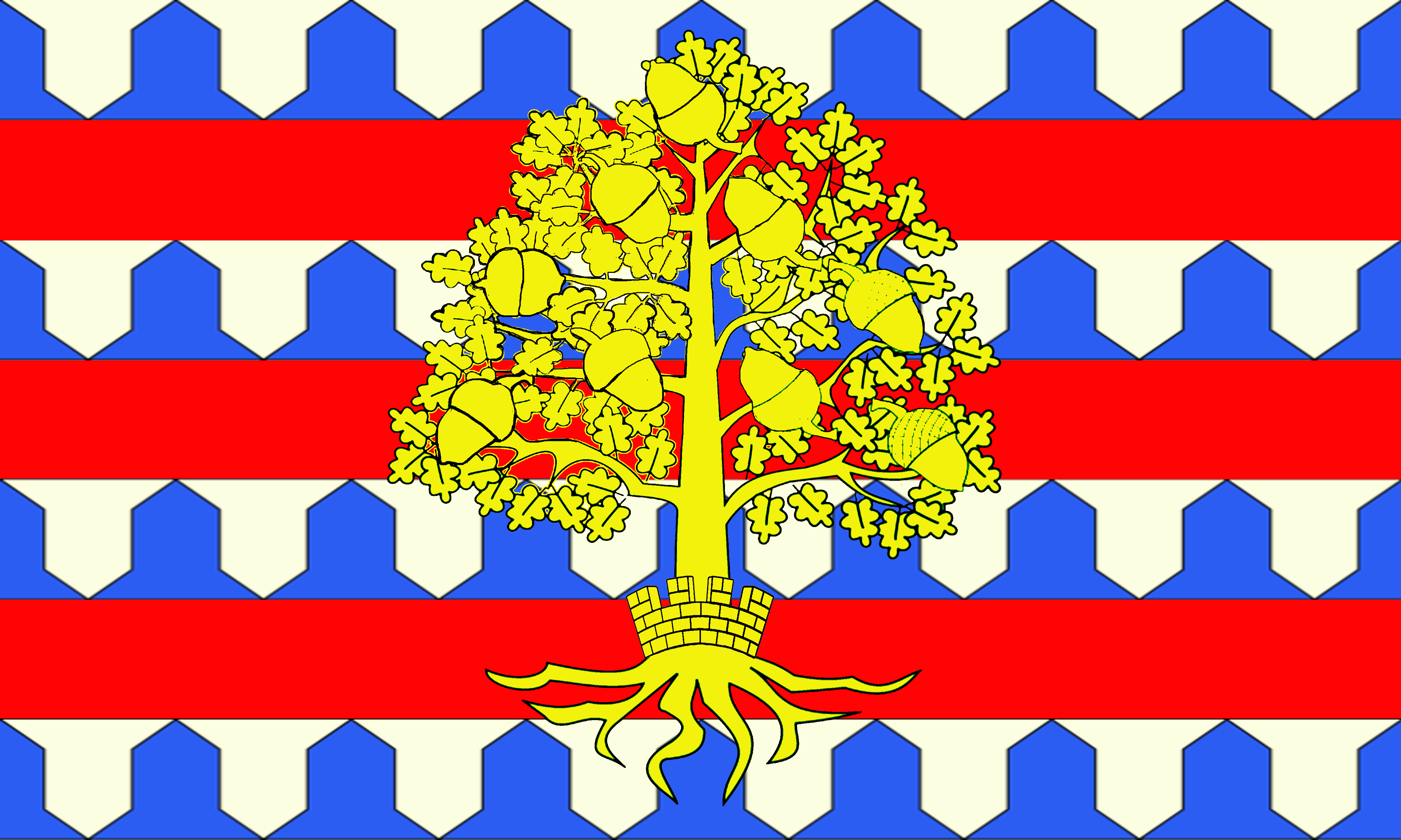
Milton Keynes
Morecambe
Morley
Motherwell
Musselburgh

## N

Neath
Nelson
New Haw
Newark-on-Trent
Newbury
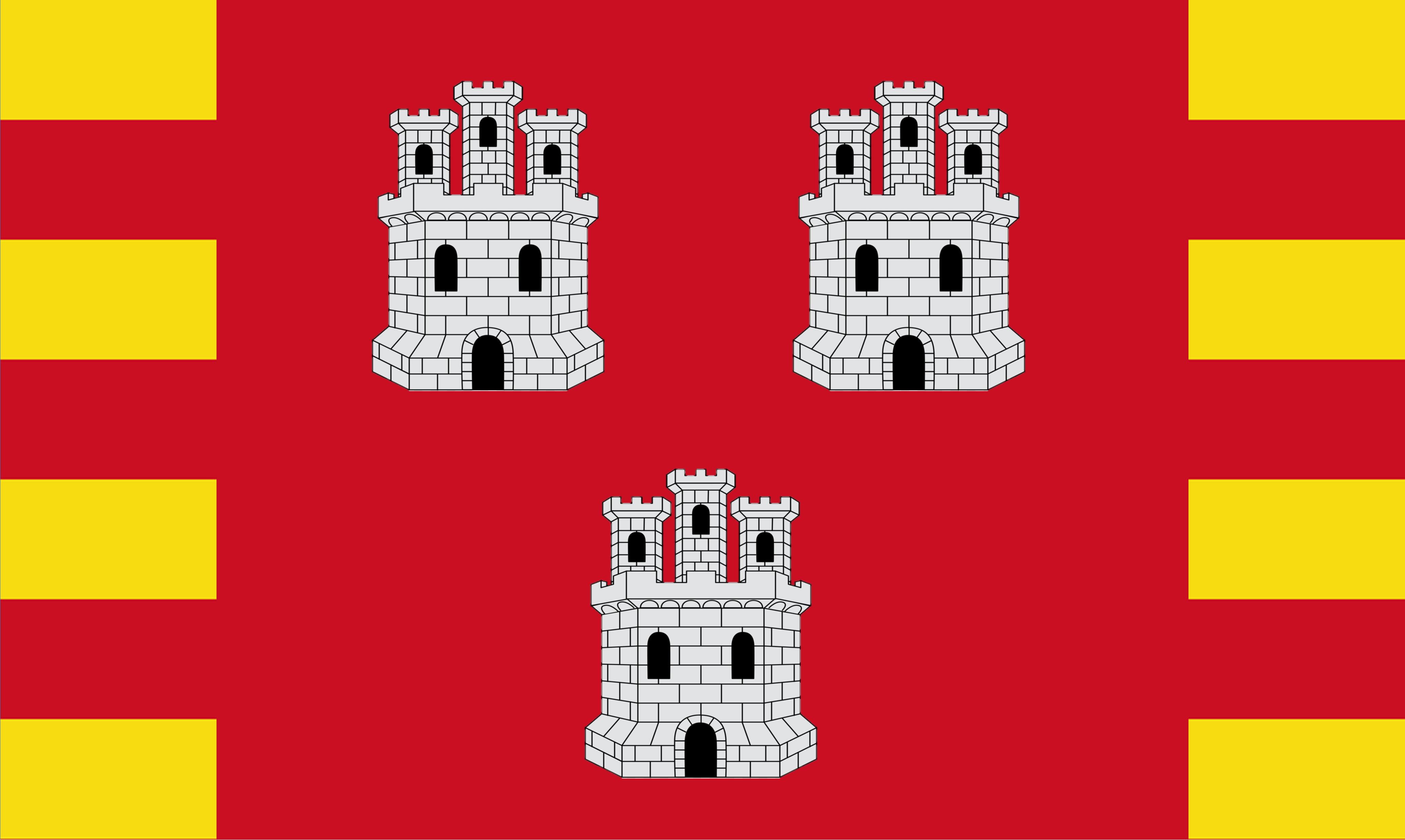
Newcastle upon Tyne
Newcastle-under-Lyme
Newham
Newport (Isle of Wight)
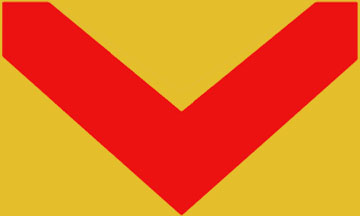
Newport (Wales)
Newquay
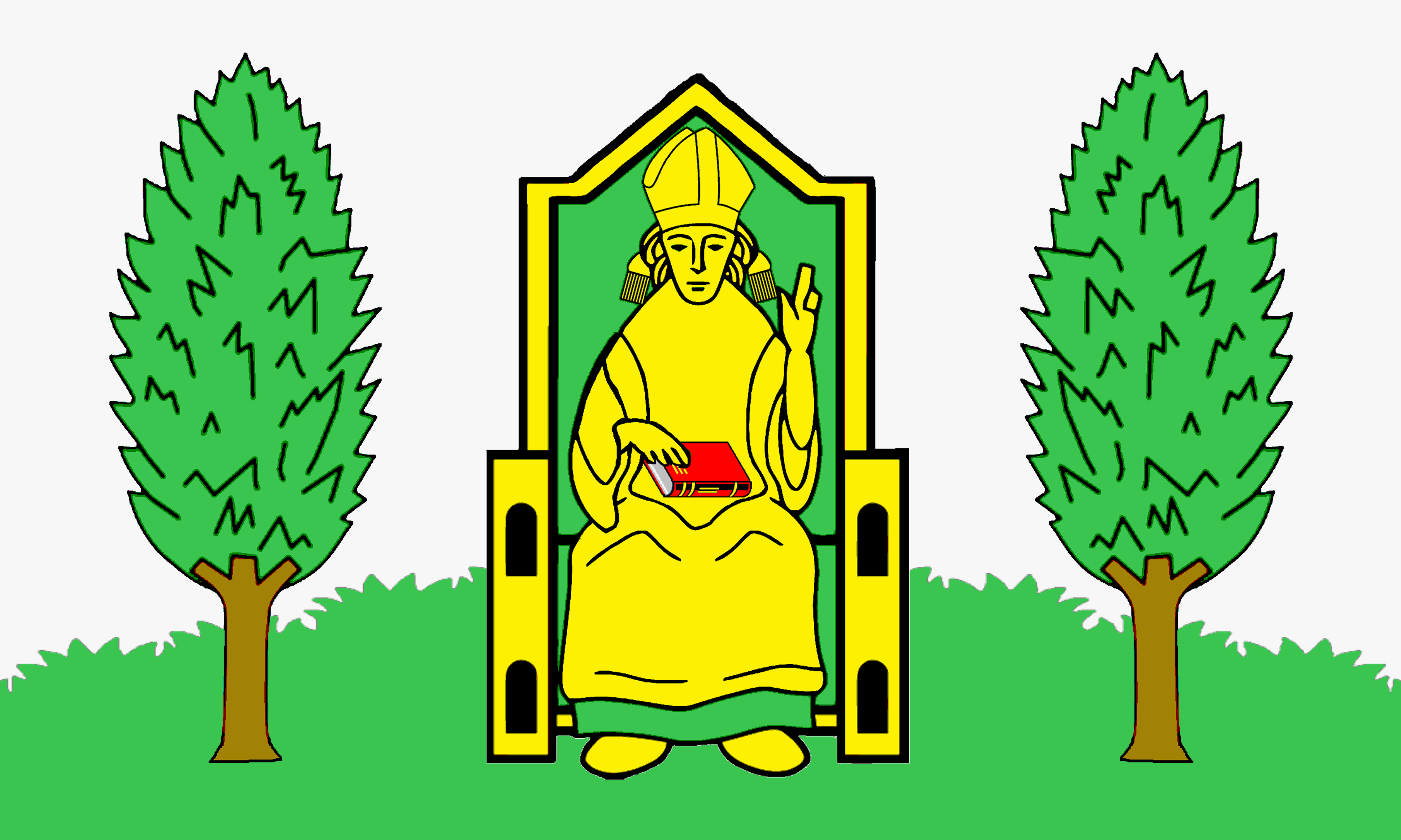
Newry
Newton Abbot
Newton Aycliffe
Newton-le-Willows
Newton Mearns
Newtownabbey
Newtownards
Normanton
Northampton
Northfleet
Norwich
Nottingham
Nuneaton

## O

Oadby
Old Trafford
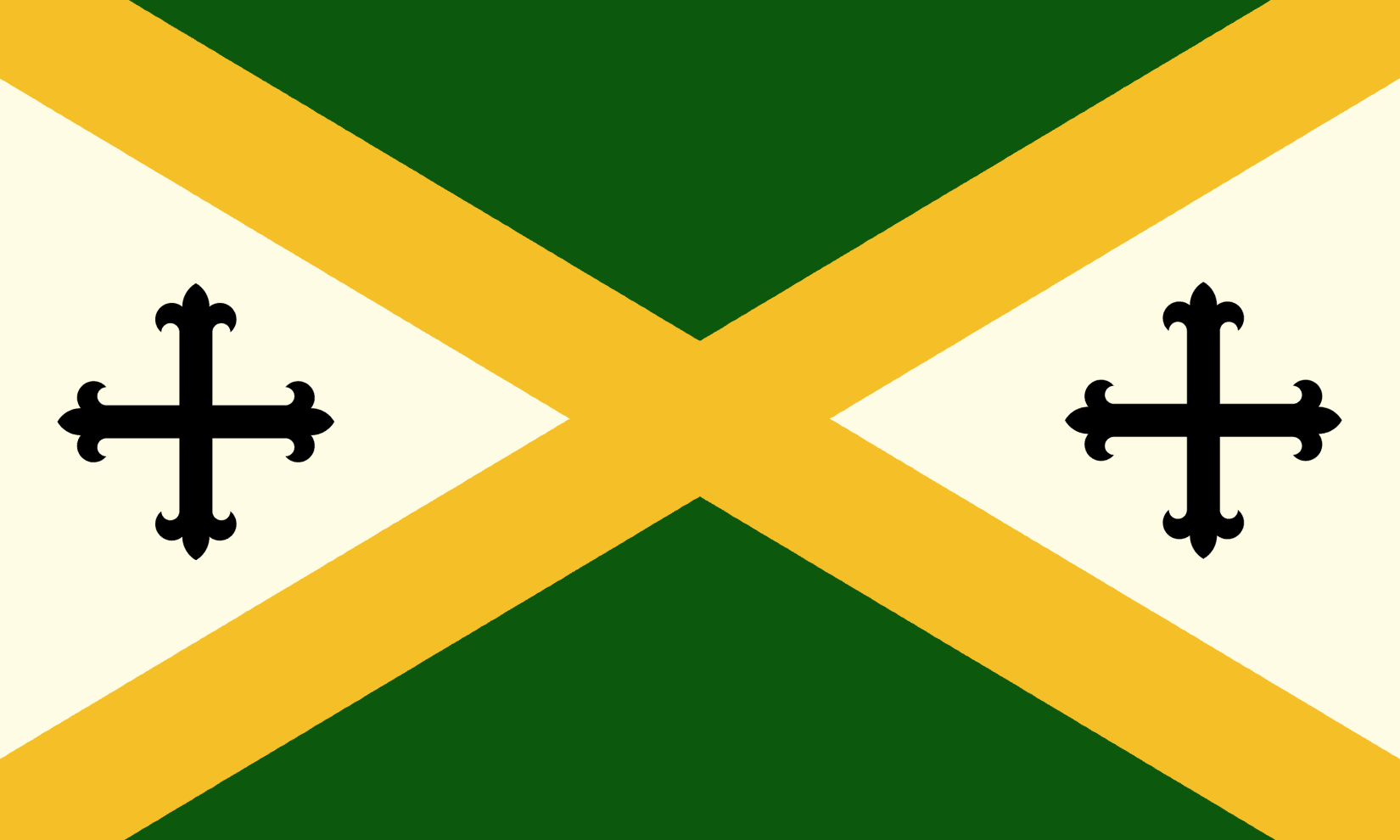
Oldbury
Oldham
Omagh
Ormskirk
Orrell
Ossett
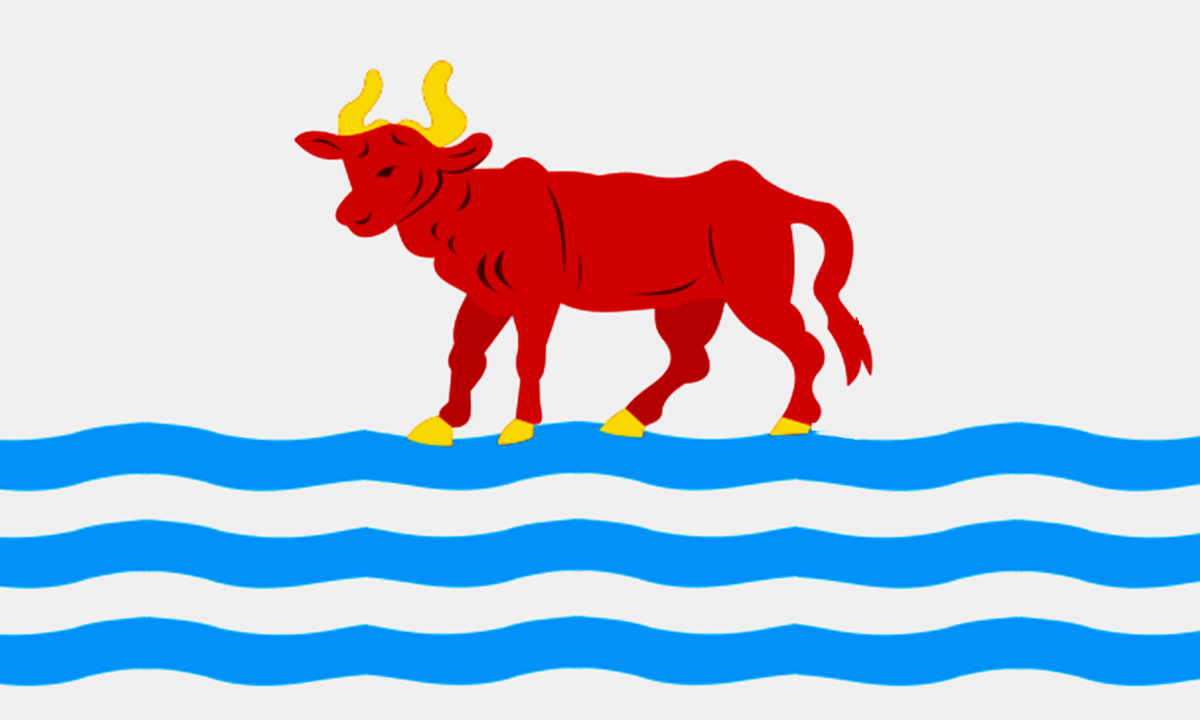
Oxford

## P

Paignton
Paisley
Penarth
Penwortham
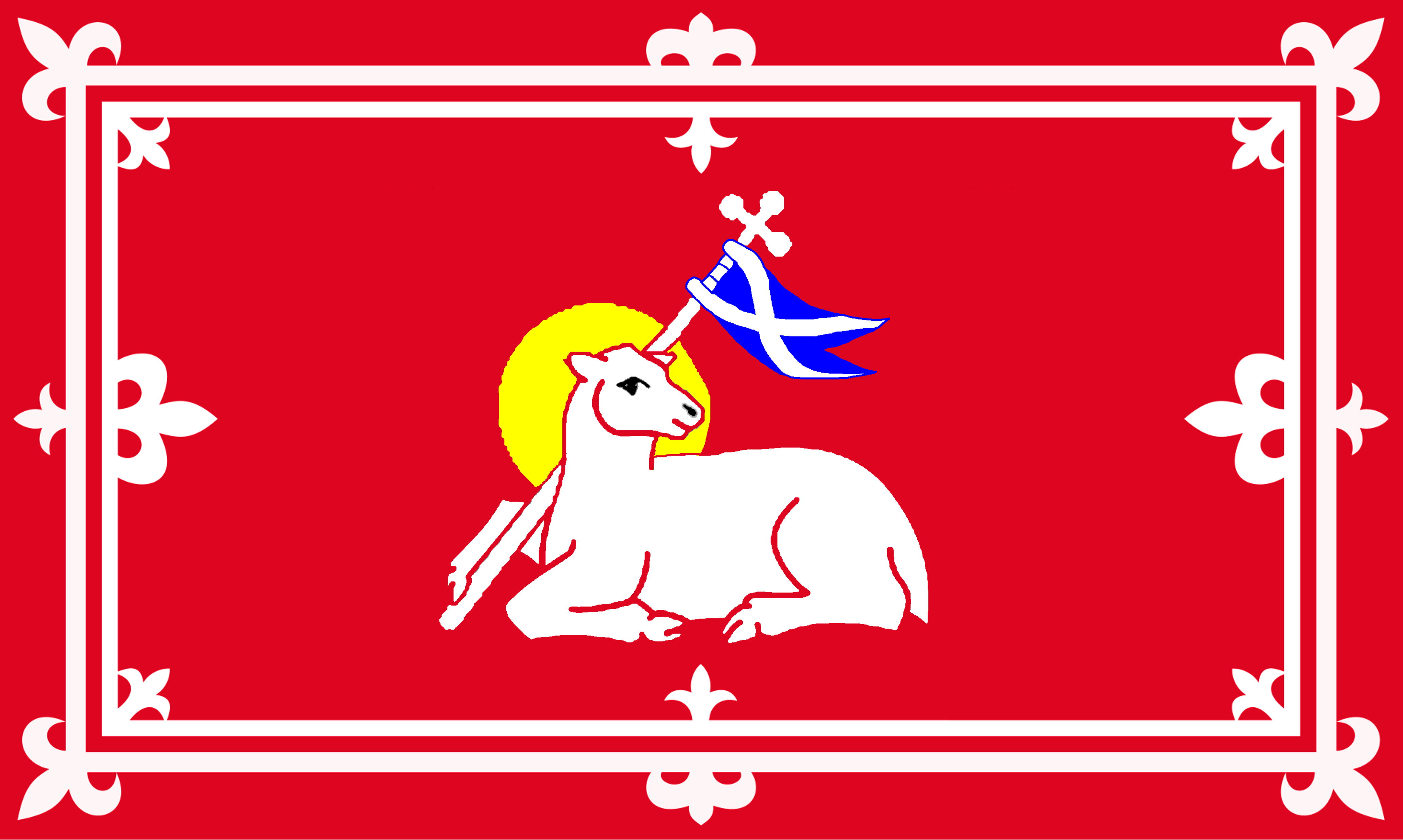
Perth
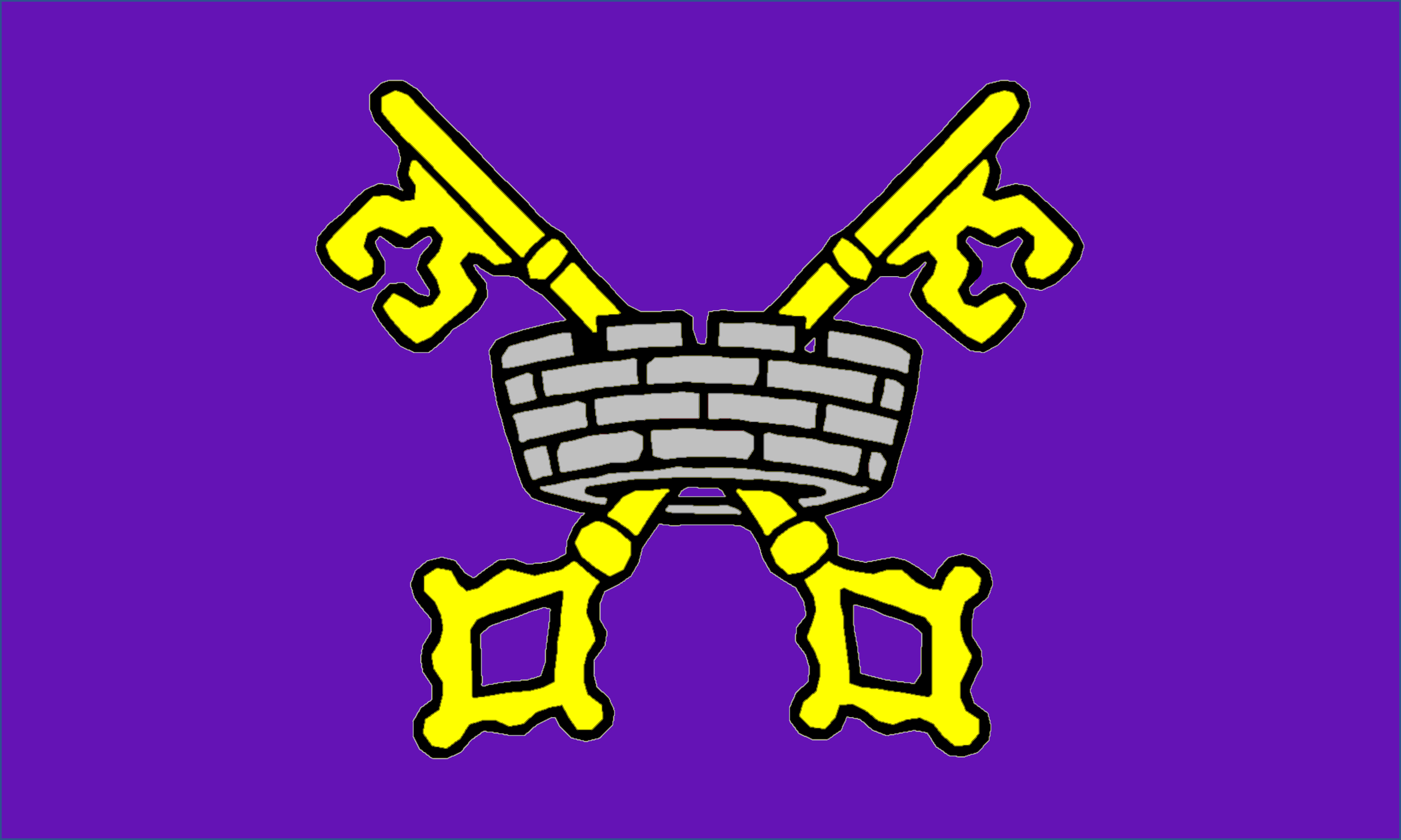
Peterborough
Plymouth: Vlag
Pontefract
Pontypool
Pontypridd
Poole
Port Talbot
Portadown
Portishead
Portsmouth
Potters Bar
Prescot
Preston
Prestwich
Pudsey

## Q

Quedgeley

## R

Radcliffe
Ramsgate
Rawtenstall
Rayleigh
Reading
Redbridge
Redcar
Reddish
Redditch
Redhill
Reigate
Renfrew
Retford
Rhyl
Richmond upon Thames
Rickmansworth
Ripley
Roby
Rochdale
Rochester
Rotherham
Rothwell
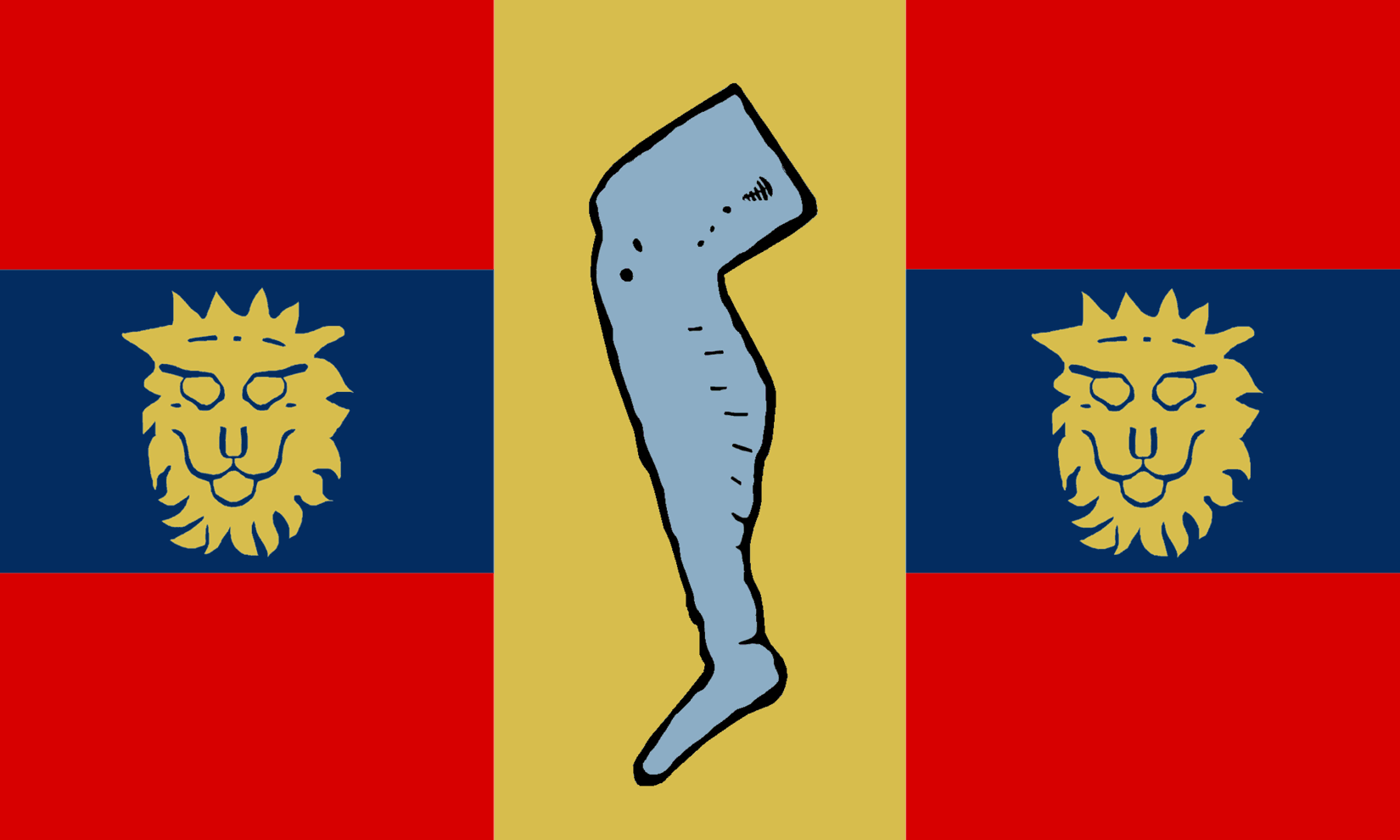
Rowley Regis
Royal Tunbridge Wells
Royton
Rugby
Rugeley
Runcorn
Rushden
Rustington
Rutherglen
Ryde

## S

Sale
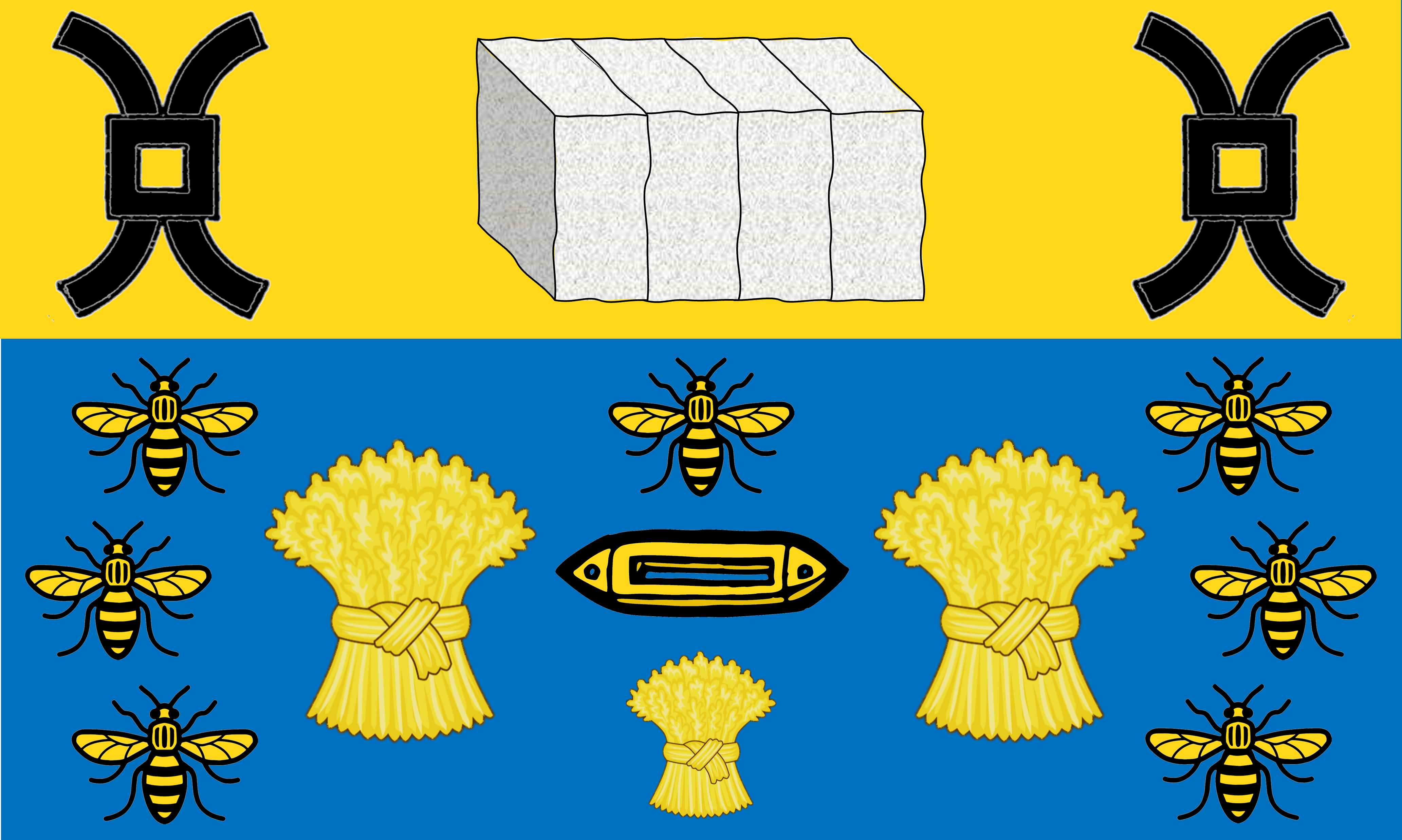
Salford
Salisbury
Sandhurst
Scarborough
Scunthorpe
Seaford
Seaham
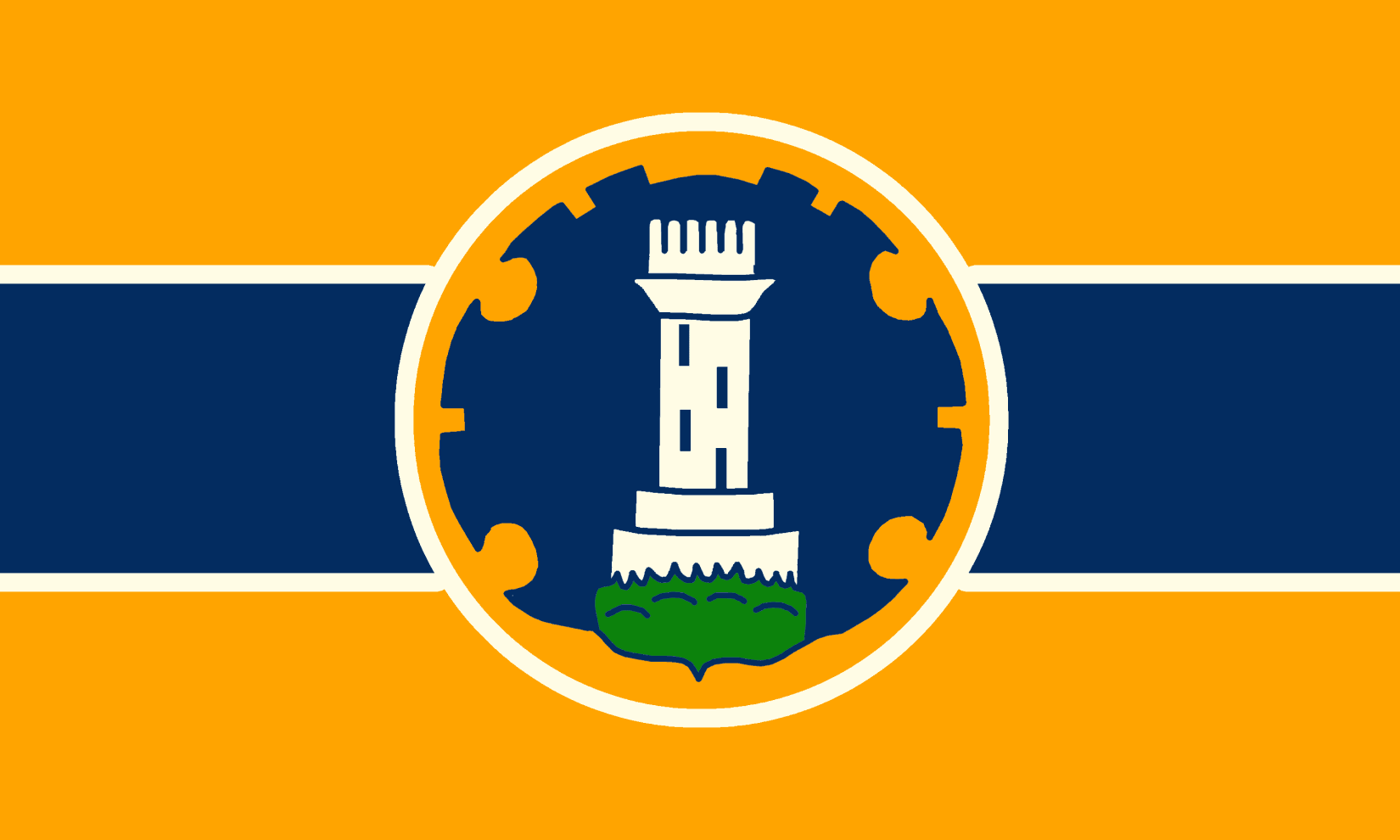
Sedgley
Sevenoaks
Sheerwater
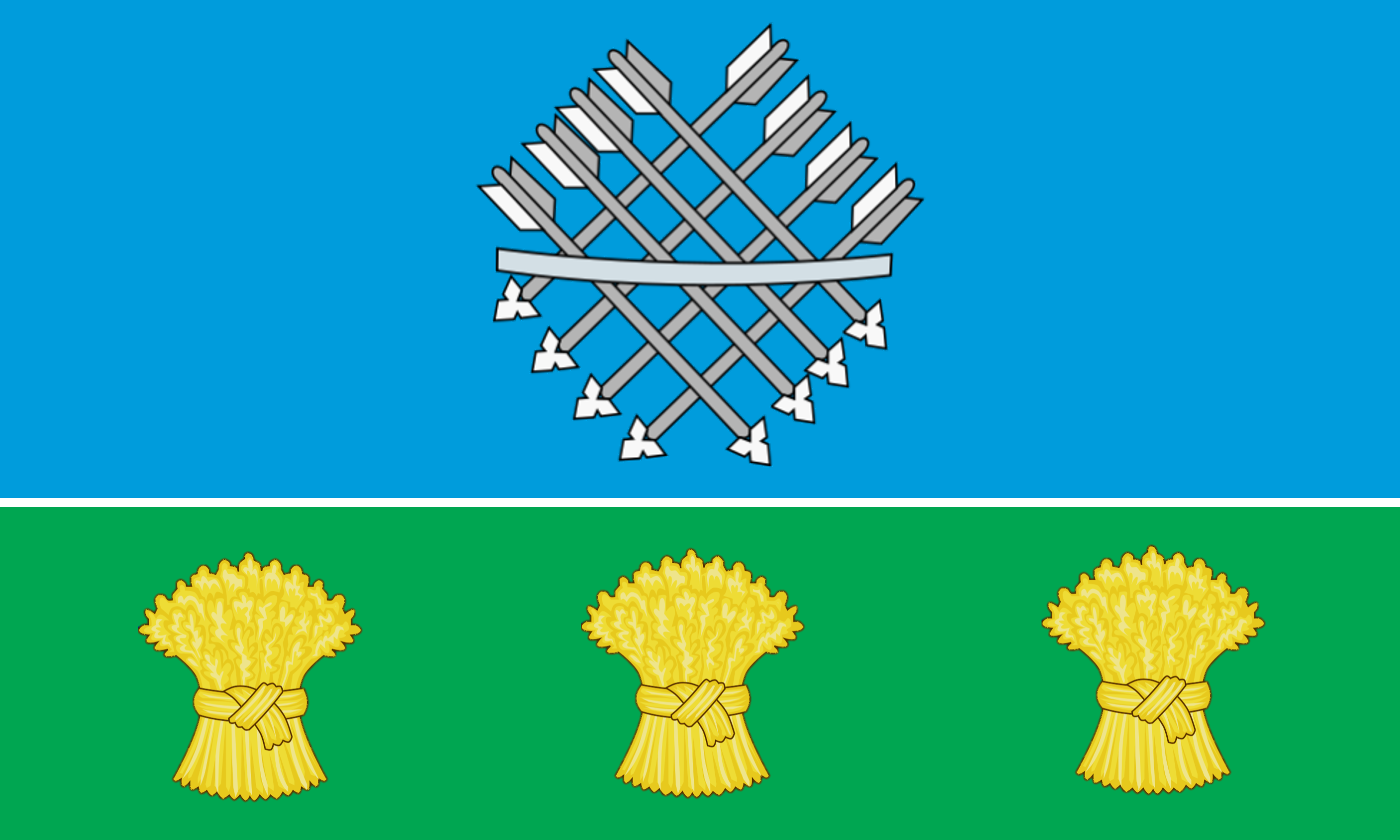
Sheffield
Shipley
Shoreham-by-Sea
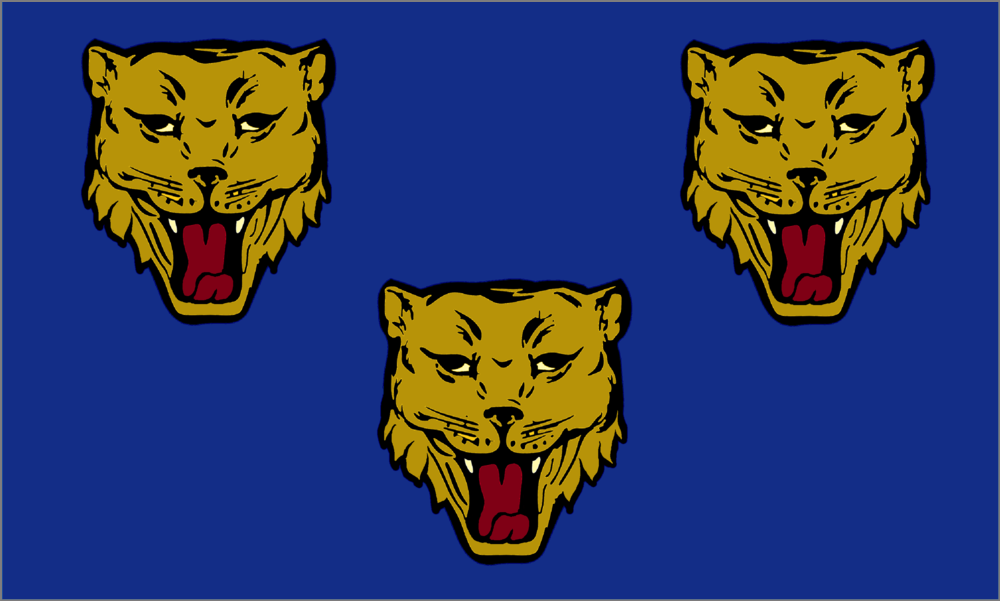
Shrewsbury
Sittingbourne
Skegness
Skelmersdale
Slough
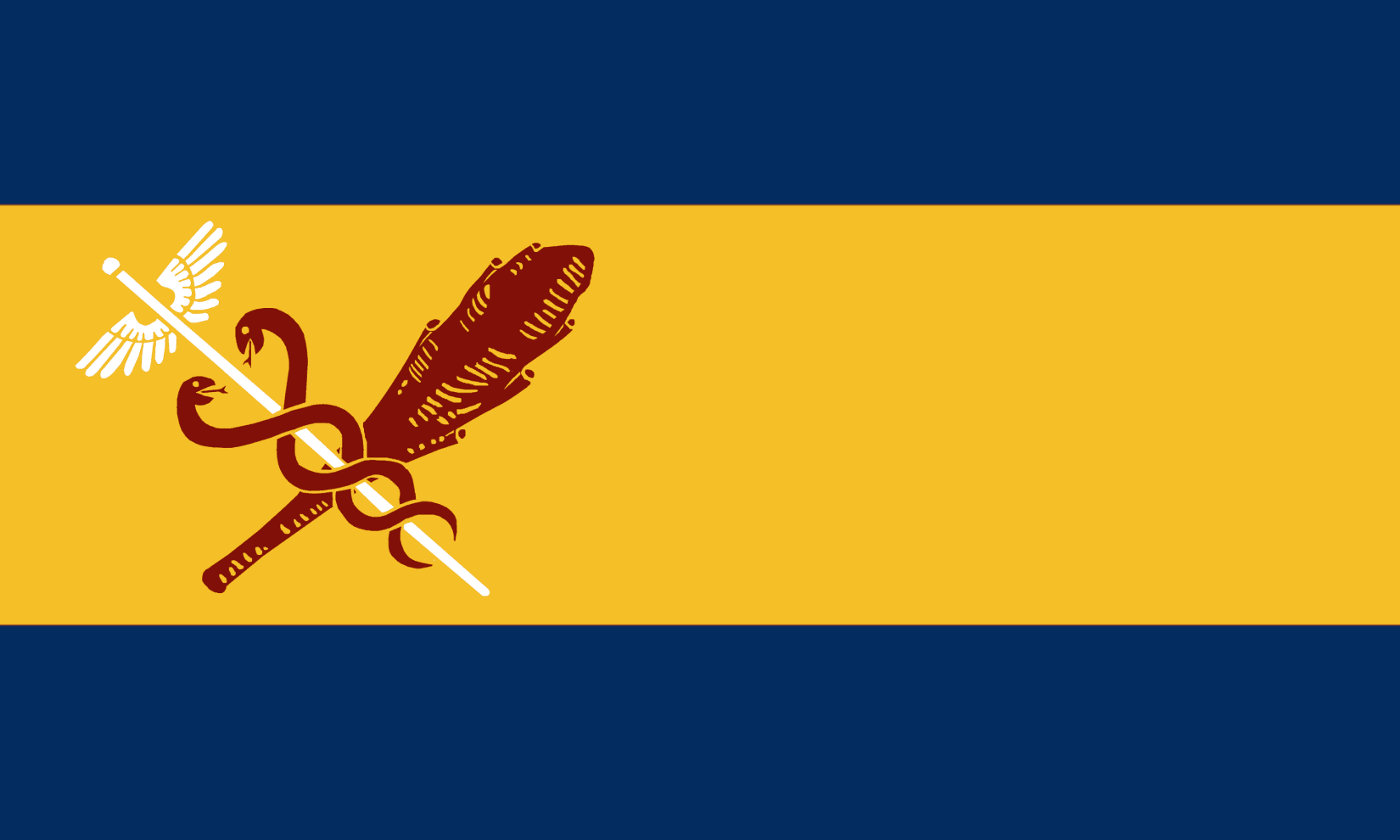
Smethwick
Solihull
Sompting
South Benfleet
South Ockendon
South Shields
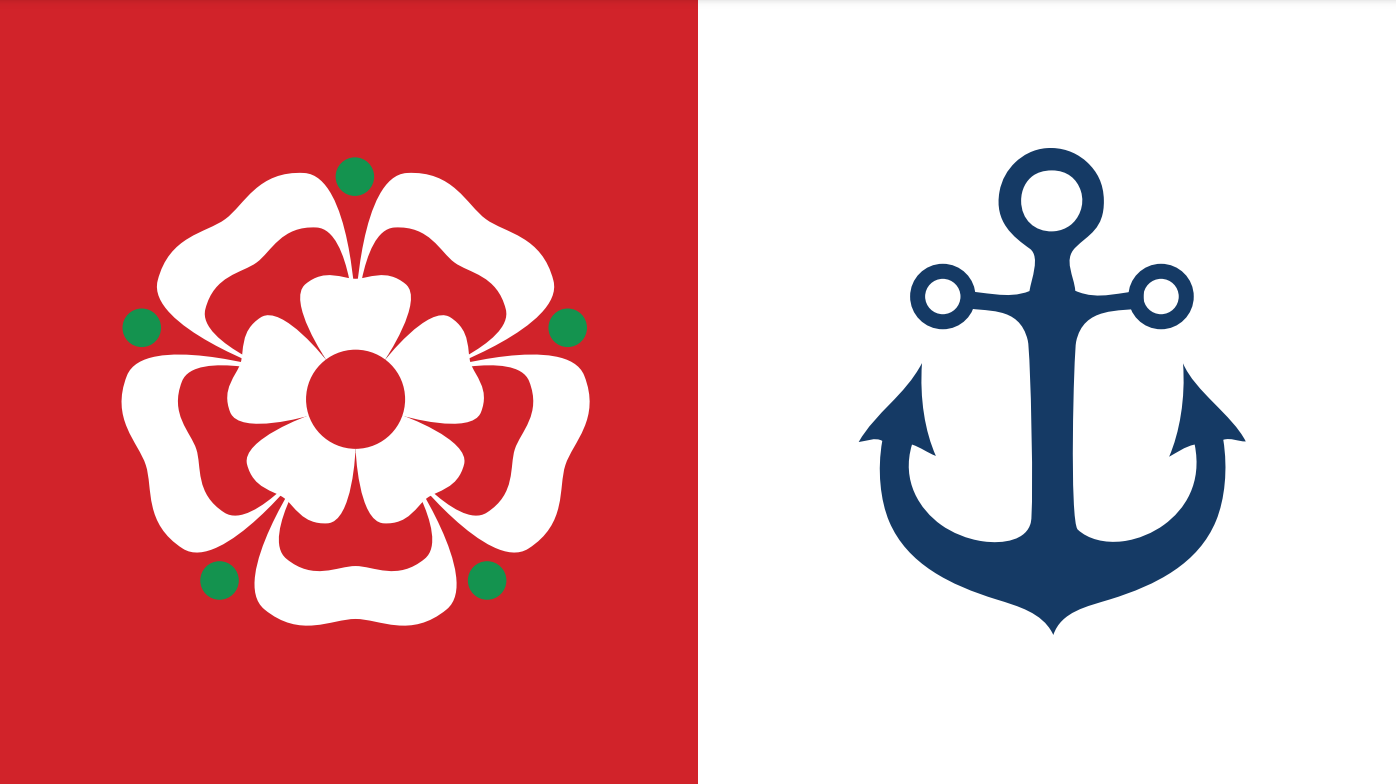
Southampton
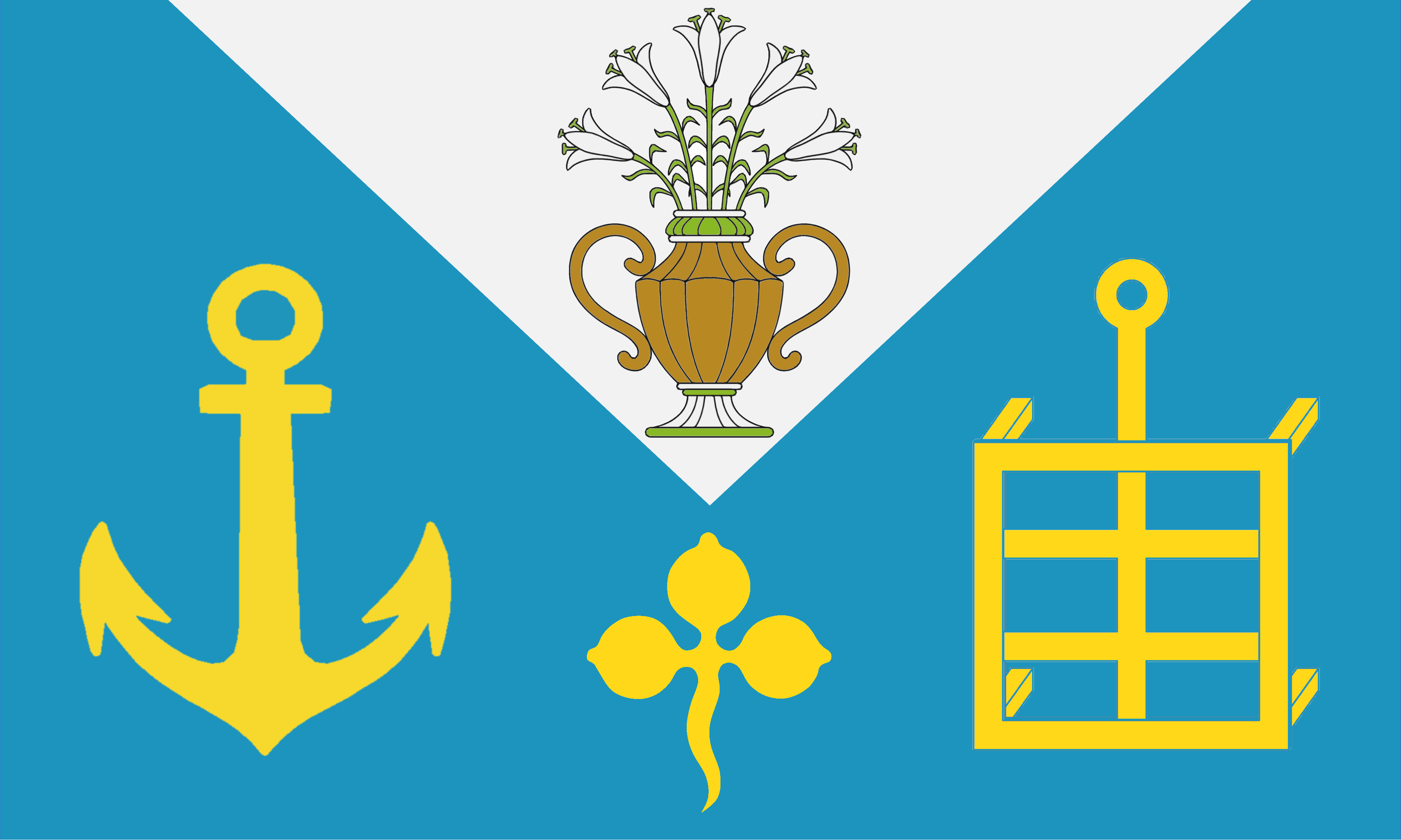
Southend-on-Sea
Southport
Southwark
Spalding
Spennymoor
St Albans
St. Austell
St. Helens
St. Neots
Stafford
Staines-upon-Thames
Stalybridge
Stamford
Stanford-le-Hope
Stevenage
Stirling
Stockport
Stockton-on-Tees
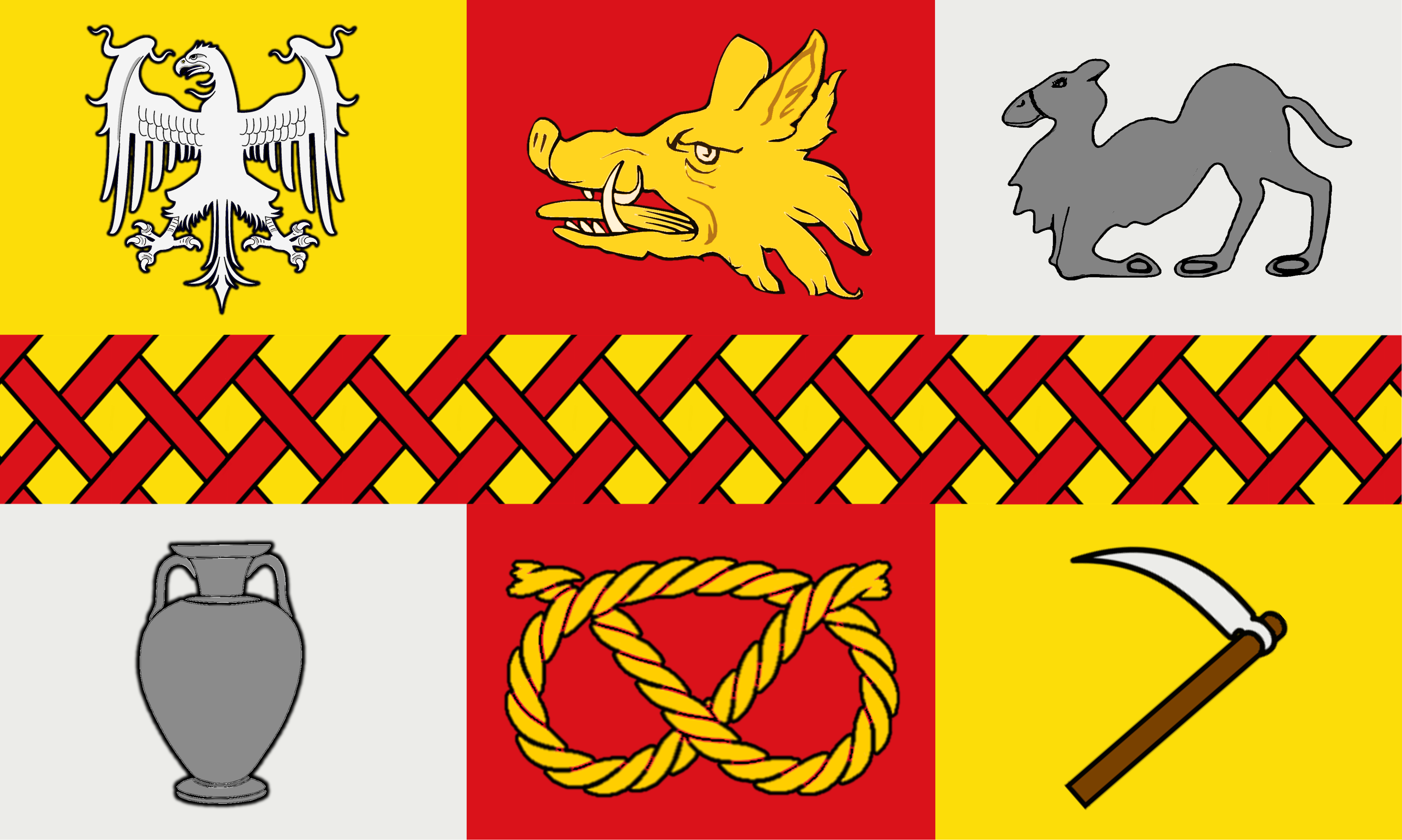
Stoke-on-Trent
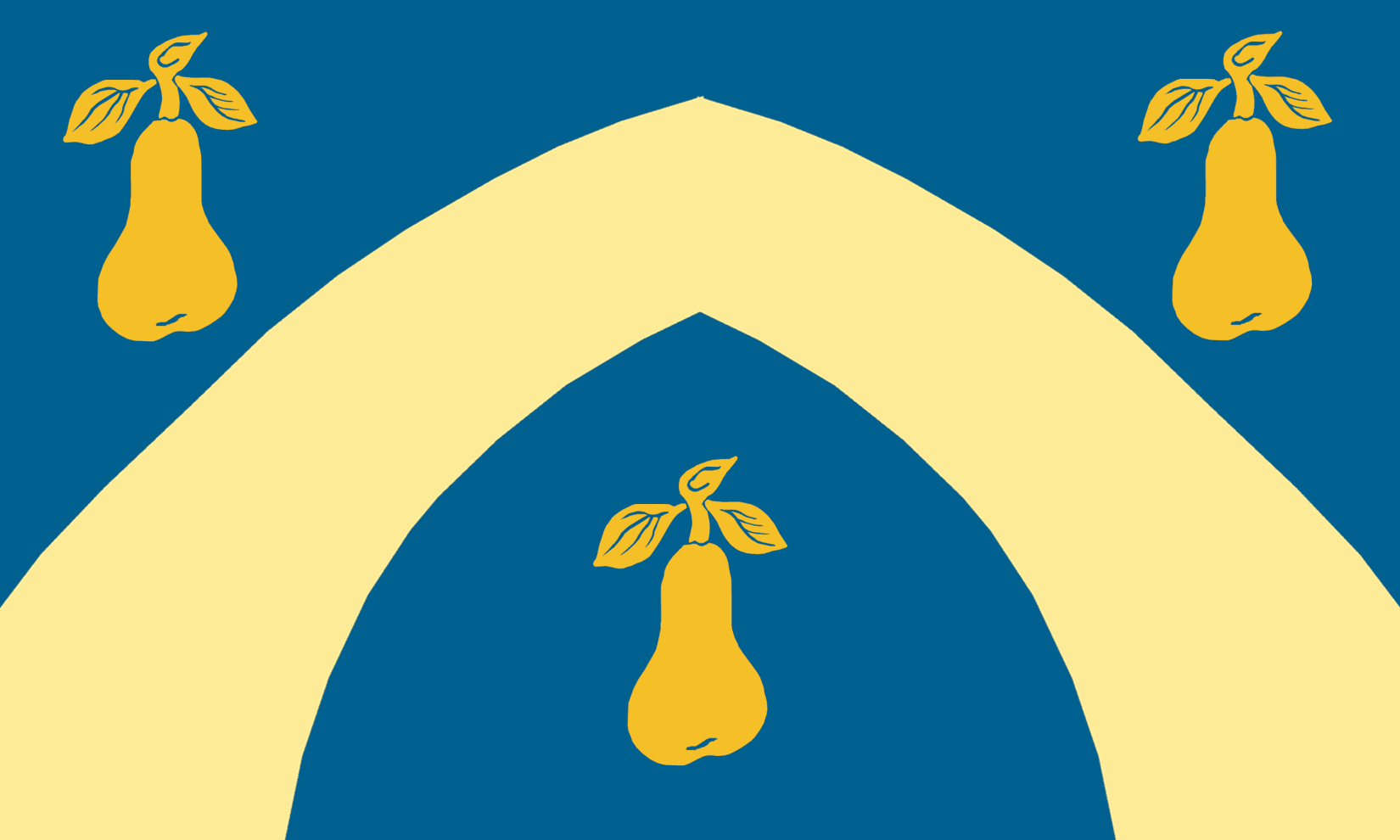
Stourbridge
Stourport-on-Severn
Stowmarket
Stratford-upon-Avon
Stratton St Margaret
Stretford
Stroud
Sudbury
Sunbury-on-Thames
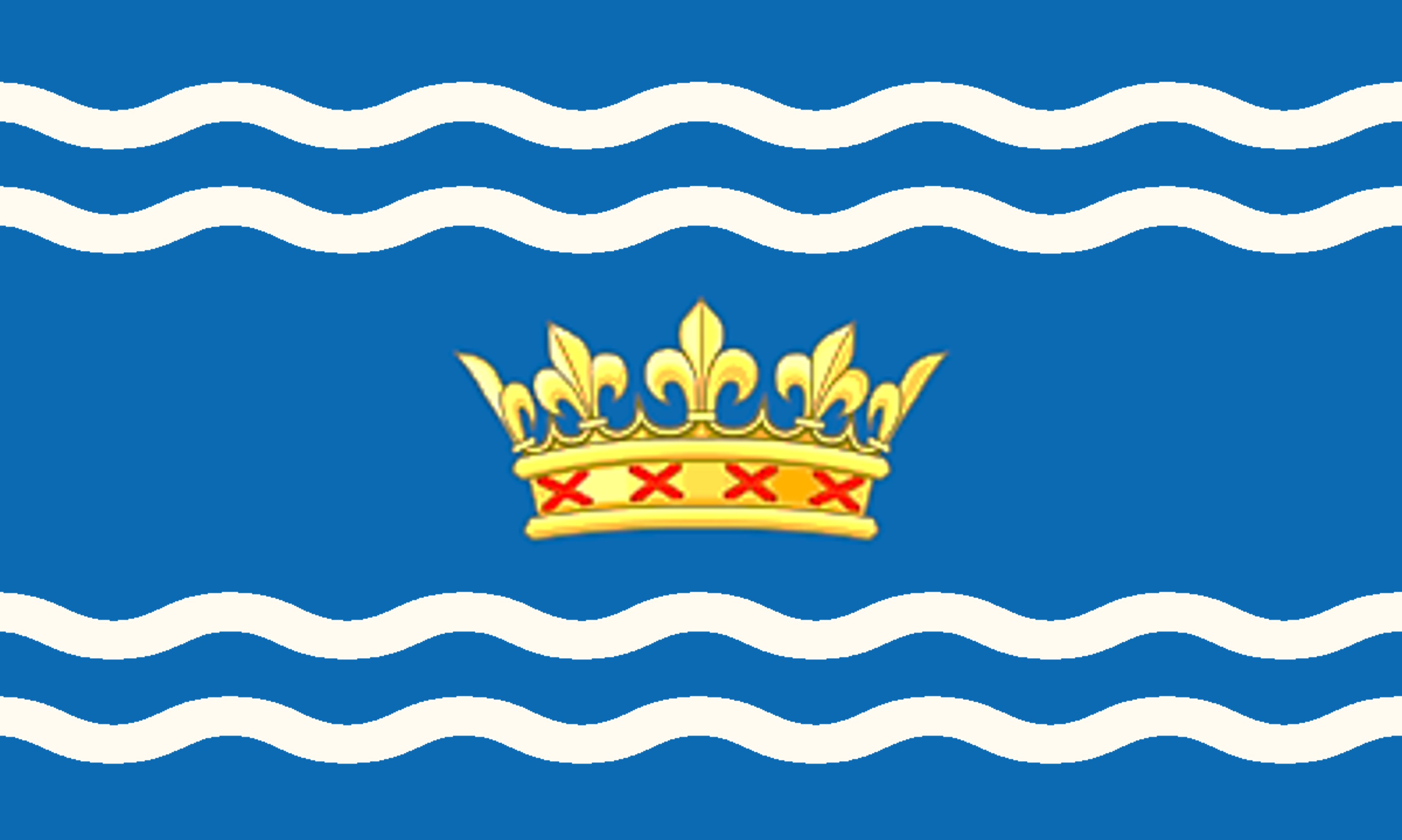
Sunderland
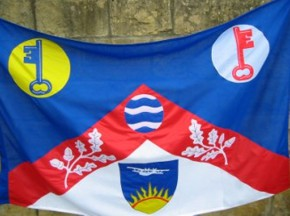
Sutton
Sutton-in-Ashfield
Sutton Coldfield
Swadlincote
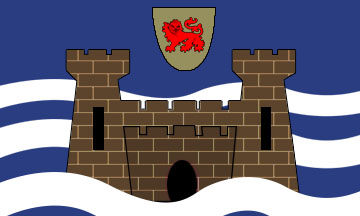
Swansea
Swindon
Swinton

## T

Tadworth
Tamworth
Taunton
Telford
Thatcham
Thetford
Thornaby-on-Tees
Thundersley
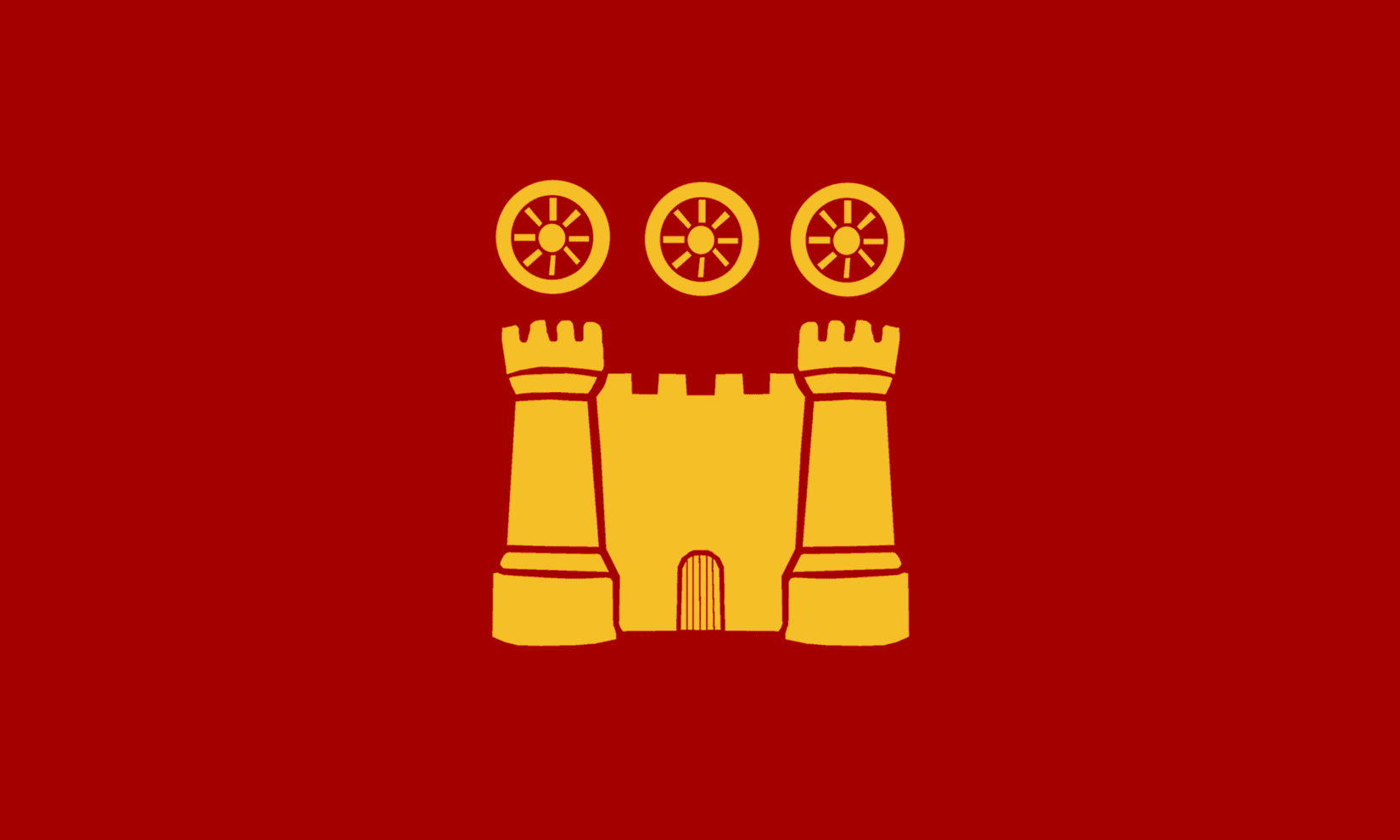
Tipton
Tonbridge
Torquay
Totton and Eling
Tower Hamlets
Trowbridge
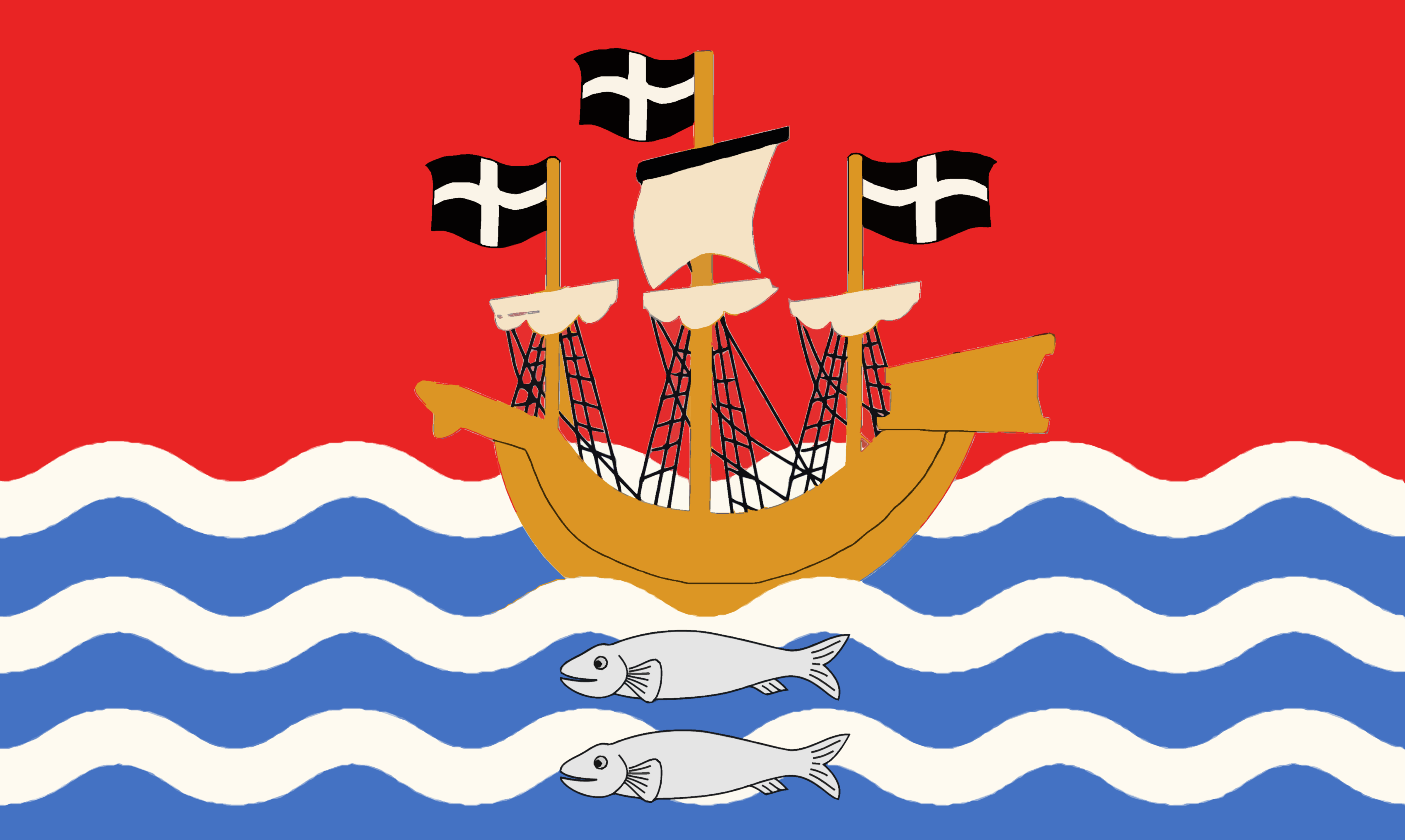
Truro
Tynemouth

## U

Urmston

## W

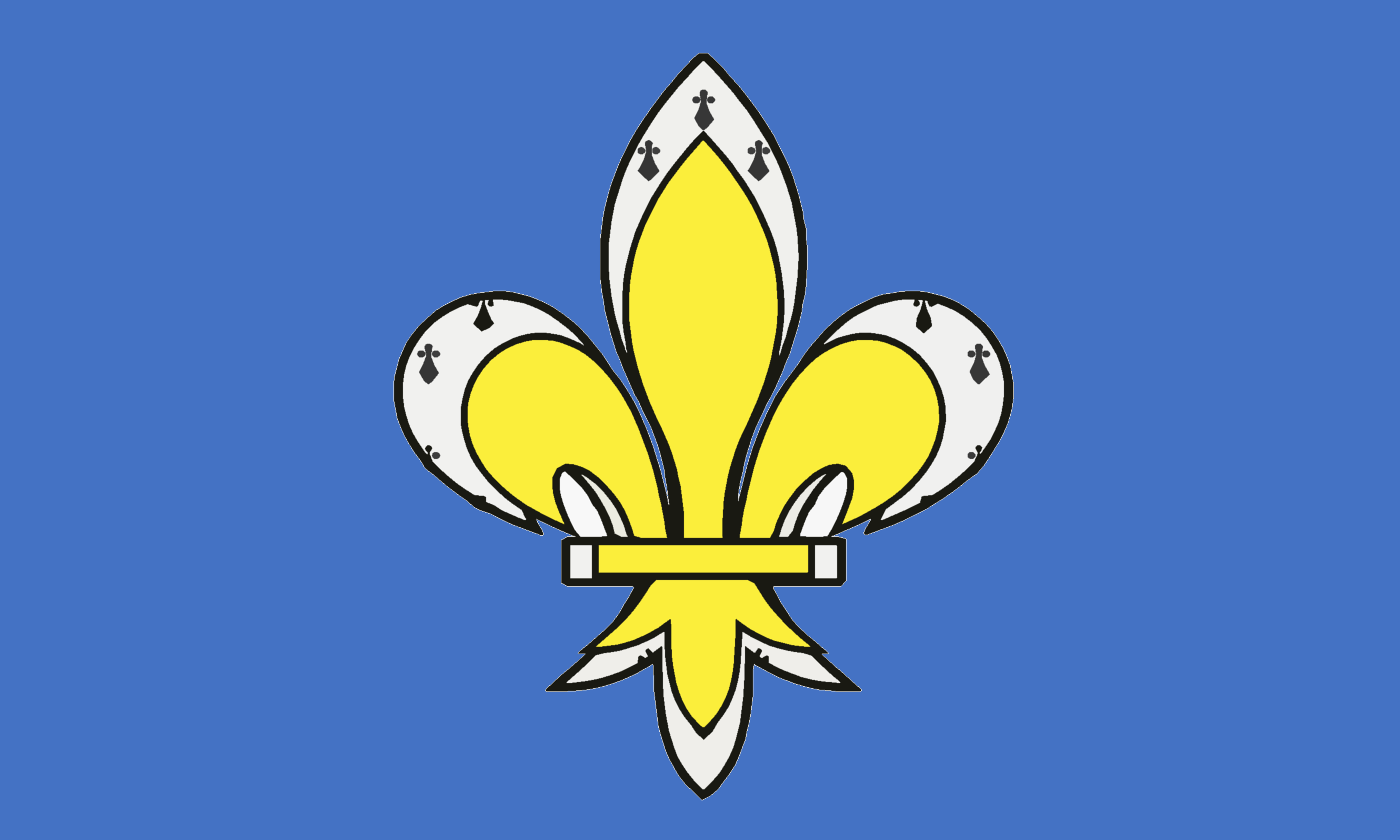
Wakefield
Wallasey
Wallsend
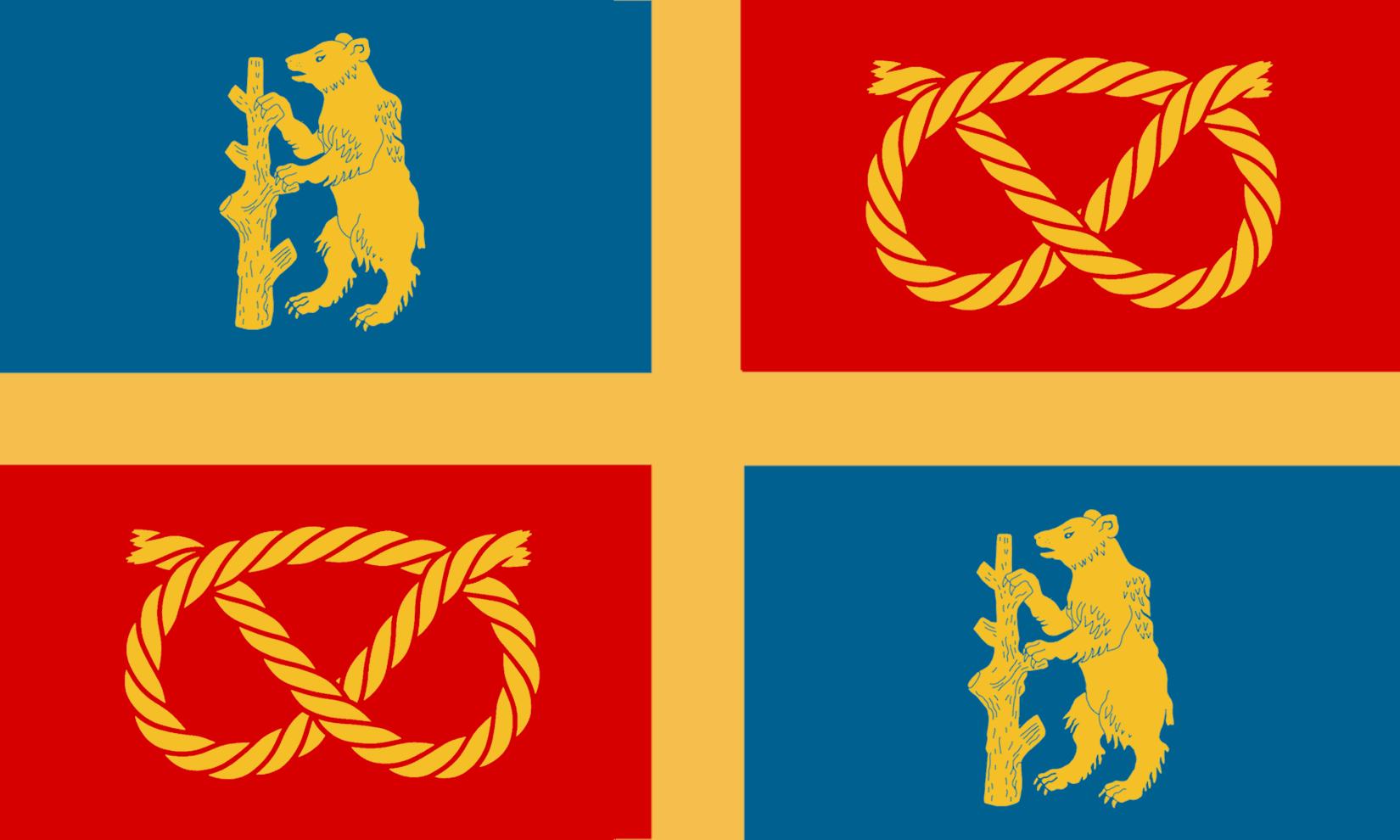
Walsall
Waltham Forest
Walton-on-Thames
Wandsworth
Warrington
Warwick
Washington
Waterlooville
Watford
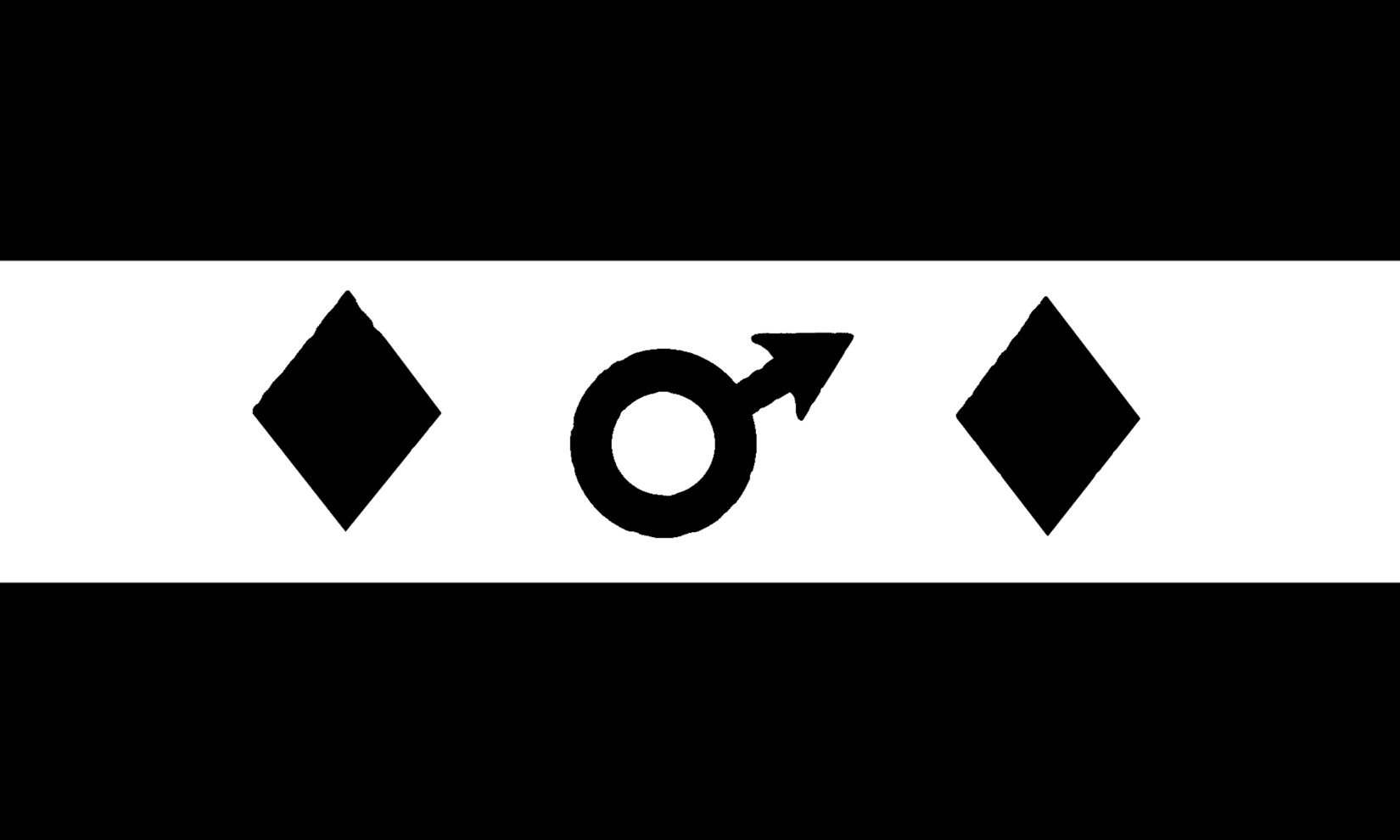
Wednesbury
Wellingborough
Welwyn Garden City
West Bridgford
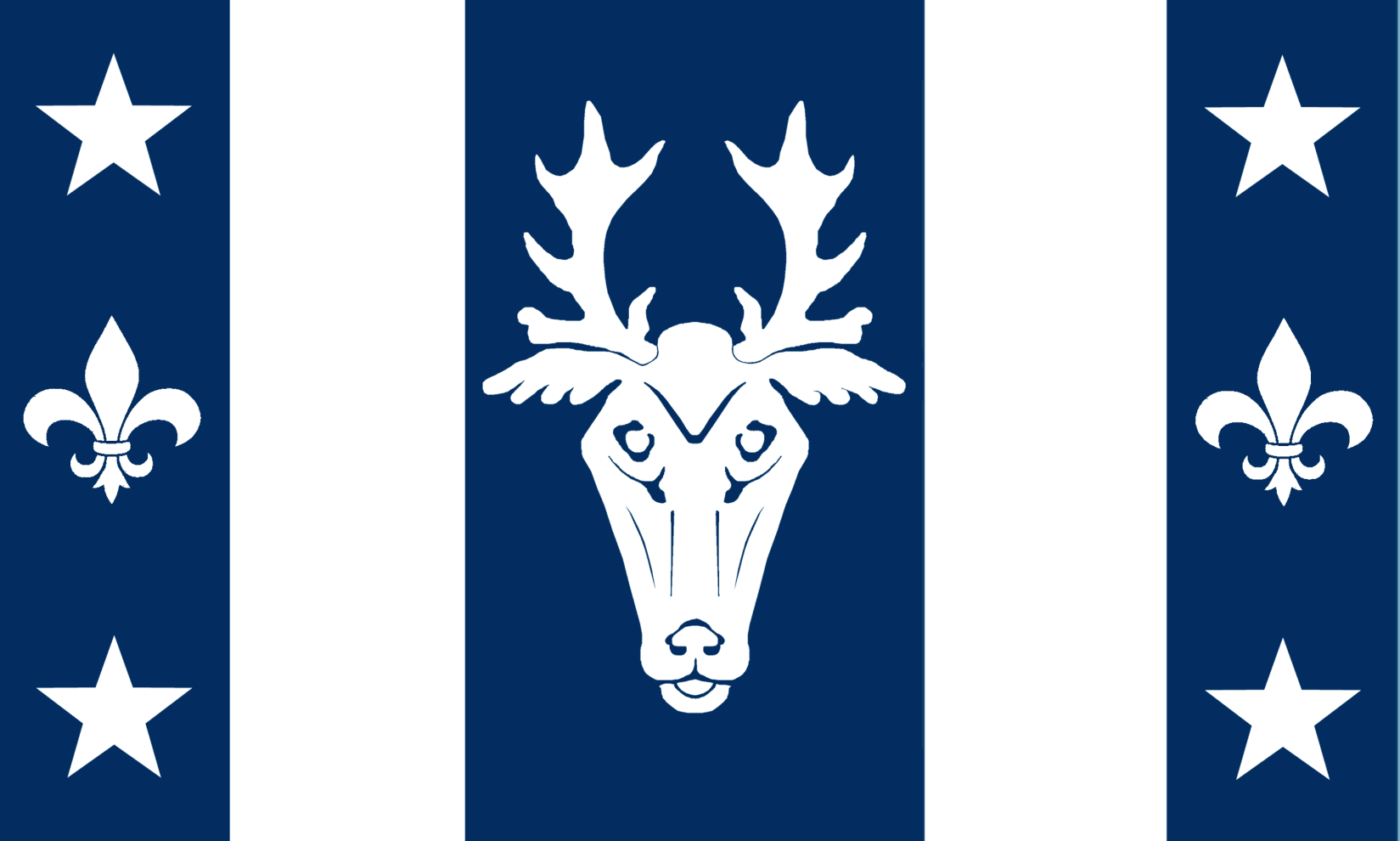
West Bromwich
West Byfleet
West Molesey
West Thurrock
Westhoughton
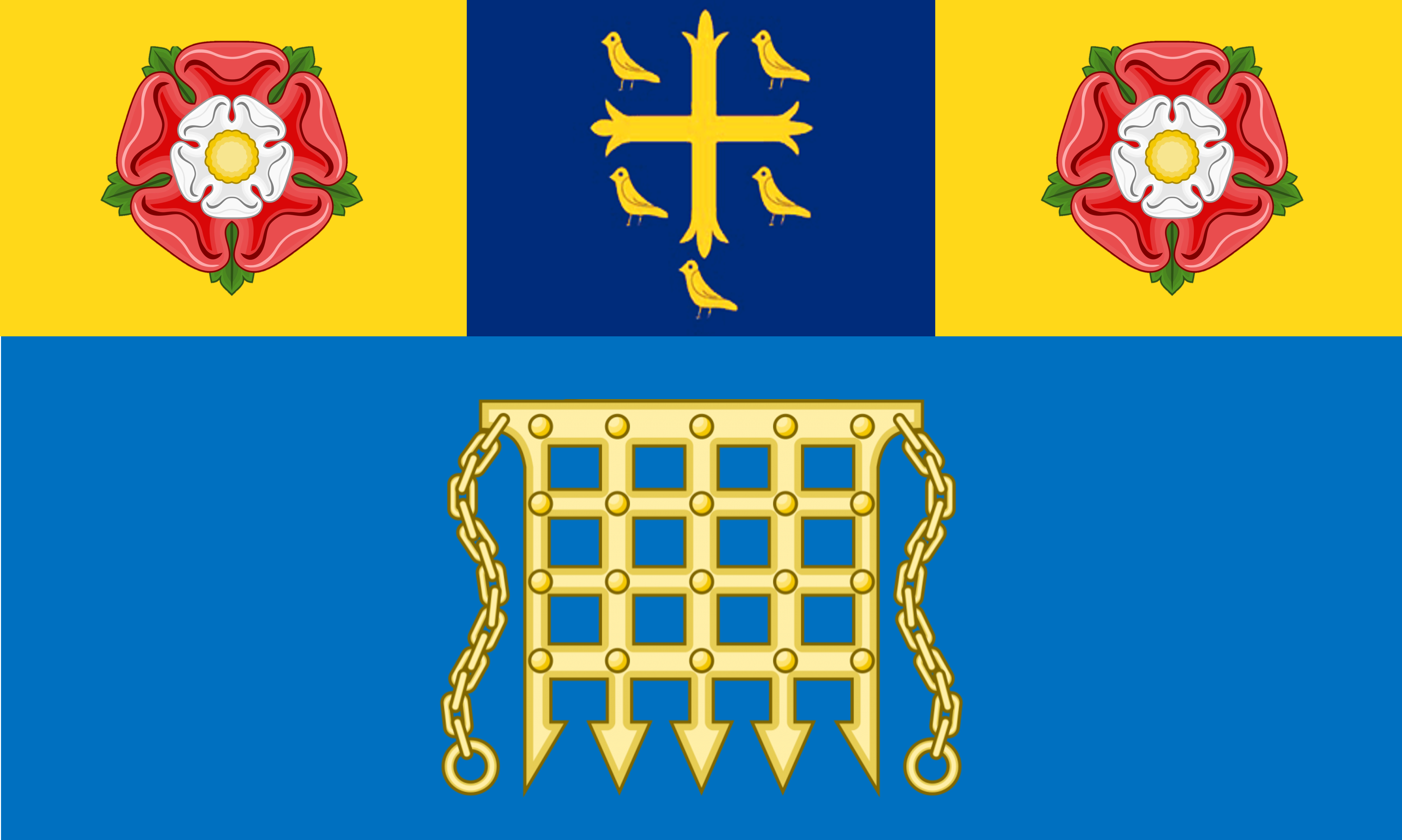
Westminster
Weston-super-Mare
Weymouth
Whitefield
Whitehaven
Whitley Bay
Whitstable
Wickersley
Wickford
Widnes
Wigan
Wigston Magna
Willenhall
Wilmslow
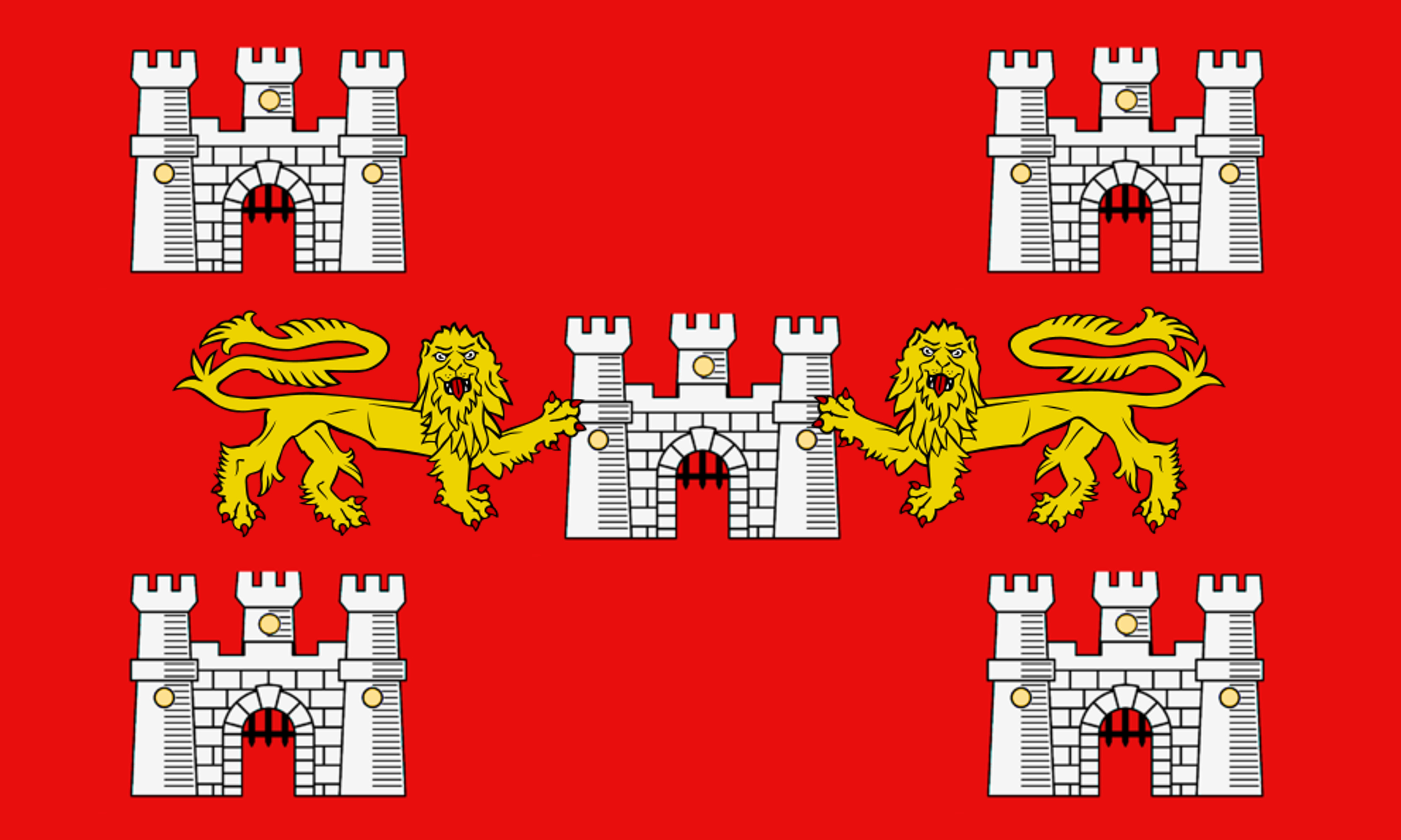
Winchester
Windsor
Winsford
Wisbech
Wishaw
Witham
Witney
Woking
Wokingham
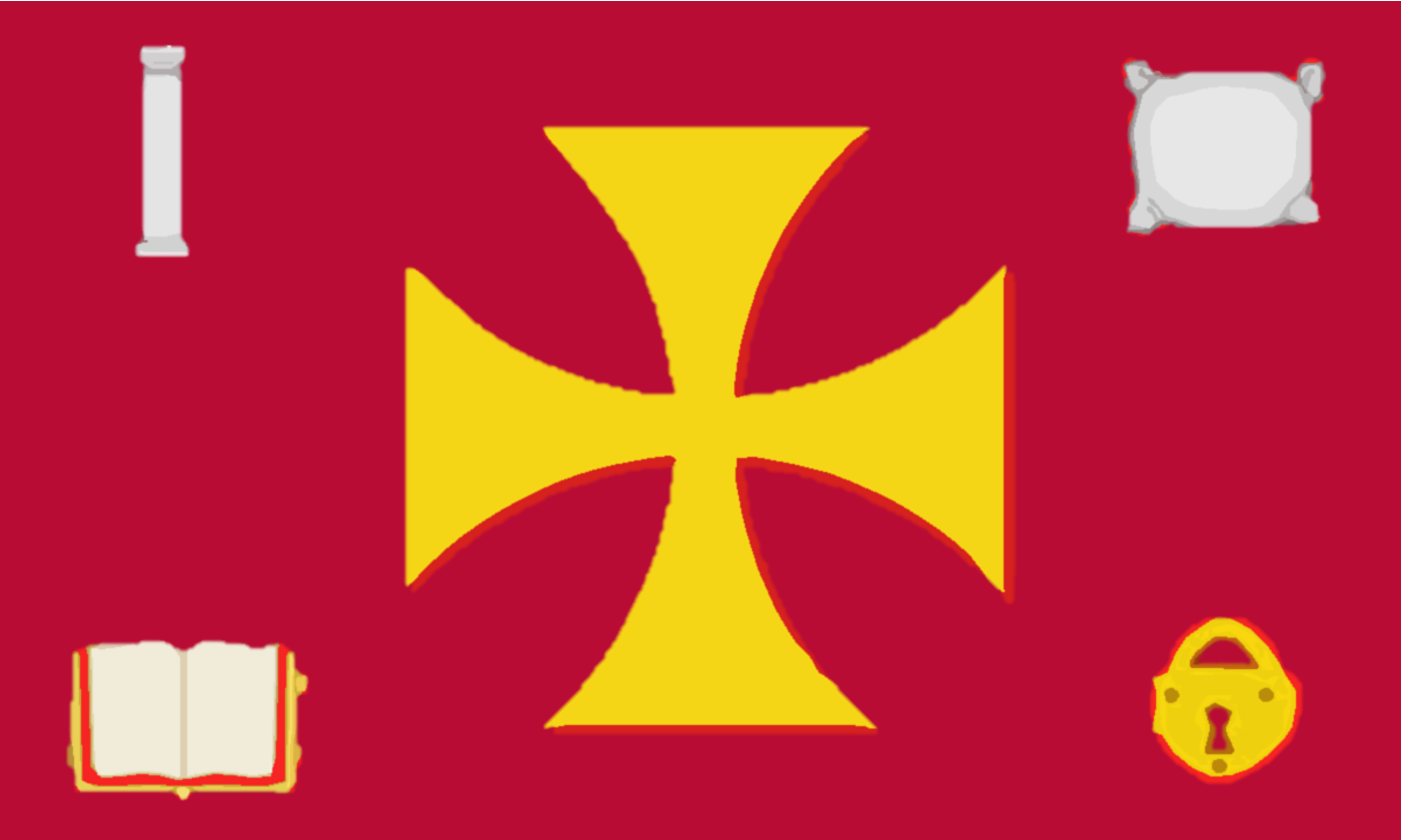
Wolverhampton
Woodley
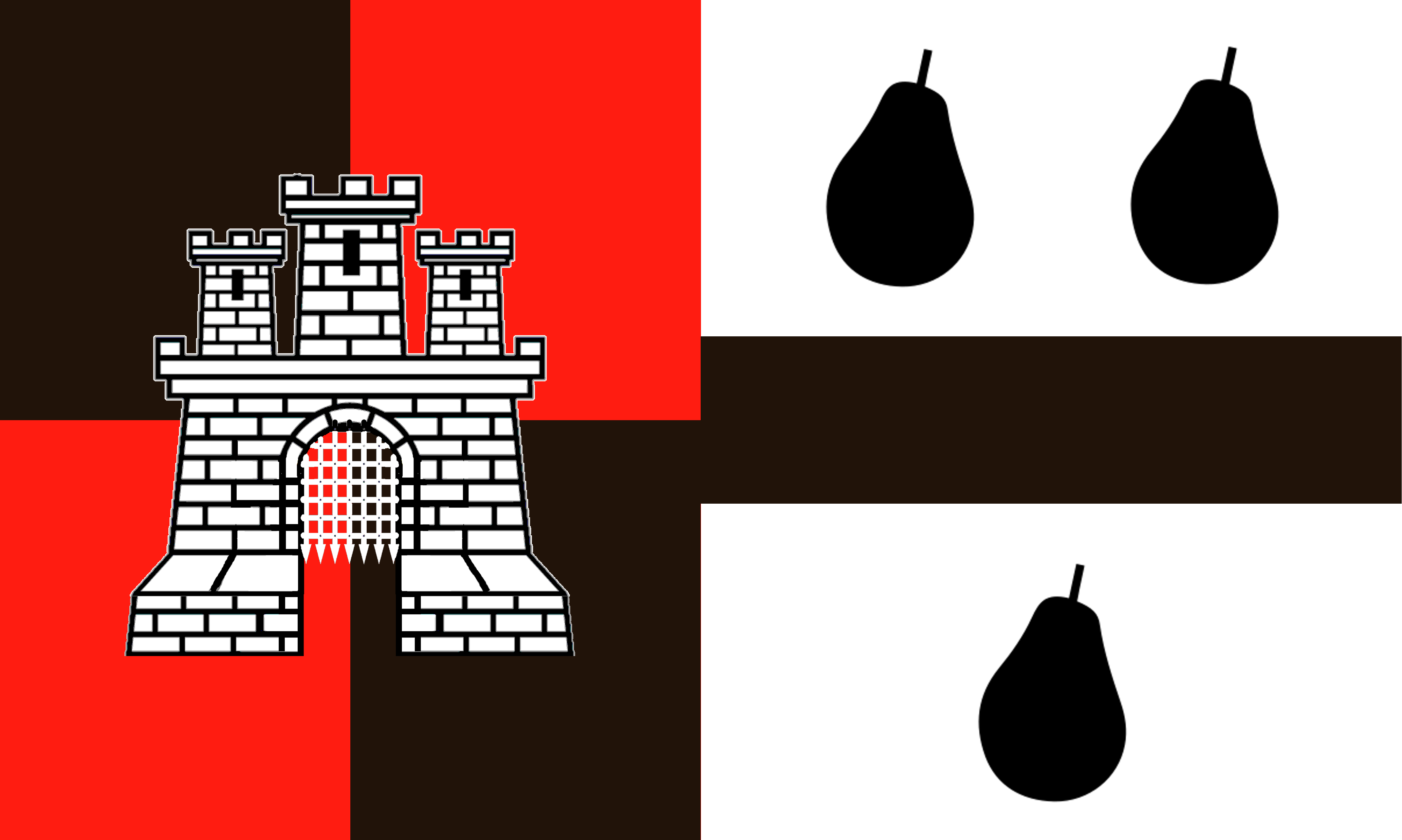
Worcester
Workington
Worksop
Worthing
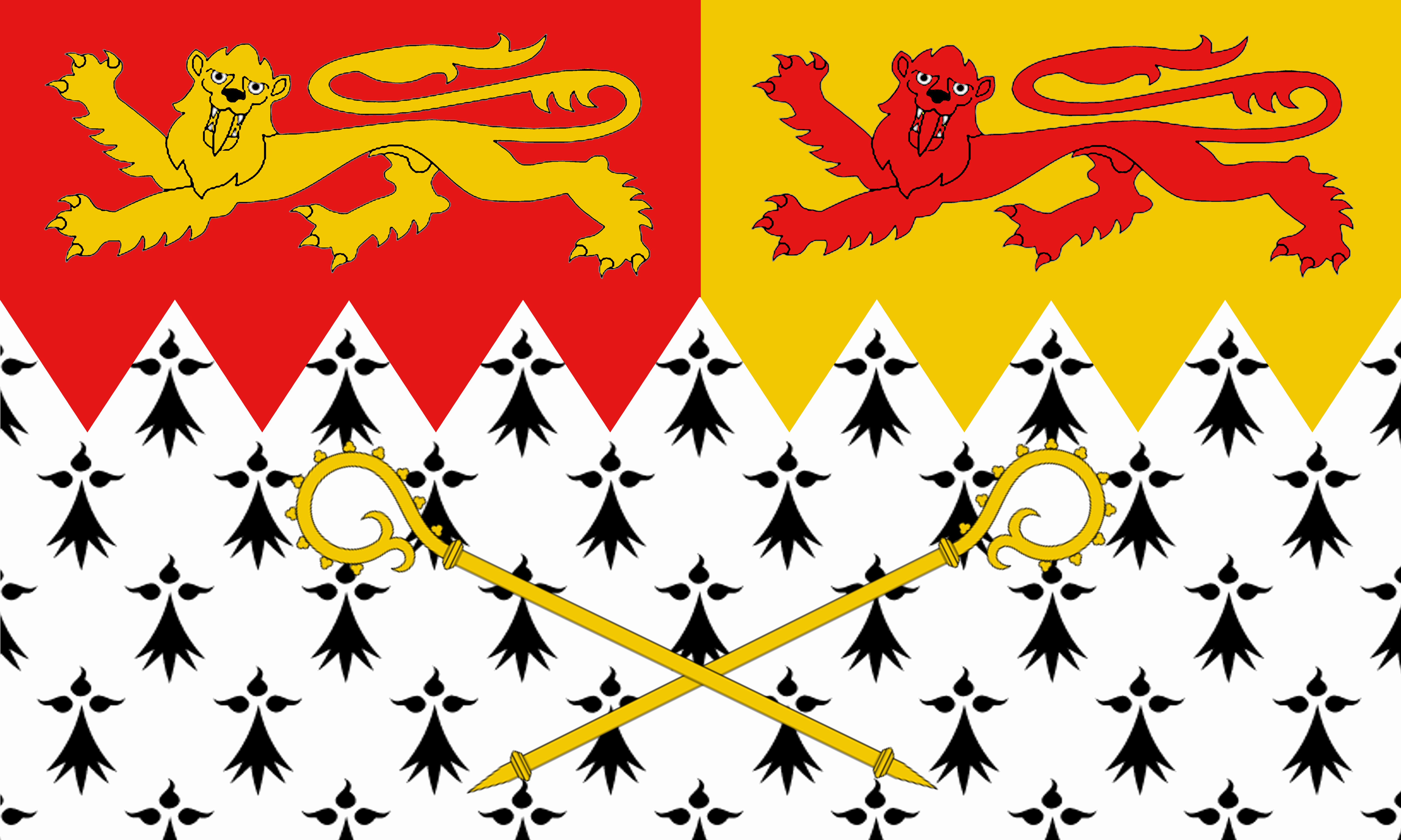
Wrexham
Wythenshawe

## Y

Yate
Yeovil
York

## Parishes van Guernsey

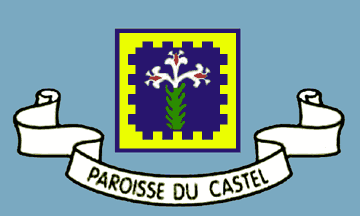
Castel
Forest
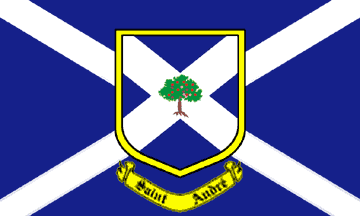
Saint Andrew
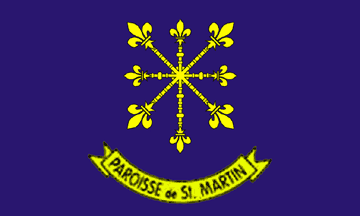
Saint Martin
Saint Peter Port
Saint Pierre du Bois
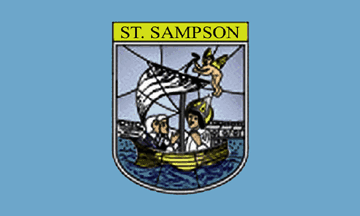
Saint Sampson
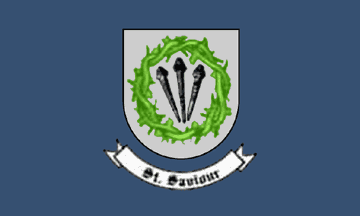
Saint Saviour
Torteval
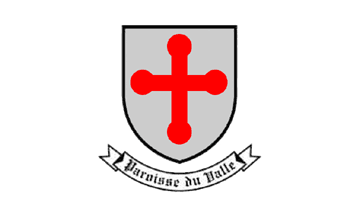
Vale

## Parishes van Jersey

Grouville
Saint Brélade
Saint Clement
Saint Helier
Saint John
Saint Lawrence
Saint Martin
Saint Mary
Saint Ouen
Saint Peter
Saint Saviour
Trinity

Andorra · Armenië · België · Bosnië en Herzegovina · Brazilië · Bulgarije · Canada · Chili · Colombia · Costa Rica · Denemarken · Duitsland · El Salvador · Estland · Frankrijk · Georgië · Indonesië · Italië · Kaapverdië · Kosovo · Kroatië · Letland · Liechtenstein · Litouwen · Luxemburg · Malta · Mexico · Montenegro · Nederland · Noord-Macedonië · Noorwegen · Oekraïne · Oostenrijk · Polen · Portugal · Roemenië · Rusland · San Marino · Servië · Slovenië · Slowakije · Spanje · Tsjechië · Venezuela · Verenigd Koninkrijk · Verenigde Staten · Wit-Rusland · Zimbabwe · Zwitserland
Historisch: België · Nederland
Zie ook: Vlaggenlijsten (per land) · Vlaggen van afhankelijke gebieden · Vlaggen van subnationale entiteiten (per land) · Lijst van vlaggen van hoofdsteden